# Mexiko-Stadt
Mexiko-Stadt (spanisch Ciudad de México [sjuˈða(ð) ðe ˈmexiko], kurz: CDMX; bis 2016 México D.F.) ist die Hauptstadt der Vereinigten Mexikanischen Staaten. Sie gehört zu keinem Gliedstaat, sondern bildet eine eigene Gebietskörperschaft, in der 9,2 Millionen Menschen (2020) leben. Die Metropolregion Zona Metropolitana del Valle de México (ZMVM), zu der Mexiko-Stadt, angrenzende Regionen des Bundesstaates México und eine Gemeinde aus dem Bundesstaat Hidalgo gehören, ist mit über 21 Millionen Einwohnern eine der größten der Erde.
Die Stadt ist politischer, wirtschaftlicher, sozialer und kultureller Mittelpunkt sowie größter Verkehrsknotenpunkt des Landes. Die Vereinigung dieser Funktionen macht sie zur mexikanischen Primatstadt. Sie ist Sitz des Erzbistums Mexiko sowie zahlreicher Universitäten und Fachschulen. Die UNESCO hat ihr historisches Zentrum mit den Überresten der Aztekenhauptstadt Tenochtitlan sowie die Wassergärten im Stadtteil Xochimilco 1987 und den zentralen Universitätscampus der Universidad Nacional Autónoma de México im Jahr 2007 zum Weltkulturerbe erklärt.

## Der Name der Stadt
Der Name México geht ursprünglich auf die Azteken zurück, die sich selbst als Mexica bezeichneten. Das Land Mexiko erhielt seinen Namen von der jetzigen Hauptstadt. Einwohner der Stadt werden als capitalinos (Hauptstädter) oder chilangos bezeichnet; das Wort mexicano bezieht sich wiederum vorwiegend auf die Staatsbürger der Republik. Teilweise wird im deutschsprachigen Raum für Mexiko-Stadt auch die englischsprachige Bezeichnung Mexico City verwendet.
Am 29. Januar 2016 wurde der spanische Name der Stadt im Zuge einer Strukturreform auch offiziell von México, Distrito Federal (Bundesdistrikt), in Ciudad de México (Mexiko-Stadt), abgekürzt CDMX, geändert.

## Geographie

### Geographische Lage

„Zona Metropolitana del Valle de México“ (ZMVM) – Metropolregion von Mexiko-Stadt

Mexiko-Stadt liegt am südlichen Ende des 60 Kilometer langen und 100 Kilometer breiten Tals von Mexiko auf einer Höhe von durchschnittlich 2.310 Metern über dem Meeresspiegel und ist auf drei Seiten von Bergen umgeben – unter anderem von den berühmten Zwillingsvulkanen Popocatépetl und Iztaccíhuatl sowie der Sierra Nevada. Die Kombination dieser Lage und einer Metropole mit ihren Emissionen, insbesondere des motorisierten Verkehrs, lässt oft Smog entstehen.
Seit Jahrhunderten ist dieses Becken der Mittelpunkt des Landes, lange bevor von einer mexikanischen Nation die Rede sein konnte. Die Stadt hat eine Fläche von 1.496,9 Quadratkilometern. Sie grenzt im Norden, Osten und Westen an den Bundesstaat México und im Süden an den Bundesstaat Morelos.

### Geologie
Im Mittelpunkt des ursprünglich abflusslosen Beckens liegt die Landeshauptstadt, die heute durch einen Entwässerungskanal mit dem Flusssystem des Río Pánuco in Verbindung steht. Das Tal befindet sich im südlichen Teil des Mexikanischen Hochlandes, das als Mesa Central bezeichnet wird. Es ist auch orografisch vom nördlichen sehr verschieden. Im Landschaftsbild überwiegt Gebirgscharakter. Waldbedeckte Vulkankegel, riesige Krater erloschener Vulkane, jähe Felsabstürze, die die Erosion in die Flanken des Gebirges gerissen hat, wechseln mit fruchtbaren, von vulkanischem Schutt erfüllten Hochebenen und Tälern.
Dort liegt das Zentrum des Ackerbaus, dessen wichtigste Anbaufrüchte infolge der Lage in der Tierra Templada Bohnen, Mais, Weizen, Gemüse und Obst sind. Das gesamte Mexikanische Hochland birgt große Reichtümer an Blei, Kupfer, Zinn, Zinnober, Schwefel, Gold und Silber. Aus den Edelmetallen schufen die Azteken prächtigen Schmuck und andere Kunstgegenstände. Die Bitumenkohle, die in der Fortsetzung der Lignite von Texas und Coahuila auftritt, deckt den gesamten Kohlebedarf Mexikos.
Mexiko-Stadt befindet sich in einer durch Erdbeben gefährdeten Region, die regelmäßig von Erdstößen geringer bis mittlerer Intensität erschüttert wird. Am 19. September 1985 tötete ein verheerendes Erdbeben der Stärke 8,0 auf der Momenten-Magnituden-Skala mit Epizentrum im 350 Kilometer entfernten Bundesstaat Michoacán offiziell 10.000 Menschen; rund 250.000 wurden obdachlos. Nach Angaben der Rettungsmannschaften starben bis zu 45.000 Menschen. Insgesamt kam es an 2.800 Gebäuden zu Schäden; 880 von ihnen brachen zusammen. Die große Zahl der Opfer war unter anderem durch die mangelhafte Bauweise vieler Gebäude bedingt; zudem verstärkte der größtenteils weiche Untergrund der Hauptstadt die Stoßwellen. Am 19. September 2017 richtete ein Beben mit der Stärke 7,1 in der Stadt erneut große Schäden an und verursachte den Tod von 369 Menschen.

### Hydrologie

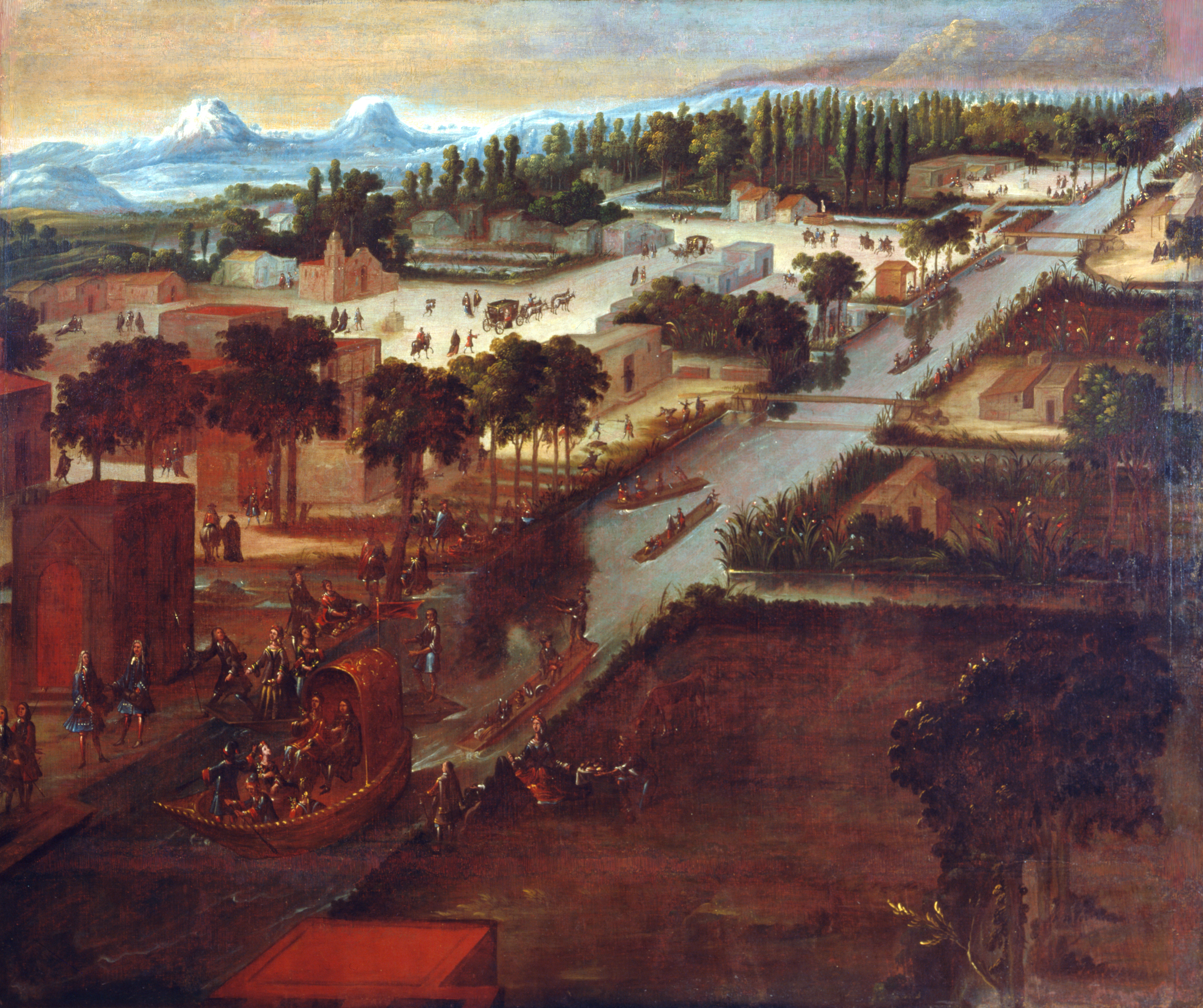
Der Spaziergang des Vizekönigs durch den Canal de la Viga, von Pedro Villegas im Jahr 1706. Soumaya-Museum. Dies ist die älteste bekannte Darstellung des Canal de la Viga und der chinampas.

Das präkolumbische Ökosystem, wie es die Azteken vorfanden, als sie nach Zentralmexiko vordrangen, lässt sich aufgrund von Grabungen recht genau rekonstruieren: Sie deuten auf eine Landschaft, die durch zahlreiche Seen mit dazwischen liegenden Sümpfen geprägt war. Von den umliegenden Gebirgen, die vorwiegend mit Kiefern- und Eichenwäldern bedeckt waren, strömten zahlreiche Bäche und Flüsse, deren größte in den nördlichen Zumpango-See mündeten. Während die kleineren nördlichen und südlichen Seen Süßwasser enthielten, war das Wasser des tiefer gelegenen Texcoco-Sees wegen des salpeterhaltigen Untergrunds, des fehlenden Abflusses und der hohen Verdunstung stark salzhaltig.

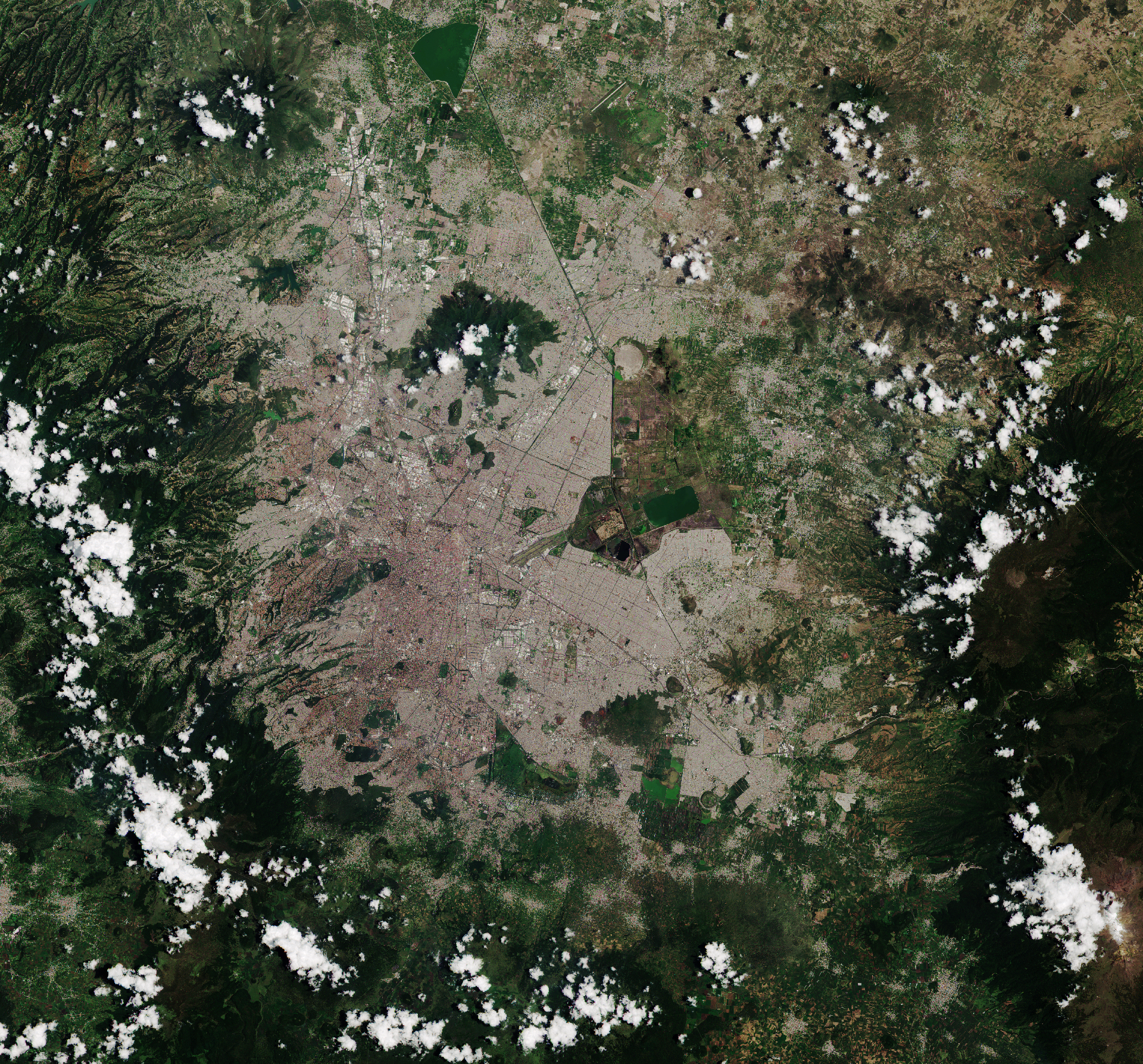
Satellitenaufnahme von Mexiko-Stadt

Als die Azteken im Tal von Mexiko eintrafen, fanden sie eine hoch entwickelte Hydrokultur vor: Mais, Bohnen, Tomaten, Kürbis und andere Lebensmittel wurden auf bewässertem Land und schwimmenden Gärten, sogenannten Chinampas, angebaut; auch Eindeichungen, Flussumleitungen und Trinkwasserleitungen waren im Valle de México üblich. Im 15. Jahrhundert begannen die Azteken, selbst Deiche zu bauen, welche die Insel mit dem Festland verbanden. Sie dienten gleichzeitig als Aquädukte. Ein 16 Kilometer langer Deich, unterbrochen nur von einigen Schleusen, war östlich von Tenochtitlán durch den Texcoco-See gebaut worden, um die Stadt vor Überschwemmungen zu schützen.
In den ersten Jahren ihrer Herrschaft verkannten die Spanier die Wichtigkeit der Anlagen und ließen sie verfallen. Als es aber ab 1540 zu immer verheerenderen Überschwemmungen kam, entschloss man sich zu ihrer Rekonstruktion. Die Abholzung der Hänge in Verbindung mit dem Waldweidegang des Viehs hatte jedoch die steilen Hänge schon stark erodiert. Die Erde konnte die Niederschläge nicht mehr aufnehmen und war in den Texcocosee geschwemmt worden (der zur Zeit der Eroberung 14 Meter tiefer war als heute).
Die alten Anlagen waren den nun zu bewältigenden Wassermassen nicht mehr gewachsen. So starben beispielsweise während der großen Überschwemmungen zwischen 1629 und 1633 circa 50.000 Menschen.
1789 war schließlich ein Kanal durch die Randgebirge vollendet, mit dem man das Tal nach außen entwässerte. Die Erosion führte dazu, dass die Quellen, die die Stadt früher mit Trinkwasser versorgt hatten, versiegten. Die Trinkwasserversorgung erfolgte nun aus Tiefbrunnen (1886 bereits über 1000). Da nun aber das Abwasser (ungeklärt) aus dem Tal herausgebracht wurde, sank der Grundwasserspiegel immer weiter.
Die vielen Seen, die das Tal einst füllten, fielen trocken. Den feinkörnigen, bentonitischen Tonen im Untergrund der Stadt wurde das Wasser entzogen, so dass sie schrumpften. In der Folge senkten sich einige Gebiete der Innenstadt zwischen 1891 und 1970 um bis zu 8,50 Meter, bis 1998 um bis zu 9,10 m. Im Zeitraum Oktober 2014 bis Mai 2015 wurden Sinkraten von typisch bis zu 12,70 bis 22,86 cm/Jahr in weiten Gebieten der Stadt vermessen. Neben den Auswirkungen auf die Bausubstanz beeinträchtigt das auch die Kanalisation: Die Anlagen sind zum Teil zerrissen, Gefälle haben sich umgekehrt. Abwasser dringt mitunter in die ebenfalls undichten Leitungen für Trinkwasser ein und macht dieses infektiös. Der neue Abwassertunnel Túnel Emisor Oriente (Bauzeit 2008 bis 2019) hilft mit seinem Innendurchmesser von sieben Metern und einem Durchfluss von bis zu 150 m³ Abwasser pro Sekunde, die Situation zu verbessern.
|            |            |       |
| Topografie | Hydrologie | Klima |

### Klima
Die Stadt befindet sich in den Tropen, genauer gesagt in den Kalttropen wegen ihrer hohen Lage. Tagsüber ist es im Winter mit 20 bis 25 °C recht warm, nachts jedoch deutlich kühler, teils sogar frostig. Im Sommer zwischen April und Juni wird es um die Mittagszeit mit 25 bis 30 °C sehr warm. Von Oktober bis Mai ist Trockenzeit und von Juni bis September Regenzeit, in der es meist nachmittags und abends, manchmal aber bis in den Morgen hinein, zu heftigen Schauern kommt. Dann ist es sehr schwül.
Die durchschnittliche Jahrestemperatur beträgt 15,9 °C, die jährliche Niederschlagsmenge 816,2 Millimeter im Mittel. Der wärmste Monat ist der Mai mit durchschnittlich 18,9 °C, die kältesten Monate sind Dezember und Januar mit 12,5 °C und 12,2 °C im Mittel.
Der meiste Niederschlag fällt im Monat Juli mit durchschnittlich 175,1 Millimetern, der wenigste im Februar mit 4,3 Millimetern im Mittel.
|                       | Jan  | Feb  | Mär  | Apr  | Mai  | Jun   | Jul   | Aug   | Sep   | Okt  | Nov  | Dez  |   |       |
| Mittl. Tagesmax. (°C) | 21,2 | 22,9 | 25,7 | 26,6 | 26,5 | 24,6  | 23,0  | 23,3  | 22,3  | 22,2 | 21,8 | 20,8 | ⌀ | 23,4  |
| Mittl. Tagesmin. (°C) | 5,8  | 7,1  | 9,2  | 10,8 | 11,7 | 12,2  | 11,5  | 11,6  | 11,5  | 9,8  | 7,9  | 6,6  | ⌀ | 9,7   |
|                       |      |      |      |      |      |       |       |       |       |      |      |      |   |       |
| Niederschlag (mm)     | 11,0 | 4,3  | 10,1 | 25,9 | 56,0 | 134,8 | 175,1 | 169,2 | 144,8 | 66,9 | 12,1 | 6,0  | Σ | 816,2 |
|                       |      |      |      |      |      |       |       |       |       |      |      |      |   |       |
| Sonnenstunden (h/d)   | 6,7  | 7,5  | 7,4  | 7,0  | 6,4  | 5,1   | 4,7   | 5,1   | 4,6   | 5,7  | 6,6  | 6,0  | ⌀ | 6,1   |
|                       |      |      |      |      |      |       |       |       |       |      |      |      |   |       |
| Regentage (d)         | 2,3  | 2,1  | 3,1  | 7,9  | 12,7 | 17,7  | 23,4  | 22,8  | 18,9  | 9,5  | 4,4  | 2,6  | Σ | 127,4 |
|                       |      |      |      |      |      |       |       |       |       |      |      |      |   |       |
| Luftfeuchtigkeit (%)  | 54   | 48   | 44   | 45   | 53   | 64    | 70    | 72    | 72    | 66   | 61   | 58   | ⌀ | 59    |

| 5,8 |

| 7,1 |

| 9,2 |

| 10,8 |

| 11,7 |

| 12,2 |

| 11,5 |

| 11,6 |

| 11,5 |

| 9,8 |

| 7,9 |

| 6,6 |

| 5,8 |

| 7,1 |

| 9,2 |

| 10,8 |

| 11,7 |

| 12,2 |

| 11,5 |

| 11,6 |

| 11,5 |

| 9,8 |

| 7,9 |

| 6,6 |

### Stadtgliederung
Mexiko-Stadt gliedert sich in 16 Stadtbezirke (demarcaciones territoriales), die ihrerseits weiter in Stadtteile (colonias) untergliedert sind, sowie auf der untersten Regionalebene in barrios. In der folgenden Tabelle sind die Bezirke sowie deren Fläche und Einwohnerzahl nach der Volkszählung des Jahres 2020 aufgeführt.
| \| INEGI- Nr. \| Demarcaciones Territoriales \| Fläche in km² \| Einwohner 2020 \| \| ---------- \| --------------------------- \| ------------- \| -------------- \| \| 001 \| Azcapotzalco \| 33,69 \| 432.205 \| \| 002 \| Coyoacán \| 54,20 \| 614.447 \| \| 003 \| Cuajimalpa de Morelos \| 71,84 \| 217.686 \| \| 004 \| Gustavo A. Madero \| 88,36 \| 1.173.351 \| \| 005 \| Iztacalco \| 23,21 \| 404.695 \| \| 006 \| Iztapalapa \| 113,76 \| 1.835.486 \| \| 007 \| La Magdalena Contreras \| 63,75 \| 247.622 \| \| 008 \| Milpa Alta \| 299,82 \| 152.685 \| \| 009 \| Álvaro Obregón \| 96,39 \| 759.137 \| \| 010 \| Tláhuac \| 86,30 \| 392.313 \| \| 011 \| Tlalpan \| 312,00 \| 699.928 \| \| 012 \| Xochimilco \| 114,71 \| 442.178 \| \| 013 \| Benito Juárez \| 26,84 \| 434.153 \| \| 014 \| Cuauhtémoc \| 32,69 \| 545.884 \| \| 015 \| Miguel Hidalgo \| 46,63 \| 414.470 \| \| 016 \| Venustiano Carranza \| 33,04 \| 443.704 \| \| \| Mexiko-Stadt \| 1.496,96 \| 9.209.944 \| Quelle: Secretaría de Desarrollo Ecónomico – Gobierno de la Ciudad de México. |                             |               |                |
| INEGI- Nr. | Demarcaciones Territoriales | Fläche in km² | Einwohner 2020 |
| 001 | Azcapotzalco                | 33,69         | 432.205        |
| 002 | Coyoacán                    | 54,20         | 614.447        |
| 003 | Cuajimalpa de Morelos       | 71,84         | 217.686        |
| 004 | Gustavo A. Madero           | 88,36         | 1.173.351      |
| 005 | Iztacalco                   | 23,21         | 404.695        |
| 006 | Iztapalapa                  | 113,76        | 1.835.486      |
| 007 | La Magdalena Contreras      | 63,75         | 247.622        |
| 008 | Milpa Alta                  | 299,82        | 152.685        |
| 009 | Álvaro Obregón              | 96,39         | 759.137        |
| 010 | Tláhuac                     | 86,30         | 392.313        |
| 011 | Tlalpan                     | 312,00        | 699.928        |
| 012 | Xochimilco                  | 114,71        | 442.178        |
| 013 | Benito Juárez               | 26,84         | 434.153        |
| 014 | Cuauhtémoc                  | 32,69         | 545.884        |
| 015 | Miguel Hidalgo              | 46,63         | 414.470        |
| 016 | Venustiano Carranza         | 33,04         | 443.704        |
| | Mexiko-Stadt                | 1.496,96      | 9.209.944      |

## Umweltprobleme

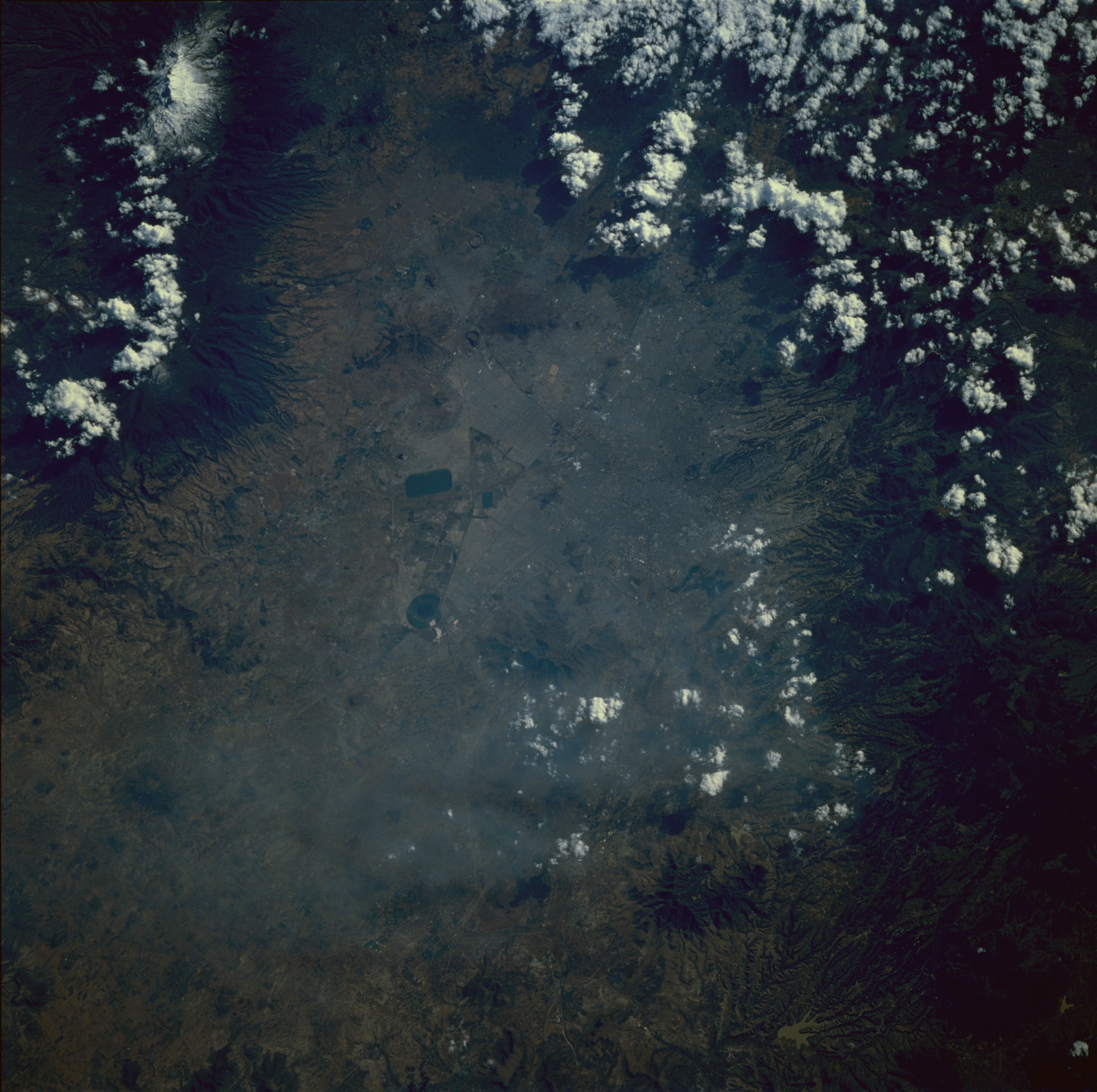
Smog über der Hauptstadt – Aufnahme aus dem Space Shuttle „Atlantis“, November 1985

Die größte mexikanische Metropole hat mit zahlreichen Umweltproblemen zu kämpfen. Dazu gehören die hohe Luftverschmutzung, Probleme bei der Trinkwasserversorgung, unzureichende Strukturen in der Abfallbeseitigung, Defizite im öffentlichen Personennahverkehr (ÖPNV) und eine übermäßige Verkehrsbelastung.

### Trinkwasserversorgung
Etwa 1,3 Millionen Menschen in Mexiko-Stadt leben (Stand 2020) ohne direkten Trinkwasserzugang. Das Wasser für Mexiko-Stadt kommt aus anderen Teilen des Landes oder aus unterirdischen Wasserspeichern, deren Kapazitäten oft nahezu erschöpft sind – die Stadt muss immer tiefer bohren, um Grundwasser zu erreichen. Die Leitungen sind rissig, so dass viel versickert; Abwasser und Industrieabfälle verunreinigen das Wasser. Dennoch haben Bewohner, die Zugang zu Trinkwasser haben, einen hohen Verbrauch. So lag dort der durchschnittliche Pro-Kopf-Verbrauch im Jahr 2018 bei 314 Litern täglich.
Der Leiter von Mexikos Wasserversorgung, Ramón Aguirre Díaz rechnete 2017 damit, dass die Wasserquellen unter der Stadt in 40–50 Jahren versiegen werden. Das große Cutzamala-System versorgt mehrere Bezirke und Gemeinden im Bundesstaat Mexiko mit rund 485 Millionen Kubikmeter Trinkwasser pro Jahr. 20 % der Stadtbevölkerung werden nur unzuverlässig und mit krankmachendem Wasser aus der Leitung versorgt; Lieferungen mit Tankwagen sind teuer. 41,4 % des Trinkwassers versickert aus undichten Leitungen. Klimaerwärmung und eine allfällige Abnahme der Niederschläge belasten die Versorgungssicherheit.
Im Februar 2024 legten 20 Experten einen Bericht vor, in dem zur Überwindung der Wasserkrise zusätzliche Investitionen in Höhe von mindestens 5,3 Milliarden Euro über 15 Jahre als notwendig erachtet werden. Diese Investitionen sollen eine nachhaltige Bewirtschaftung der Grundwasserleitern, der Abwasserentsorgung und der Regenwassernutzung ermöglichen. Die Fachleute fordern zudem eine effizientere Trinkwasserversorgung, Maßnahmen zum Schutz vor Dürren und Überschwemmungen sowie den Austausch veralteter Rohre und die Reparatur von Lecks.

### Luftverschmutzung
Die Luftqualität von Mexiko-Stadt galt nach Angaben der Weltgesundheitsorganisation (WHO) lange als eine der schlechtesten der Welt. Bei den Parametern Schwefeldioxid, Feinstaub, Kohlenstoffmonoxid und Ozon werden die empfohlenen Grenzwerte der WHO deutlich überschritten. Ursache sind vor allem die mehr als vier Millionen Personenkraftwagen, 120.000 Taxen, 28.000 Omnibusse und mehrere zehntausend Lastkraftwagen, die täglich in der Metropolregion verkehren. Bedingt durch die schnelle Verstädterung, das stark gestiegene Verkehrsaufkommen und die Industriekonzentration im Ballungsraum stellen die übermäßige Emissionsbelastung und der Smog eine ernsthafte Bedrohung für die öffentliche Gesundheit dar. Während Inversionswetterlagen nehmen besonders Atemwegserkrankungen unter der Bevölkerung der Hauptstadt zu. Warme Luftmassen in einigen hundert Metern Höhe und der fehlende Wind über dem Erdboden verhindern dann die Luftzirkulation. Der International Council on Clean Transportation (ICCT) schätzte 2007, dass jedes Jahr im Großraum Mexiko-Stadt rund 4000 Menschen an der Luftverschmutzung sterben.
Die Regierung verstärkte seit Jahren den Kampf gegen die Umweltverschmutzung. So wurden Fahrverbote für Privatfahrzeuge mit zu hohen Emissionen erlassen, nachdem tageweise nur Fahrzeuge mit geraden oder ungeraden Nummern fahren durften. Der Einsatz von blei- und schwefelarmen Kraftstoffen wurde gefördert sowie die Industrie und Privathaushalte zum Einbau von Katalysatoren verpflichtet. Auch mussten viele alte Industriebetriebe schließen und die bestehenden Werke verschärfte Umweltschutzmaßnahmen umsetzen.

## Geschichte

### Präkolumbische Zeit

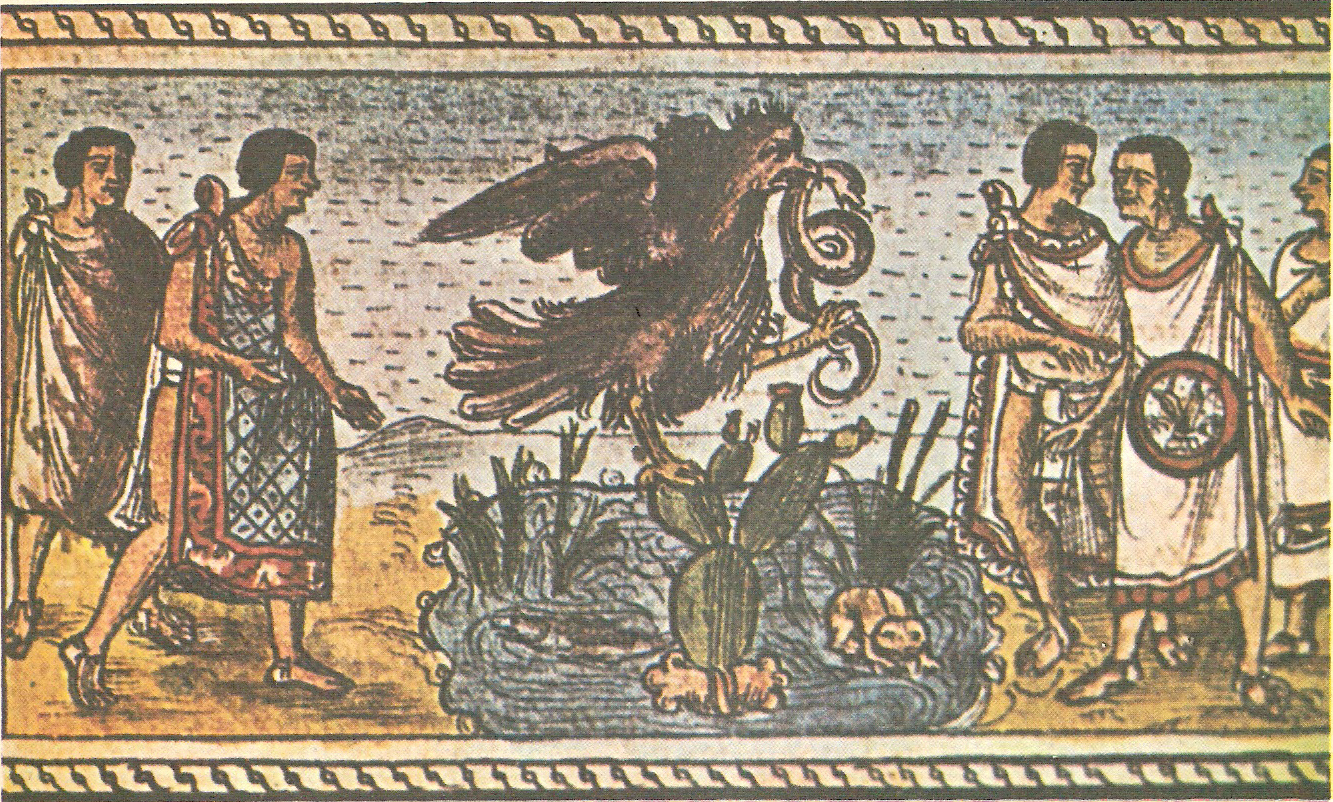
Gründung von Mexiko-Tenochtitlan. Codex Durán, 1579.

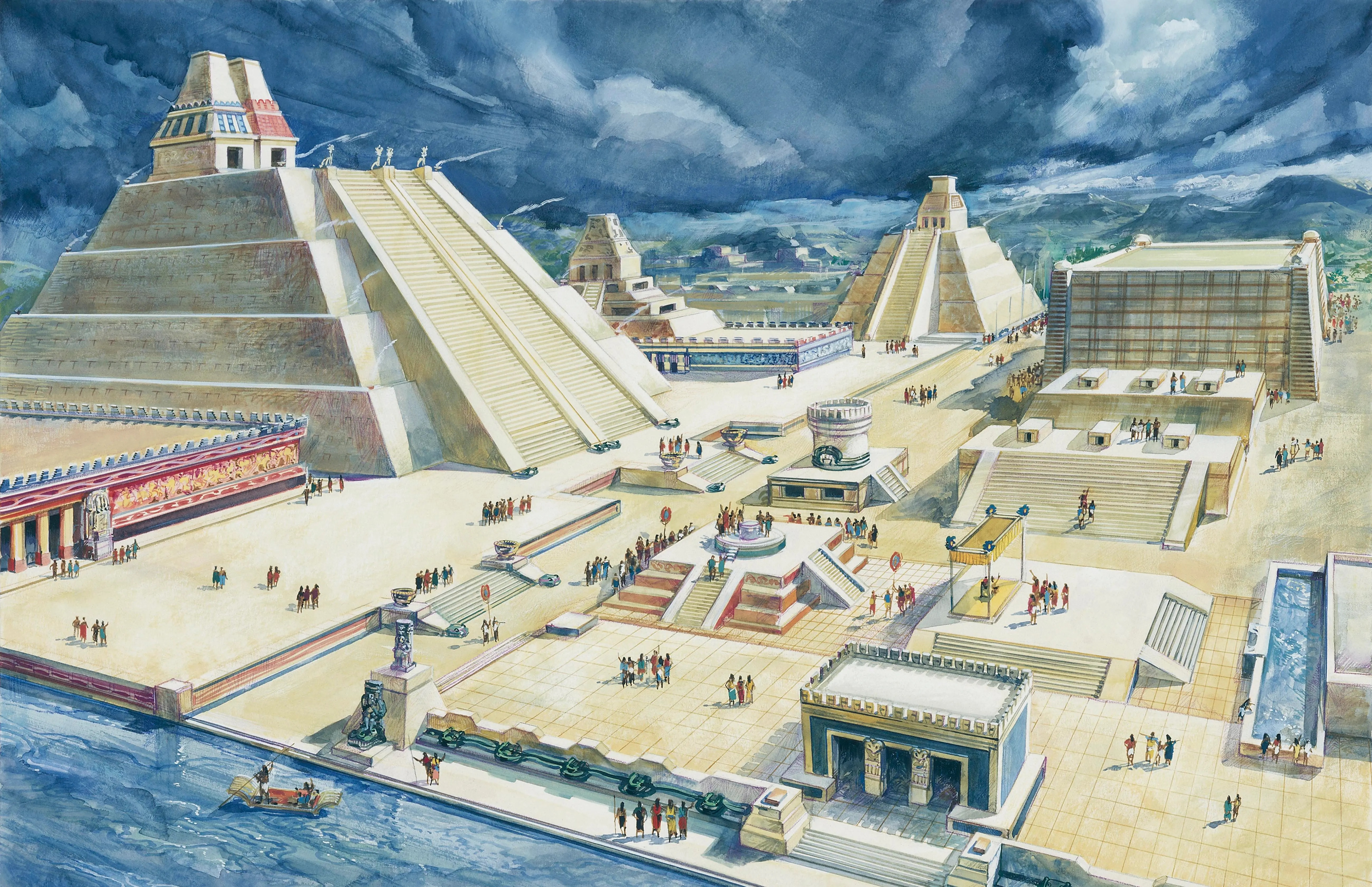
Ansicht von Mexiko-Tenochtitlan auf dem heutigen Stadtgebiet.

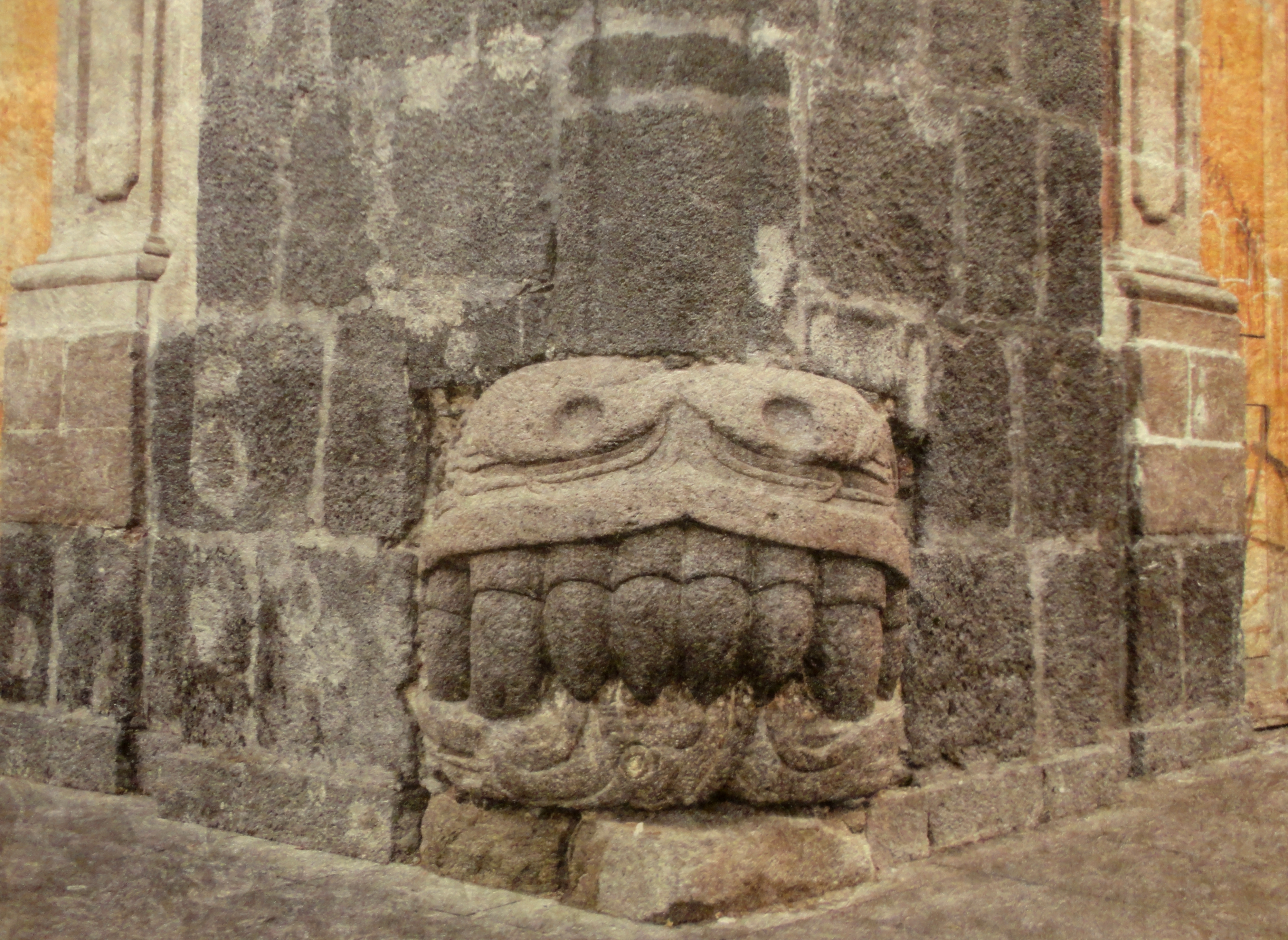
Aztekischer Kopf des Quetzalcoatl an der Ecke des Palastes der Grafen von Santiago de Calimaya, heute Museum von Mexiko-Stadt.

Die ältesten Spuren menschlicher Besiedlung auf dem Gebiet von Mexiko-Stadt sind die der Frau von Peñón und anderer Funde in San Bartolo Atepehuacan (Gustavo A. Madero). 2003 wurde das Alter der Frau von Peñón auf 12 700 Jahre (Kalenderalter) festgelegt, eine der ältesten menschlichen Überreste, die in Amerika entdeckt wurden. Die Untersuchung ihrer mitochondrialen DNA legt nahe, dass sie asiatischer oder europäischer Herkunft war.
In den ersten drei Jahrtausenden v. Chr. entwickelten sich hier unter dem Einfluss oder im Schatten der Olmekenkultur mehrere bedeutende Siedlungen, wie Cuicuilco. Gegen Ende der vorklassischen Periode wich die Vorherrschaft von Cuicuilco dem Aufstieg von Teotihuacan, das nordöstlich des Texcoco-Sees liegt. Während der klassischen Periode war diese Stadt ein Zentrum, in dem sich die meisten Bewohner des Seebeckens konzentrierten, während Azcapotzalco als einer ihrer Trabanten am Westufer von Völkern der Otomí bewohnt wurde. Im Osten des Sees befand sich auf dem Hügel Cerro de la Estrella ein kleines Dorf von Teotihuacan.
Der Niedergang Teotihuacans begann um das 8. Jahrhundert. Ein Teil der Bewohner zog an die Ufer des Texcoco-Sees, wo sie Städte wie Culhuacan, Coyoacán und Copilco gründeten. Zwischen dem 8. und 13. Jahrhundert war die Region Schauplatz der Teochichichimek-Migrationen, aus denen die toltekische und die aztekische Kultur hervorgingen. Letztere kamen bis zum 14. Jahrhundert und ließen sich zunächst an den Ufern des Sees nieder.
Die Gründung der Stadt Tenochtitlan geht aztekischen Aufzeichnungen zufolge auf das Jahr 1345 zurück, als sich eine Schar von Nomaden aus dem Norden auf einer Insel im Texcoco-See ansiedelte. Die Azteken (eigentlich Méxica) ließen sich dort nach langen Jahren des Umherziehens nieder, während derer sie sich von dem ernährt hatten, was in festen Siedlungen freiwillig oder unfreiwillig zu bekommen gewesen war.
Ihrer Überlieferung zufolge hatten sie von ihrem Gott Huitzilopochtli den Auftrag erhalten, an der Stelle eine Stadt zu gründen, wo sie einen Adler fänden, der auf einem Kaktus sitzend eine Schlange verspeiste. Sie fanden ihn – auf einer Insel mitten im See. Adler, Schlange und Kaktus bilden das Zentralmotiv der heutigen mexikanischen Flagge.
Die tatsächliche Siedlungsgeschichte verlief jedoch vermutlich anders. Für die von Ort zu Ort getriebenen Méxica bedeuteten die kleinen Inseln inmitten des flachen Sees in erster Linie einen guten strategischen Rückzugspunkt. Das wenige vorhandene Land hätte nicht ausgereicht, um die wachsende Stadt zu ernähren, also wurden große Flöße gebaut und mit Erde beladen. Auf diesen im See gelegenen Chinampas züchtete man Blumen und Gemüse. Zwischen den Inseln und dem Festland wurden Dämme errichtet, die den Wasserstand des Sees regelten und so gebaut waren, dass die durch Brücken und Kanäle miteinander verbundenen Inseln im Notfall überflutet werden konnten. Zugbrücken schützten vor Angriffen (und verhinderten die Flucht).
Die Stadt auf der Insel erstreckte sich bald über mehr als 13 Quadratkilometer. Die Azteken gingen daran, ihren Machtbereich auszudehnen. Zuerst unterwarfen sie mit Waffengewalt, Intrigen und mit Hilfe wechselnder Verbündeter das Hochtal. Hundert Jahre vor der Conquista geboten die Azteken bereits über ein riesiges Reich, in dem ein reger Warenaustausch herrschte und dem selbst einige der entlegensten Gebiete des Landes tributpflichtig waren.

### Die Conquista

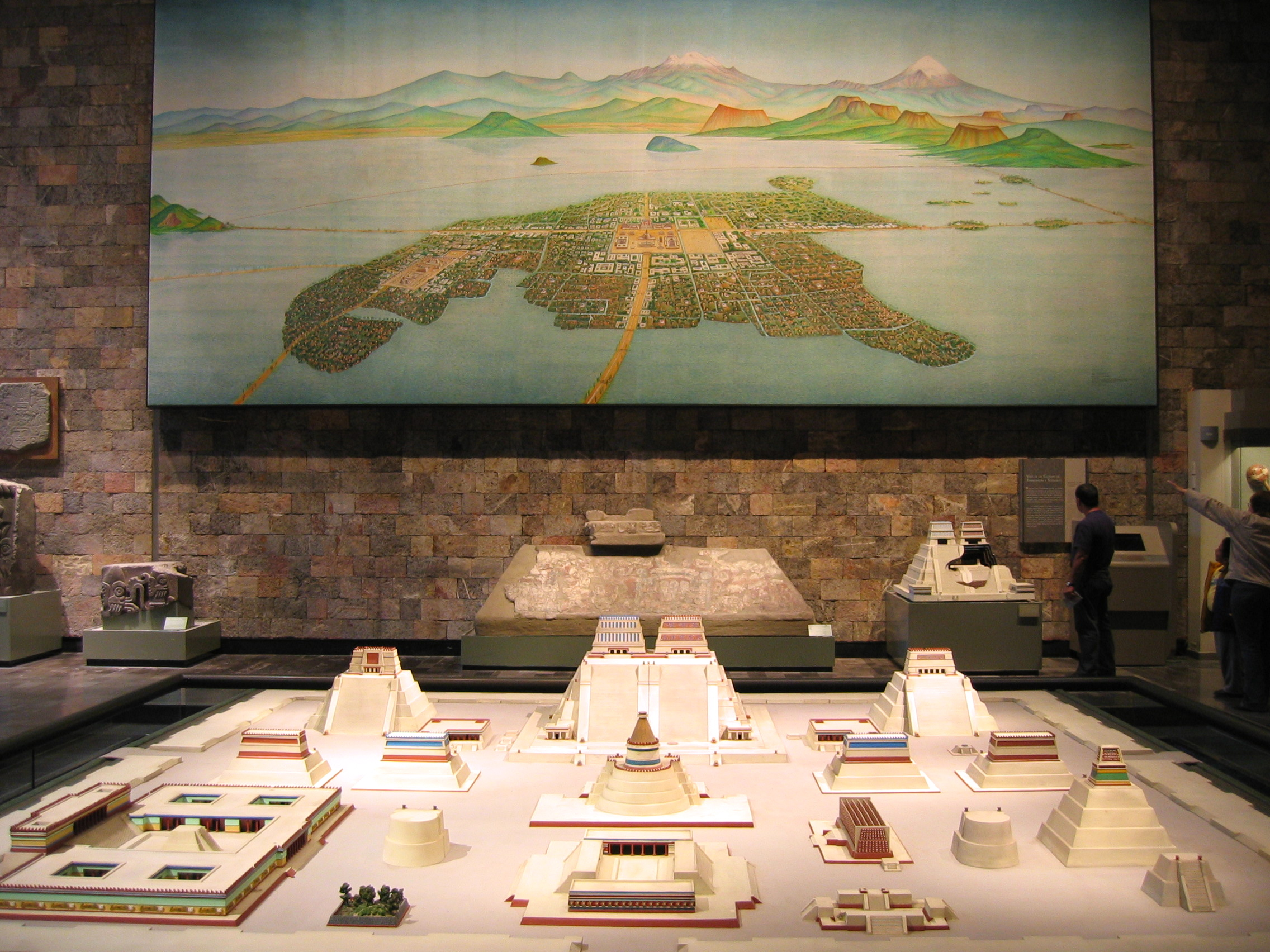
Die Darstellung von Mexiko-Tenochtitlan im Nationalen Museum für Anthropologie.

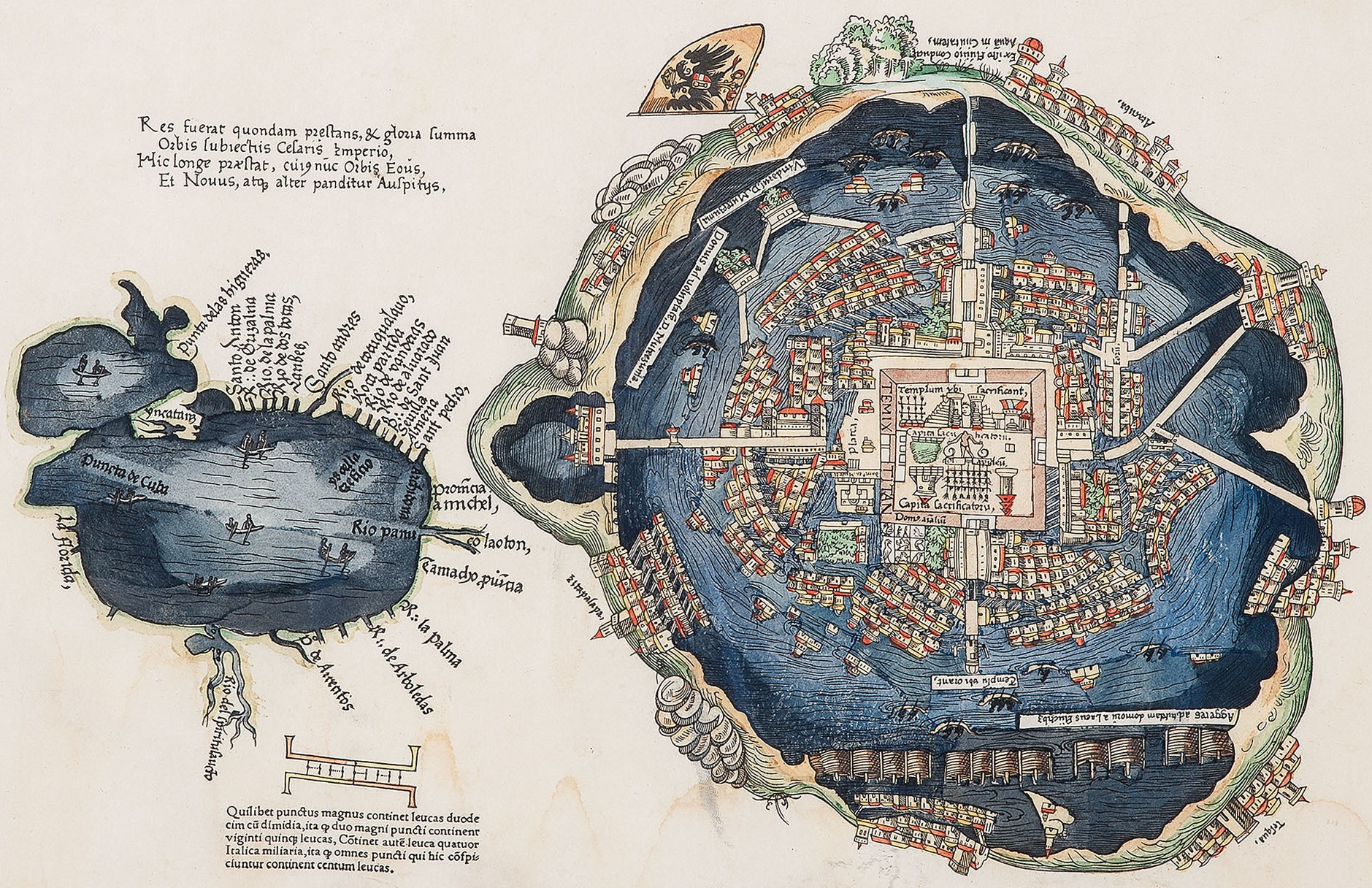
Die älteste europäische Karte von Tenochtitlan, 1524. [Späte Fassung, handkoloriert]. Auszug aus dem Brief von Hernán Cortés “Plaeclara Ferdinandi Cortéssi de Nova maris Oceani Hyspania Narratio”. Newberry Library, Chicago.

Im Jahr 1519 gründete der spanische Konquistador Hernán Cortés im Auftrag des Gouverneurs von Kuba, Diego Velázquez de Cuéllar, die Stadt Veracruz und marschierte mit 300 Spaniern und 800 Totonaken in Richtung Mexiko-Tenochtitlan. Mehrere Umstände kamen ihm zugute: der Besitz von Feuerwaffen, die Unterstützung durch Stämme, die mit den Azteken im Krieg lagen oder von diesen unterdrückt wurden, und das Zögern ihres Herrschers Moctezuma II., offenen Widerstand zu leisten.
Die Spanier erreichten über Iztapalapa das Gebiet des heutigen Mexiko-Stadt. Sie setzten ihre Reise über den Damm von Iztapalapa zur Hauptstadt Tenochtitlan fort. Am 9. November kamen sie in der Hauptstadt an und wurden von Moctezuma II. freundlich empfangen. Moctezuma hieß die Spanier willkommen; sie tauschten Geschenke aus, aber die Freundschaft war nicht von Dauer. Bereits nach kurzer Zeit stellte Cortés Moctezuma unter Hausarrest, in der Hoffnung, durch ihn regieren zu können. In den folgenden Monaten verschlechterten sich die Beziehungen immer weiter, und nach einem Massaker an aztekischen Würdenträgern im Mai 1520 erhob sich die Stadt und belagerte die Spanier in dem ihnen vom Kaiser zugewiesenen Palast.

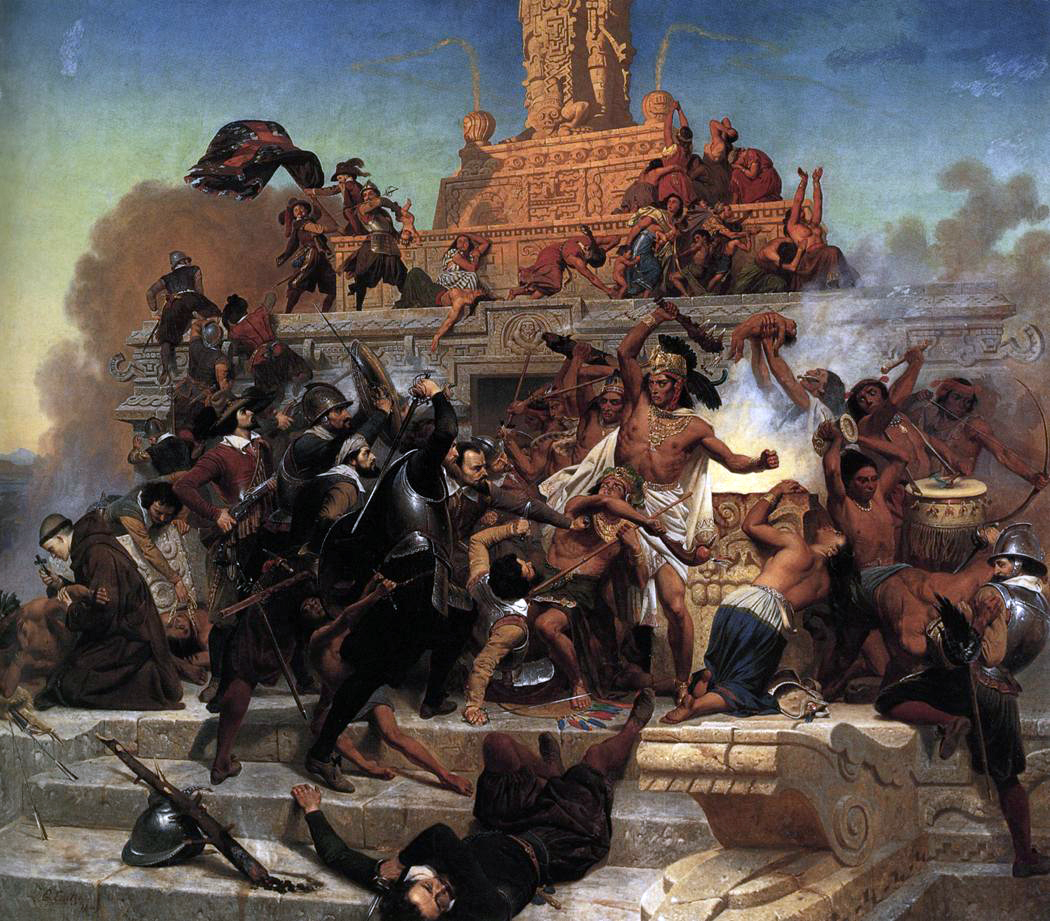
Erstürmung des Teocalli durch Cortez und seine Truppen (1848) von Emanuel Leutze.

Anstelle von Montezuma, der von seinem Volk gelyncht wurde, nachdem er von den Spaniern zur Einstellung der Feindseligkeiten gezwungen worden war, wurde Cuitláhuac zum tlatoani von Tenochtitlan gewählt. Er führte den Widerstand gegen die spanische Besatzung an und besiegte die Eindringlinge und ihre einheimischen Verbündeten am 30. Juni 1520 in der als La Noche Triste (Die traurige Nacht) bekannten Episode. Die Azteken schafften es, die Europäer und ihre tlaxcaltekischen Verbündeten gefangen zu nehmen oder zu vertreiben.
Diese Niederlage konnten letztere jedoch am 7. Juli durch den Sieg bei Otompan ausgleichen. Cortés sammelte seine Truppen anschließend in Tlaxcala. Die Azteken gingen davon aus, dass die Spanier für immer verschwunden seien. Doch im Mai 1521 begann Cortés mit frischen Kräften mit der Belagerung von Tenochtitlan. Die Spanier und ihre Verbündeten landeten ihre Truppen im Süden der Insel und kämpften sich langsam durch die Stadt vor. Zu dieser Zeit brach auch eine verheerende Pockenepidemie aus, die Tausende von Opfern forderte, darunter auch Cuitláhuac selbst. Die Stadt fiel am 13. August 1521. Tenotchtitlan wurde weitgehend zerstört und zehntausende Einwohner fanden den Tod. Cuitláhuacs Nachfolger Cuauhtémoc wurde gefangen genommen und 1525 auf Befehl von Cortés hingerichtet.

### Koloniale Epoche

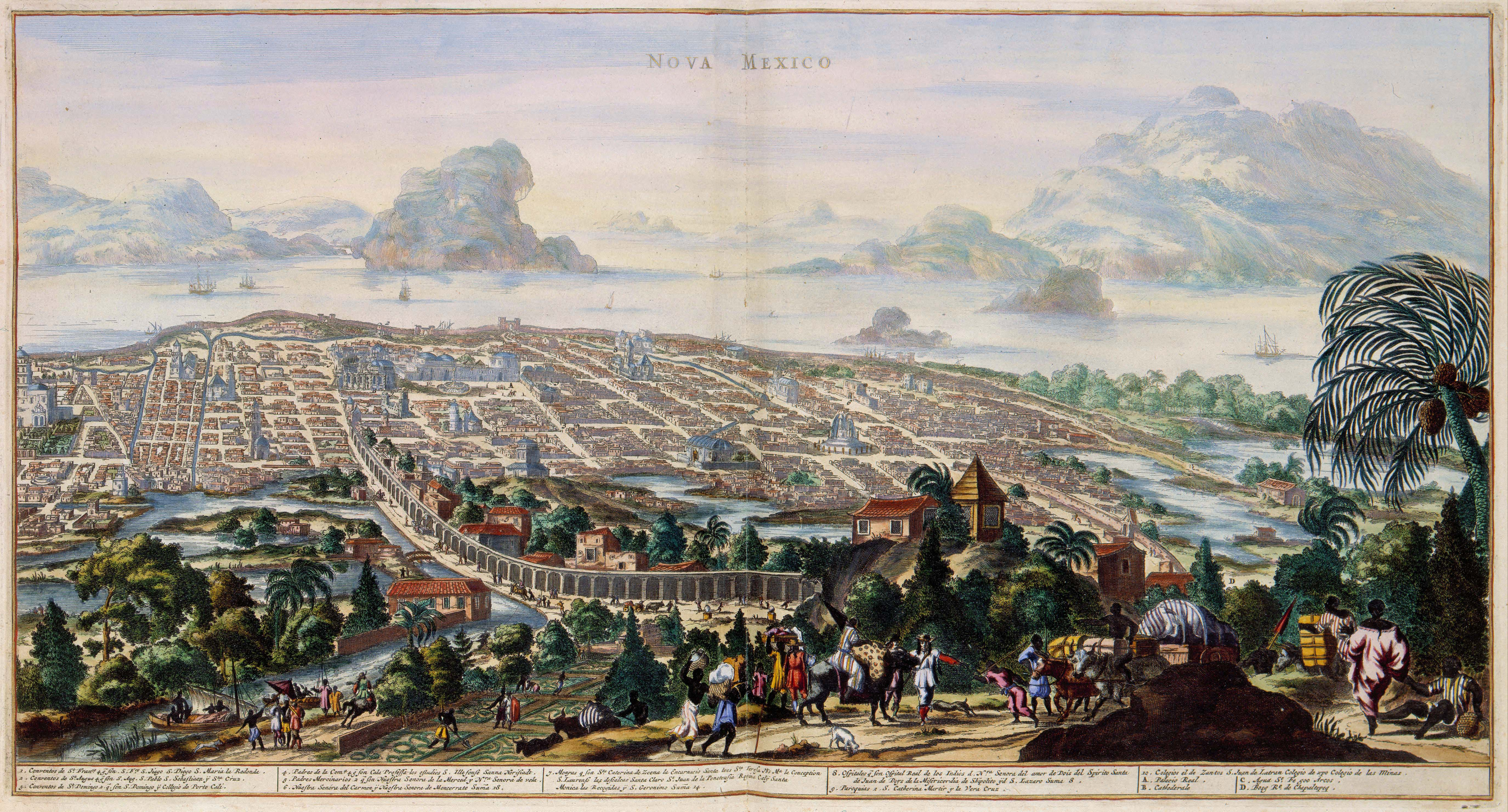
Mexiko im Jahr 1690. Atlas Van der Hagen.

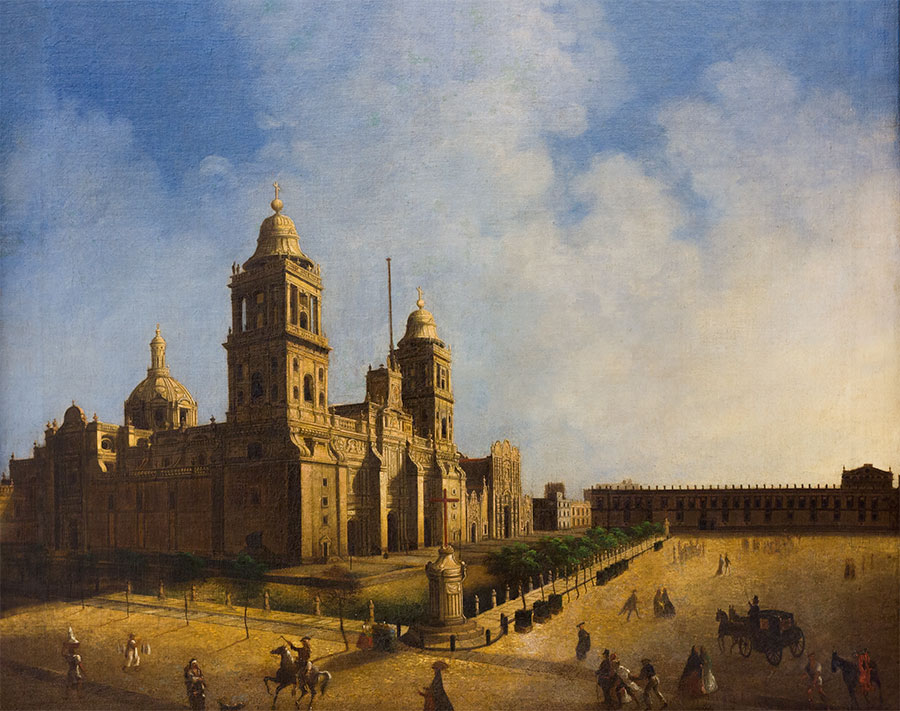
Die Metropolitankathedrale von Mexiko-Stadt (1571–1813), gemalt im Jahr 1838. Die Kathedrale wurde von den Spaniern auf den Ruinen des Haupttempels der Azteken errichtet.

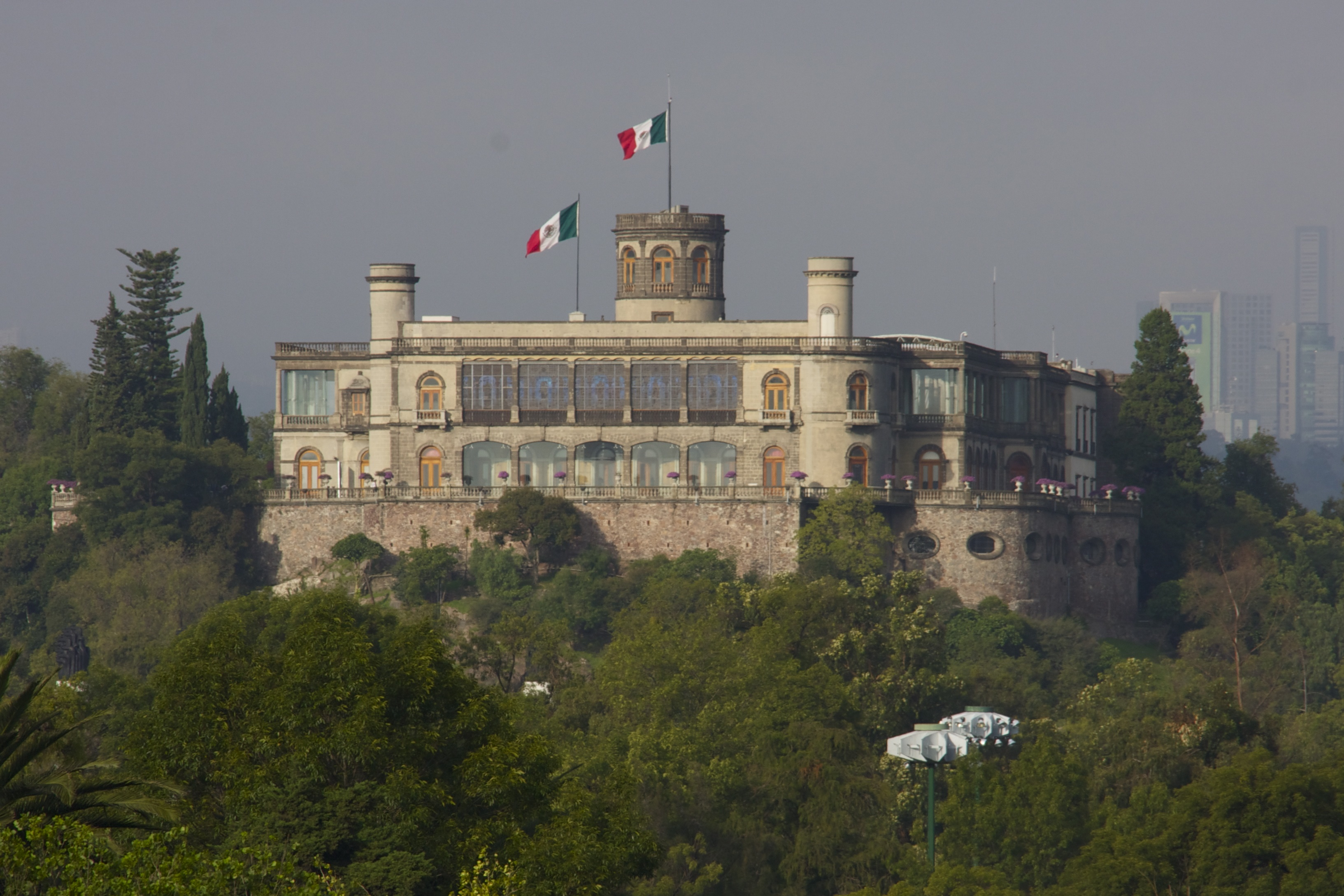
Das Schloss Chapultepec wurde zwischen 1783 und 1864 erbaut. Während der Zeit des Vizekönigreichs als Sommerhaus für den Vizekönig erbaut, war es auch die offizielle Residenz von Kaiser Maximilian I. von Mexiko (1864–1867) und der Präsidenten des Landes zwischen 1884 und 1935.

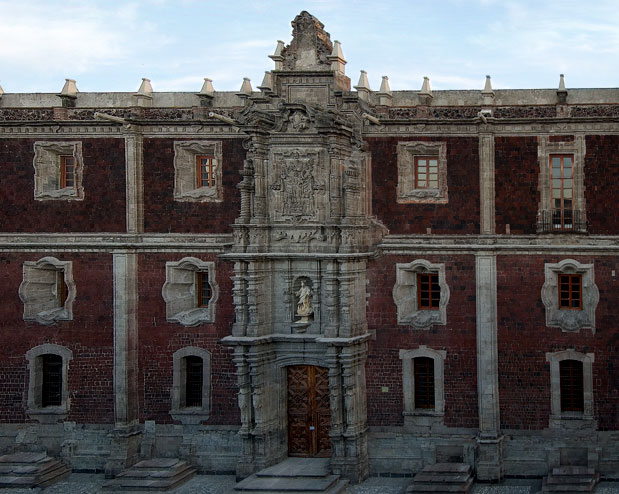
San Ildefonso College, erbaut zwischen 1583 und 1749.

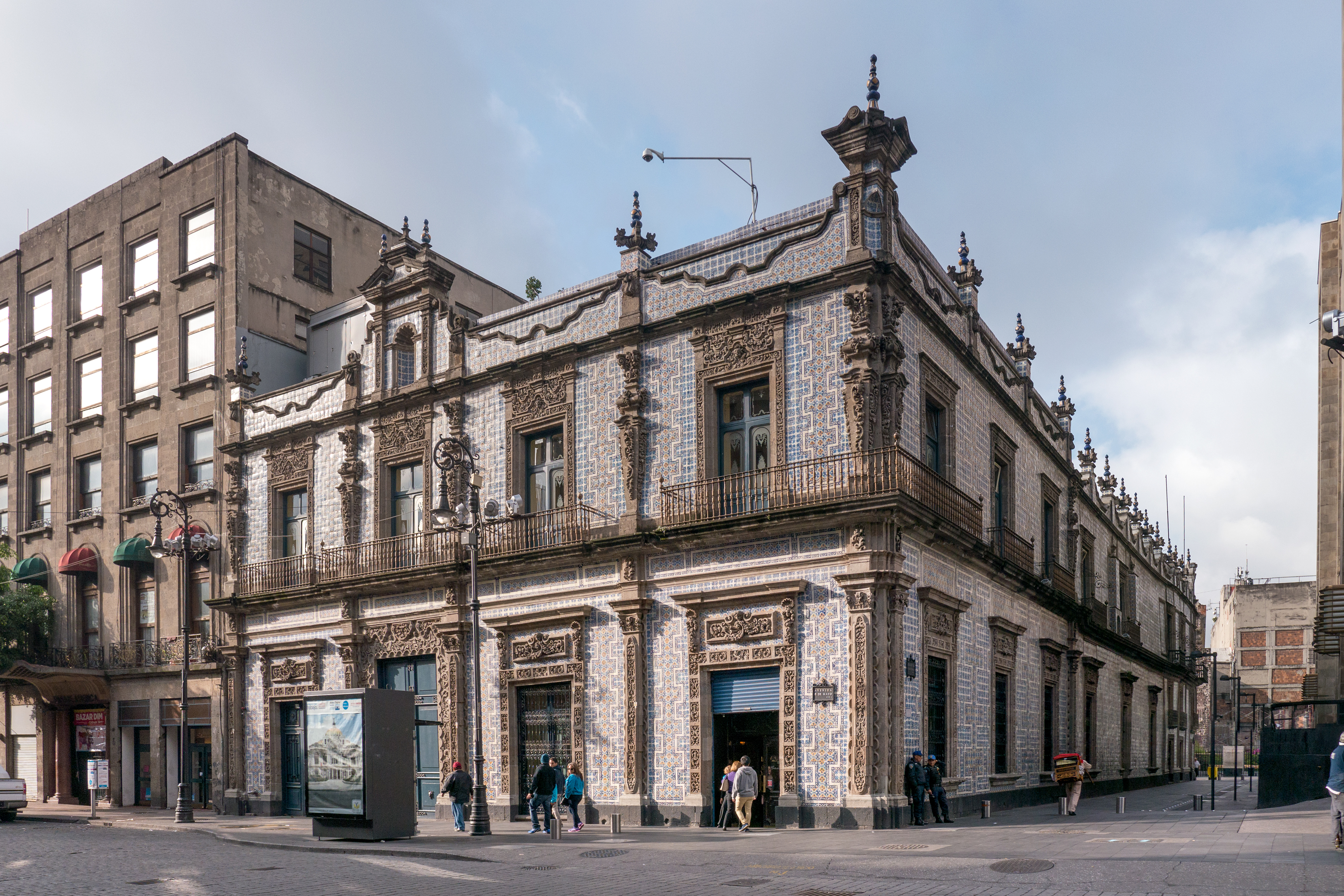
Casa de los Azulejos, erbaut zwischen dem 16. Jahrhundert und 1737.

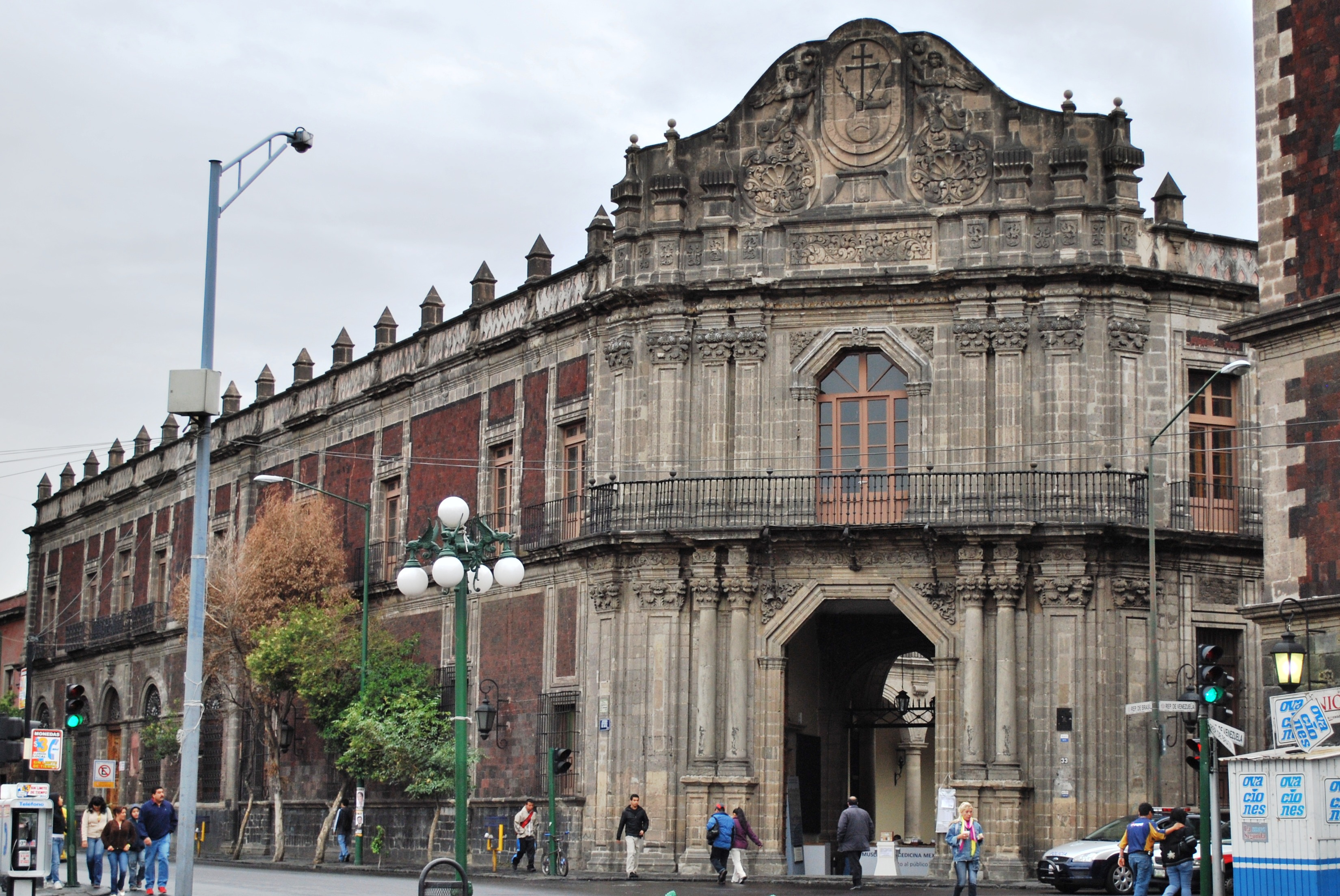
Palast der Inquisition, erbaut zwischen 1732 und 1736.

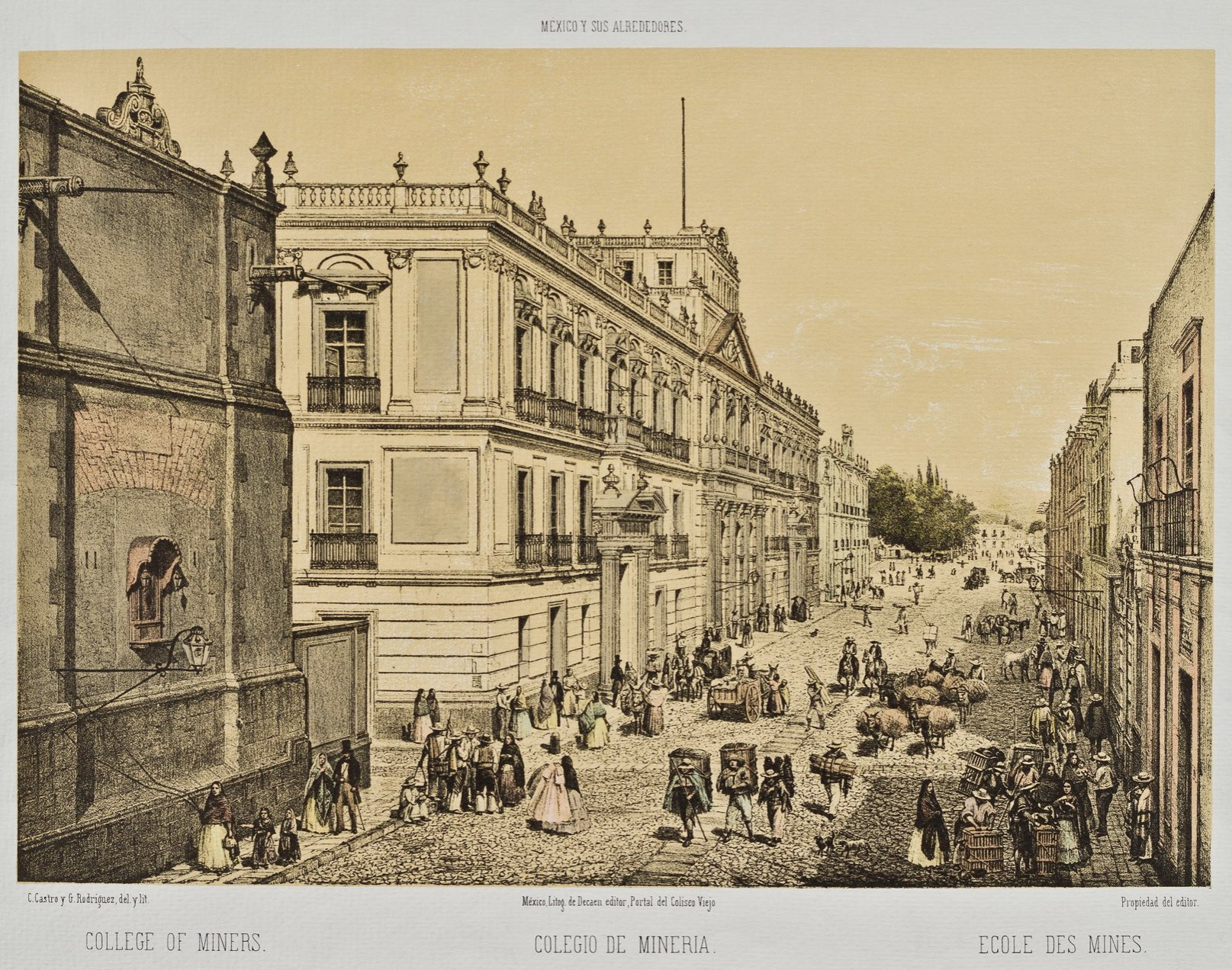
Palast der Bergwerke von Mexiko-Stadt. Die Erhebung des Silberbergbaus zu einem Beruf und die Erhebung der Silberbergleute in den Adelsstand waren das Ergebnis der bourbonischen Reformen des 18. Jahrhunderts.

Die Stadt wurde zur Hauptstadt Neuspaniens und während dieser Zeit zur bevölkerungsreichsten Stadt des amerikanischen Kontinents.
Alle Gebäude der Azteken wurden zerstört, außer den Palästen des Kaisers Moctezuma, den Cortés zu seiner Residenz machte. 1521 beschloss Cortés, Tenochtitlan zur Hauptstadt Neuspaniens zu machen, und ordnete den Wiederaufbau an, da die Stadt während des Eroberungskriegs zerstört worden war. Während des Wiederaufbaus siedelte er die spanische Regierung in der Stadt Coyoacán südlich des Texcoco-Sees an. Von dort aus regierte er vorübergehend mit dem Titel Generalkapitän, der von Kaiser Karl V. (HRR). ratifiziert wurde. Von Coyoacán aus machten sich die Eroberungsexpeditionen des ehemaligen Aztekenreichs daran, die indigenen Völker in den verschiedenen Regionen des späteren Vizekönigreichs Neuspanien zu unterwerfen. Im Jahr 1528 wurde die erste Audiencia de México mit Nuño de Guzmán an der Spitze gegründet, und 1535 wurde das Vizekönigreich Neuspanien mit seinem ersten Vizekönig Antonio de Mendoza gegründet, der die territoriale Expansion der spanischen Eroberung fortsetzte.
Die Städte rund um den See (wie Tacuba und Xochimilco) erhielten im 16. Jahrhundert häufig Encomiendas, waren aber allmählich nur noch von den Beamten des Königs abhängig. Mexiko-Stadt wurde in Barrios unterteilt (die sich auf den territorialen Strukturen der calpultin mexicas niederließen). Diese indianischen Barrios befanden sich ursprünglich in den Außenbezirken, aber mit dem Wachstum der Stadt und der Arbeitsmigration wurden die Grenzen immer unklarer, und die Indianer lebten schließlich im Zentrum der Stadt. Gleichzeitig fand ein Prozess der kulturellen Assimilierung und Erziehung der Eingeborenen in Schulen statt, die in Klöstern und Pfarreien untergebracht waren. Die Ausbildung der Indianer war Gegenstand einer intensiven Kampagne, die vor allem von den Franziskanern geleitet wurde, die neben der Lehre auch Kunst und Handwerk unterrichteten. Die Franziskaner gründeten auch das Kolleg vom Heiligen Kreuz in Tlatelolco für die Kinder des einheimischen Adels, wo die Schüler neben anderen Sprachen auch Latein lernten. Gegen Ende des 16. Jahrhunderts wurde diese Schule nicht mehr genutzt.
Unter dem Vizekönigreich war Mexiko-Stadt voll von prächtigen Bauten, sei es für religiöse Kulte, Verwaltungsgebäude oder die Residenzen der Elite, umgeben von armen Vierteln. Die Vorstellung von zwei Republiken -der indianischen und der spanischen- wird von der Realität einer Mestizenbevölkerung überholt, bei der die Kategorien Spanisch oder Indio nicht allein von der ethnischen Herkunft abhängen. Wir können also nicht von einer reichen „Stadt der Spanier“ und einer armen „Stadt der Indianer“ sprechen.
Die vizekönigliche Stadt wurde mehrfach von Überschwemmungen heimgesucht, vor allem in den Jahren 1555, 1580, 1607, 1629, 1707, 1714 und 1806. Beeindruckend ist, dass Tenochtitlan im Durchschnitt alle 64 Jahre überflutet wurde, während die Hauptstadt des Vizekönigreichs nur alle 14 Jahre überschwemmt wurde. Aus diesem Grund beschlossen die Spanier, das Seebecken des Mexikotals durch den Bau eines Entwässerungskanals und einer Schleuse zu entwässern und das Wasser über den Fluss Tula abzuführen, wobei sie die aztekische Methode der Dämme, Deiche und Schleusen außer Acht ließen.
Der Vizekönig von Mexiko wohnte im Vizekönigspalast auf dem Hauptplatz oder Zócalo. Die Metropolitankathedrale von Mexiko-Stadt, Sitz der Erzdiözese Neuspanien, wurde auf der anderen Seite des Zócalo erbaut, ebenso wie der Erzbischofspalast und das gegenüberliegende Gebäude der Stadtverwaltung (ayuntamiento). Ein Gemälde des Zócalo aus dem späten 17. Jahrhundert von Cristóbal de Villalpando zeigt den Hauptplatz als das alte aztekische Zeremonialzentrum. Der bestehende aztekische Hauptplatz wurde während der Kolonialzeit tatsächlich und dauerhaft in ein zeremonielles Zentrum und einen Sitz der Macht umgewandelt und ist bis heute im modernen Mexiko der zentrale Platz des Landes. Der Wiederaufbau der Stadt nach der Belagerung von Tenochtitlan wurde durch die zahlreichen einheimischen Arbeitskräfte ermöglicht. Der Franziskanermönch Toribio de Benavente Motolinia, einer der Zwölf Apostel Mexikos, der 1524 in Neuspanien eintraf, beschrieb den Wiederaufbau der Stadt als eine der Plagen der ersten Periode:

„Die siebte Plage war der Bau der großen Stadt Mexiko, die in ihren Anfangsjahren mehr Menschen beschäftigte als der Bau von Jerusalem. Der Andrang der Arbeiter war so groß, dass die breiten Straßen und Bürgersteige kaum passierbar waren. Viele starben, weil sie von Balken erdrückt wurden oder von hohen Plätzen stürzten, oder weil sie alte Gebäude abrissen, um neue zu bauen.“

1551 eröffnete in der Hauptstadt die erste Universität des Landes (UNAM). 1737 wurde die „Jungfrau von Guadalupe“ von der katholischen Kirche zur Schutzpatronin von Mexiko-Stadt erklärt. Im 18. Jahrhundert baute man zahlreiche Kirchen und Gebäude im Stil des Barock, woraus sich später der mexikanische Churriguera-Stil entwickelte.
Vor der Eroberung wurde Tenochtitlan im Zentrum des Binnenseesystems errichtet, das mit dem Kanu und über breite Dammwege zum Festland erreichbar war. Die Dämme wurden unter spanischer Herrschaft mit Hilfe indigener Arbeitskräfte wiederaufgebaut. Die spanischen Kolonialstädte wurden nach einem Rasterplan gebaut, sofern keine geografischen Hindernisse im Weg waren. In Mexiko-Stadt war der Zócalo (Hauptplatz) der zentrale Platz, von dem aus das Raster dann nach außen hin erweitert wurde. Die Spanier lebten in dem Bereich, der dem Hauptplatz am nächsten lag, in der so genannten traza, in geordneten, gut angelegten Straßen. Die Wohnsitze der Einheimischen lagen außerhalb dieser exklusiven Zone, und die Häuser waren willkürlich angeordnet. Die Spanier versuchten, die Eingeborenen auszusondern, aber da der Zócalo ein Handelszentrum für die Indianer war, hielten sie sich ständig in der zentralen Zone auf, so dass eine strikte Trennung nie durchgesetzt wurde. In regelmäßigen Abständen war der Zócalo Schauplatz großer Feierlichkeiten und Hinrichtungen. Er war auch Schauplatz zweier großer Unruhen im 17. Jahrhundert, eine im Jahr 1624, die andere im Jahr 1692.
Mit dem Anwachsen der Bevölkerung wuchs auch die Größe der Stadt, und sie stieß ans Wasser des Sees. Da die Tiefe des Sees schwankte, wurde Mexiko-Stadt periodisch überflutet. Während der Kolonialzeit wurden Tausende von Ureinwohnern gezwungen, an der Infrastruktur zu arbeiten, um Überschwemmungen zu verhindern, und zwar im Rahmen eines großen Arbeitsprojekts, das als desagüe bekannt ist. Überschwemmungen waren nicht nur lästig, sondern auch gesundheitsgefährdend, da während der Überschwemmungsperioden menschliche Abfälle die Straßen der Stadt verschmutzten. Durch die Trockenlegung des Gebiets wurden die Mückenpopulation und die Häufigkeit der von ihnen übertragenen Krankheiten reduziert. Die Trockenlegung der Sümpfe veränderte jedoch auch den Lebensraum von Fischen und Vögeln sowie die Anbauflächen für einheimische Pflanzen in der Nähe der Hauptstadt. Im 16. Jahrhundert entstanden zahlreiche Kirchen, von denen viele noch heute im historischen Zentrum zu sehen sind. Wirtschaftlich florierte Mexiko-Stadt dank des Handels. Anders als Brasilien und Peru hatte Mexiko einen einfachen Zugang zum Atlantik und zum Pazifik. Obwohl die spanische Krone versuchte, den Handel in der Stadt vollständig zu regulieren, war sie nur teilweise erfolgreich.
Das Konzept des Adels entwickelte sich in Neuspanien in einer Weise, die in anderen Teilen Amerikas unbekannt war. Die Spanier trafen auf eine Gesellschaft, in der sich das Konzept des Adels mit ihrem eigenen deckte. Die Spanier respektierten und ergänzten den einheimischen Adelsstand. In den folgenden Jahrhunderten bedeutete der Besitz eines Adelstitels in Mexiko nicht die Ausübung großer politischer Macht, da diese Macht begrenzt war, auch wenn die Anhäufung von Reichtum dies nicht war. Das Konzept des Adels in Mexiko war nicht politisch, sondern eher ein sehr konservatives spanisches Gesellschaftskonzept, das auf dem Nachweis des Familienwerts beruhte. Die meisten dieser Familien bewiesen ihren Wert, indem sie in Neuspanien außerhalb der Stadt selbst ein Vermögen erwarben und den Erlös dann in der Hauptstadt ausgaben, indem sie Kirchen bauten, Wohltätigkeitsorganisationen unterstützten und extravagante Paläste errichteten. Die Begeisterung für den Bau möglichst opulenter Residenzen erreichte in der letzten Hälfte des 18. Jahrhunderts ihren Höhepunkt. Viele dieser Paläste sind noch heute zu sehen und brachten Mexiko-Stadt den Spitznamen „Stadt der Paläste“ von Alexander von Humboldt ein.

### Unabhängigkeit
Nach der Besetzung der Halbinsel durch die Franzosen sprach sich der mexikanische Stadtrat für die Schaffung einer souveränen Junta aus, die Neuspanien für die Dauer der Besetzung regieren sollte. Die radikalsten Mitglieder, wie Francisco Primo de Verdad und Melchor de Talamantes, vertraten die Ansicht, dass die Unabhängigkeit endgültig sein sollte. Die mexikanische Junta wurde vom Vizekönig José de Iturrigaray unterstützt. Eine reaktionäre Bewegung verhaftete jedoch 1808 Mitglieder des Stadtrats, was zur Absetzung des Vizekönigs führte.

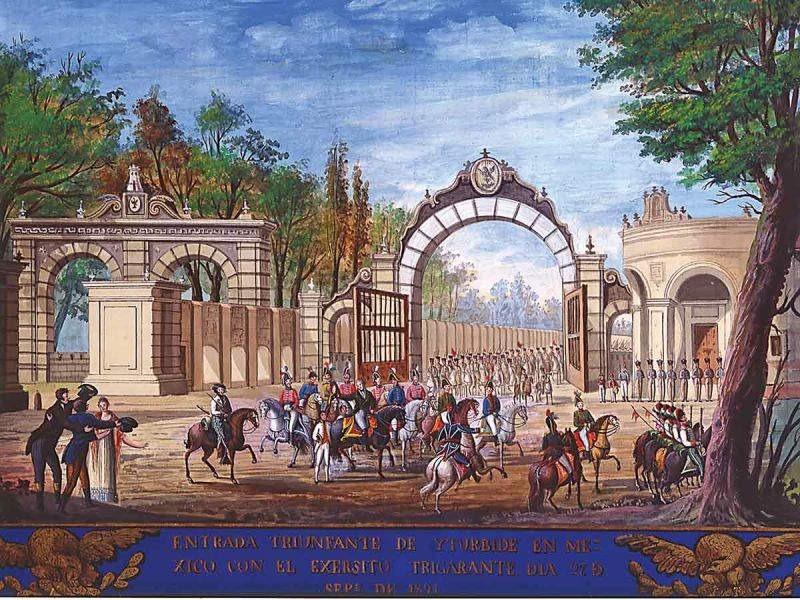
Einzug der Armee der drei Garantien in Mexiko-Stadt am 27. September 1821, 19. Jahrhundert, anonym. Museum für Nationalgeschichte.

Nach dem Beginn der Unabhängigkeitsrevolution in Dolores, Guanajuato, war es das Ziel der aufständischen Truppen, die Hauptstadt zu erobern. Ihr Weg führte sie in die Außenbezirke von Mexiko-Stadt. Hidalgo und seine Armee erreichten San Pedro Cuajimalpa kurz nach der Ausrufung der Unabhängigkeit in Dolores. Sie besiegten die Royalisten in der Schlacht von Monte de las Cruces und trotzdem beschlossen die Aufständischen, ohne die Hauptstadt einzunehmen, in den Bajío zurückzukehren.
Von da an war das Mexiko-Tal kein militärisches Ziel mehr für die Unabhängigkeitskämpfer und wurde zur Hochburg der royalistischen Armee. Im Jahr 1820, als die Volksrevolution fast erloschen war, kam es in Mexiko-Stadt zu neuen Bewegungen gegen die vizekönigliche Regierung. Diesmal waren die Verschwörer dieselben, denen es gelungen war, Iturrigaray zu stürzen, dessen Privilegien nach der Verabschiedung der Verfassung von Cádiz bedroht waren. Unter ihnen schloss Agustín de Iturbide einen Pakt (Plan von Iguala) mit Vicente Guerrero (Anführer der Revolution in Südmexiko) und zwang Juan O’Donojú zur Unterzeichnung der Verträge von Córdoba, in denen die Unabhängigkeit Mexikos erklärt wurde. Am 27. September 1821 zog die Armee der drei Garantien im Triumph in Mexiko-Stadt ein, woraufhin Agustín de Iturbide vom Kongress zum Kaiser des Ersten Mexikanischen Reiches ausgerufen und in der Kathedrale von Mexiko-Stadt gekrönt wurde.

### 19. Jahrhundert

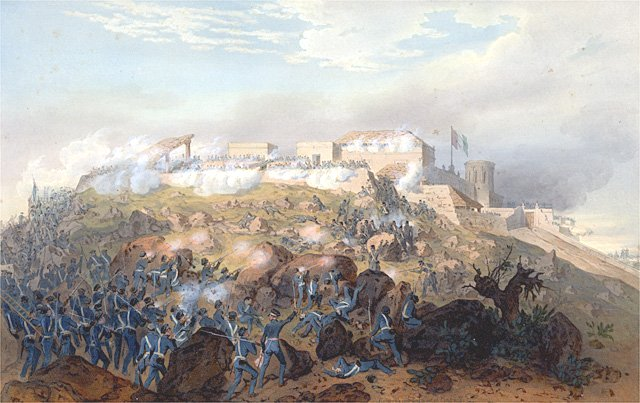
Die Schlacht von Chapultepec in Mexiko-Stadt während des Mexikanisch-Amerikanischen Krieges, 1851, Carl Nebel.

Nach der Unabhängigkeit wurde Mexiko-Stadt die Hauptstadt des gleichnamigen Bundesstaates. Am 18. November 1824 beschloss der Kongress die Schaffung eines Bundesdistrikts, in dem die Bundesbehörden angesiedelt werden sollten. Das Gebiet des Bundesdistrikts bestand aus Mexiko-Stadt und sechs weiteren Gemeinden: Tacuba, Tacubaya, Azcapotzalco und Mixcoac, am 20. Februar 1837.
Diese Zeit war geprägt von internen Kämpfen, zwei ausländischen Invasionen (französisch und amerikanisch) und einem Bürgerkrieg, der mit dem Triumph der Liberalen und der Regierung von Benito Juárez endete.
Unter seinem Regime wurden die Reformgesetze umgesetzt, die eine Überprüfung der historischen und philosophischen Grundlagen der mexikanischen Gesellschaft vorsahen. Sie leugneten die indigene Vergangenheit und den europäischen Katholizismus und förderten die Auflösung der religiösen Vereinigungen und des indigenen Gemeinschaftseigentums; sie schlugen die Trennung von Kirche und Staat, die Aufhebung des kirchlichen Eigentums und die Freiheit des Bildungswesens (durch Auflösung der religiösen Orden, die dieses monopolisiert hatten) vor.
Im 19. Jahrhundert stand der Föderationskreis im Mittelpunkt aller politischen Auseinandersetzungen des Landes. Zweimal war er kaiserliche Hauptstadt (1821–1823 und 1864–1867), und zwei föderalistische und zwei zentralistische Staaten lösten sich nach zahlreichen Staatsstreichen innerhalb eines halben Jahrhunderts ab, bevor die Liberalen nach dem Reformationskrieg triumphierten. Es war auch das Ziel einer der beiden französischen Invasionen in Mexiko (1861–1867) und wurde im Rahmen des amerikanischen Interventionskriegs (1847–1848) ein Jahr lang von amerikanischen Truppen besetzt. Gegen Ende des 19. Jahrhunderts beschloss die mexikanische Regierung im Rahmen des Porfirierens eine Reihe von Stadtentwicklungsprojekten, die sich zwar auf Mexiko-Stadt konzentrierten, aber schließlich das gesamte Gebiet des Bundesdistrikts betreffen sollten. Dazu gehörte der Bau des Großen Entwässerungskanals, der um 1878 begonnen und 1900 abgeschlossen wurde. Durch diese Arbeiten wurden die Seen, die einen großen Teil des Hauptstadtgebiets bedeckten, fast vollständig beseitigt. Für den Transport auf den Kanälen in den Tälern wurden Dampfschiffe und für den Überlandverkehr Straßenbahnen eingeführt.

### Die Porfirische Ära (1876–1911)

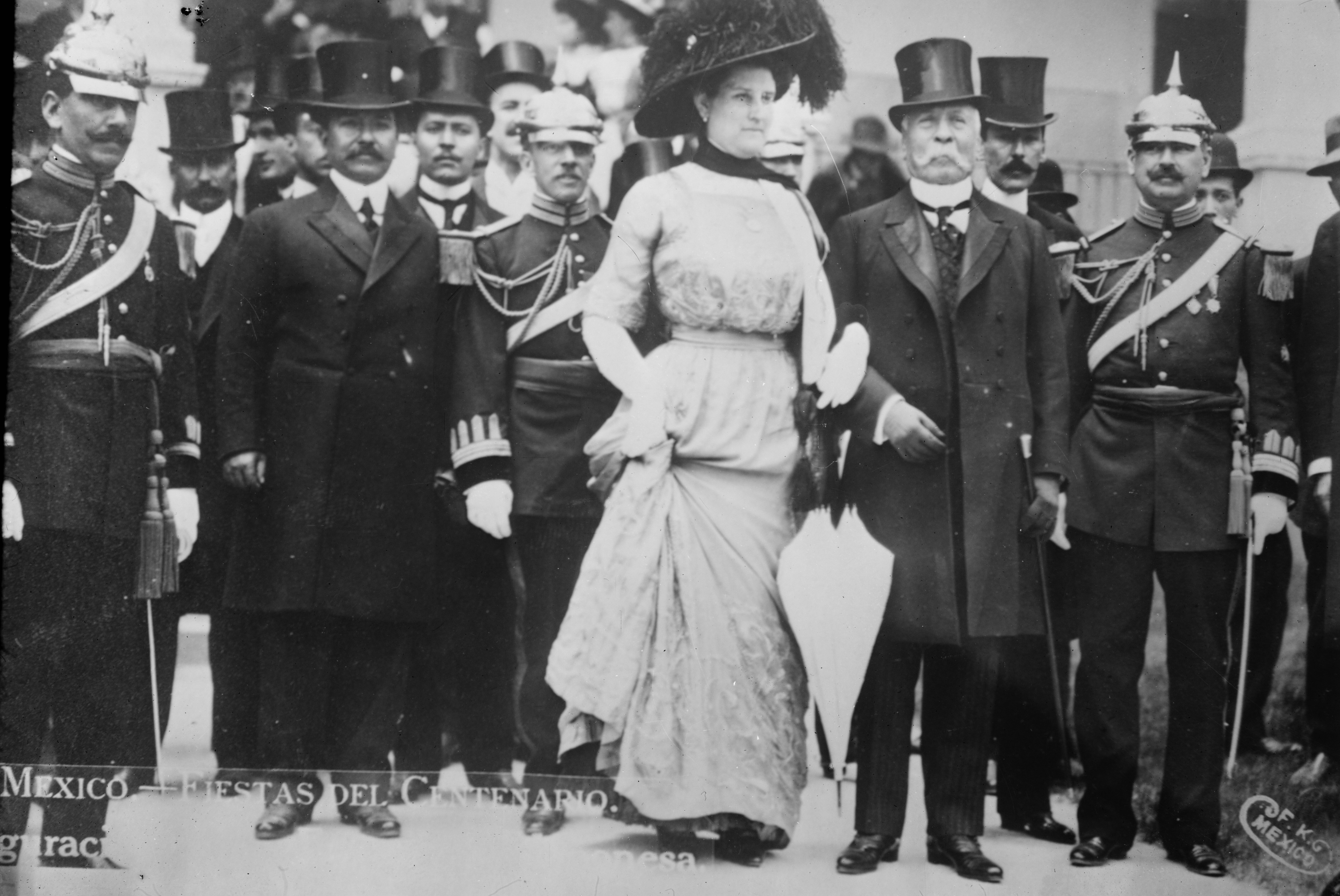
Der mexikanische Präsident und spätere Diktator Porfirio Díaz (zweiter von rechts).

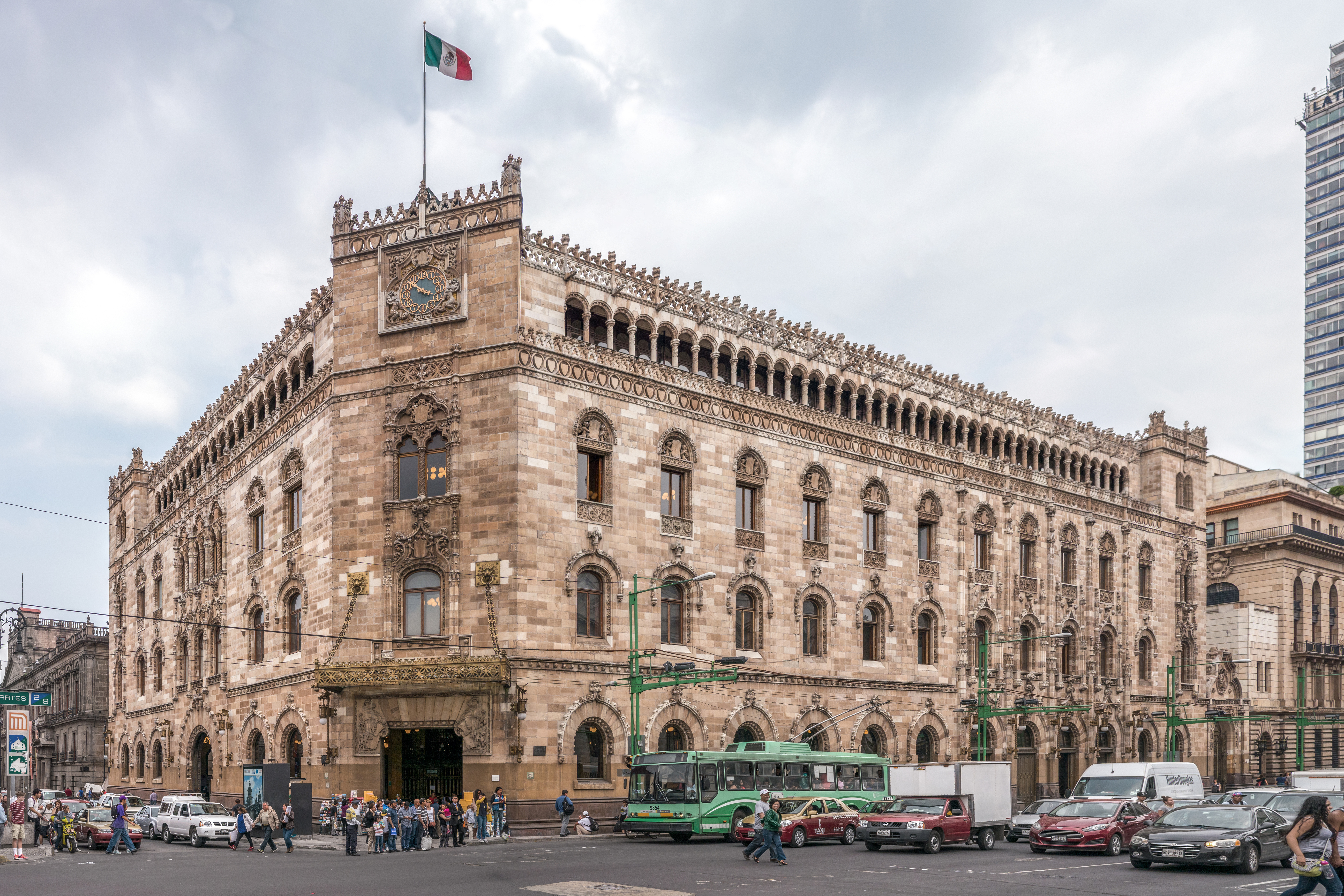
Der Postpalast wurde zwischen 1902 und 1907 errichtet, jetzt als Postamt im Zentrum von Mexiko-Stadt genutzt.

Ereignisse wie der Mexikanisch-Amerikanische Krieg, die französische Intervention und der Reformkrieg ließen die Stadt relativ unberührt und sie entwickelte sich weiter, vor allem unter der Herrschaft von Präsident Porfirio Díaz. In dieser Zeit wurde die Stadt mit moderner Infrastruktur wie Straßen, Schulen, Transportsystemen und Kommunikationssystemen. Allerdings konzentrierte das Regime die Ressourcen und den Reichtum in der Stadt, während der Rest des Landes in Armut schmachtete.
Unter der Herrschaft von Porfirio Díaz wurde Mexiko-Stadt massiv umgestaltet. Díaz' Ziel war es, eine Stadt zu schaffen, die mit den großen europäischen Städten konkurrieren konnte. Er und seine Regierung kamen zu dem Schluss, dass sie Paris als Vorbild nehmen würden, wobei ein Großteil der indianischen und spanischen Gebäude erhalten bleiben sollte. Dieser mexikanisch-französische Fusionsarchitekturstil wurde umgangssprachlich als Porfirianische Architektur bekannt. Die Porfirian-Architektur wurde stark von der Haussmannisierung von Paris beeinflusst.
In dieser Zeit wurde die Stadt umfassend modernisiert. Einige Gebäude im spanischen Kolonialstil wurden abgerissen und durch neue, viel größere porfirische Einrichtungen ersetzt, und viele abgelegene ländliche Gebiete wurden in städtische oder industrialisierte Bezirke umgewandelt, von denen die meisten bis 1908 mit Elektrizität, Gas und Kanalisation versorgt wurden. Während anfangs der Schwerpunkt auf der Entwicklung von Krankenhäusern, Schulen, Fabriken und massiven öffentlichen Bauvorhaben lag, waren die nachhaltigsten Auswirkungen der Modernisierung in Porfiria zweifellos die Schaffung des Viertels Colonia Roma und die Entwicklung des Paseo de la Reforma.
Französische Architektur aus der Zeit des Porfiriato, deren architektonisches Erbe noch heute in den Stadtvierteln Condesa, Roma, Benito Juárez, Zona Rosa und Chapultepec zu sehen ist.
Eines der besten Beispiele ist das Monument der mexikanischen Revolution. Ursprünglich war es als Hauptkuppel von Diaz' neuem Senatssaal gedacht, doch als die mexikanische Revolution ausbrach, wurden nur die Kuppel des Senatssaals und ihre Stützpfeiler fertiggestellt. Dies wurde von vielen Mexikanern als Symbol für das endgültige Ende der porfirianischen Ära gesehen und daher in ein Denkmal für den Sieg über Diaz umgewandelt.
Im Jahr 1910 begann die mexikanische Revolution mit dem Triumph von Francisco Madero und der Verbannung von Präsident Porfirio Díaz nach Paris. Während der kurzen Amtszeit Maderos erlebte die Stadt das als „Tragisches Jahrzehnt“ bekannte Ereignis, eine zehntägige Periode von Kämpfen, die die Stadt im Februar 1913 erschütterte, als eine Gruppe von Rebellen unter der Führung von Bernardo Reyes, Félix Díaz und Manuel Mondragón und einem Teil der mexikanischen Armee-Präsident Madero stürzte und ermordete.

### Die neuzeitliche Stadt

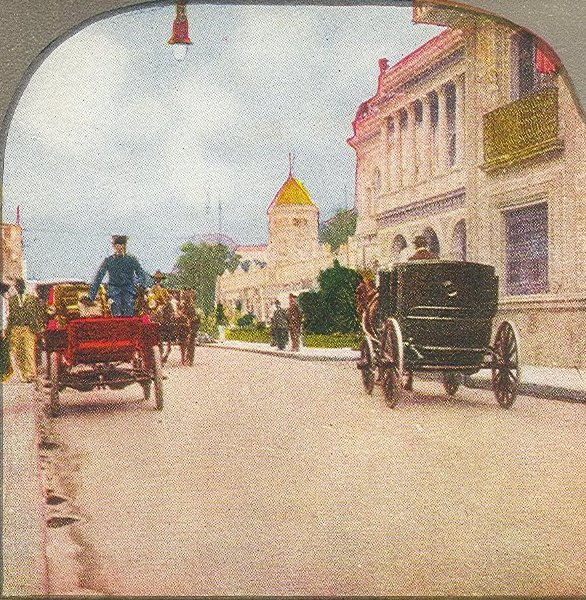
San-Francisco-Straße 1905

Über das Gebiet des trockengelegten Sees hinaus dehnte sich die Stadt allmählich aus. Für eine moderne Stadt war die Lage in vieler Hinsicht ungünstig. In den unzureichend trockengelegten Sümpfen breiteten sich Krankheitserreger aus. Viele Gebäude sackten über die Jahrzehnte wegen des gesunkenen Grundwasserspiegels ab. Im Zentrum stößt man auf alte, z. T. mehrere Meter abgesackte Kirchen und Wohnhäuser (vgl. oben unter Hydrologie). Außerdem gibt es häufig Erdbeben, so zuletzt am 18. April 2014 und am 19. September 2017.
Während der Revolution verloren fast zwei Millionen Mexikaner ihr Leben und eine noch viel größere Zahl ihr Eigentum und ihre Existenzgrundlage. Tausende Verzweifelter flüchteten auf der Suche nach Arbeit und besseren Lebensbedingungen in die schnell wachsende Hauptstadt. Zwischen 1920 und 1940 verdoppelte sich die Einwohnerzahl der Stadt auf 1,8 Millionen; in der Infrastruktur klafften riesige Löcher und die sozialen Probleme verschärften sich.
An der Plaza de las Tres Culturas zeigte sich am 2. Oktober 1968 der Staat von seiner grausamsten Seite. Truppen und Panzer gingen gegen fast 250.000 demonstrierende Studenten vor. Es war der Höhepunkt monatelanger Studentenproteste gegen die schlechten sozialen Verhältnisse, miserablen Unterrichtsbedingungen und demokratischen Defizite der de facto diktatorischen Regierung der Einheitspartei PRI (Partido Revolucionario Institucional). Da zehn Tage später die Olympischen Sommerspiele in Mexiko-Stadt eröffnet werden sollten, wurde der Aufruhr mit brutaler Gewalt unterdrückt. Die Zahl der Todesopfer belief sich nach offiziellen Verlautbarungen auf 30, nach Aussagen der Studenten auf über 500. Das Ereignis ging als „Massaker von Tlatelolco“ in die Geschichte ein.
1968 hatte die Stadt eine Einwohnerzahl von sechs Millionen erreicht. Der Bau von Häusern konnte nicht mit dem jährlichen Bevölkerungswachstum von sieben Prozent mithalten. Da sich zudem viele Menschen keine Häuser leisten konnten, entstanden riesige Slums mit selbst gezimmerten Elendshütten. Die meisten hatten weder Wasser noch ausreichende Sanitäranlagen.
Auch konnte das öffentliche Verkehrsnetz mit dem Wachstum der Stadt nicht Schritt halten, obwohl Ende der 1960er Jahre mit dem Bau einer U-Bahn begonnen wurde. Im Jahre 2000 wurde der 175. U-Bahnhof eingeweiht. Weitere U-Bahn-Stationen sind geplant. Das Wachstum hält an: Laut Schätzungen kommen jeden Tag tausend Zuzügler in die Metropole, deren Grenzen inzwischen die des offiziellen Stadtgebiets gesprengt haben und weit in den Bundesstaat México hineinreichen. Als eine der am dichtesten besiedelten Metropolregionen der Welt wird sie von zahlreichen sozialen und strukturellen Problemen geplagt.

### Einwohnerentwicklung

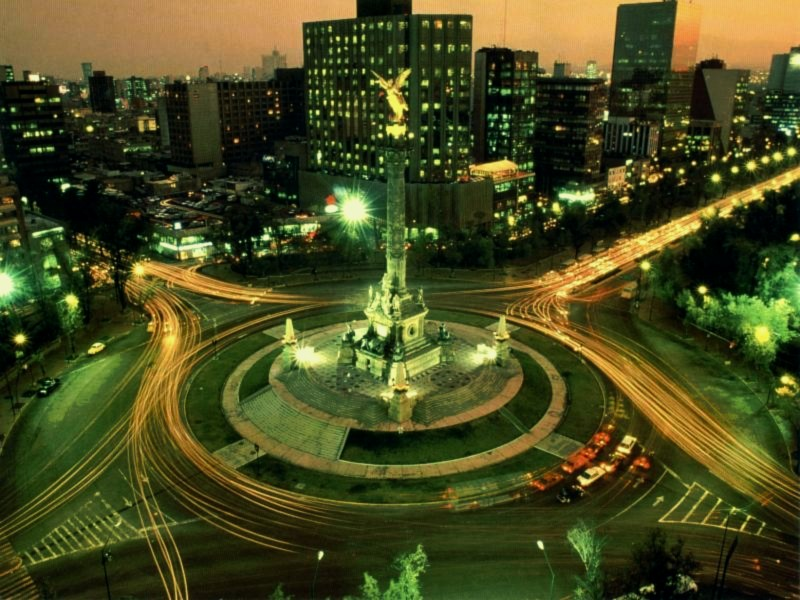
Säule mit dem „Engel der Unabhängigkeit“

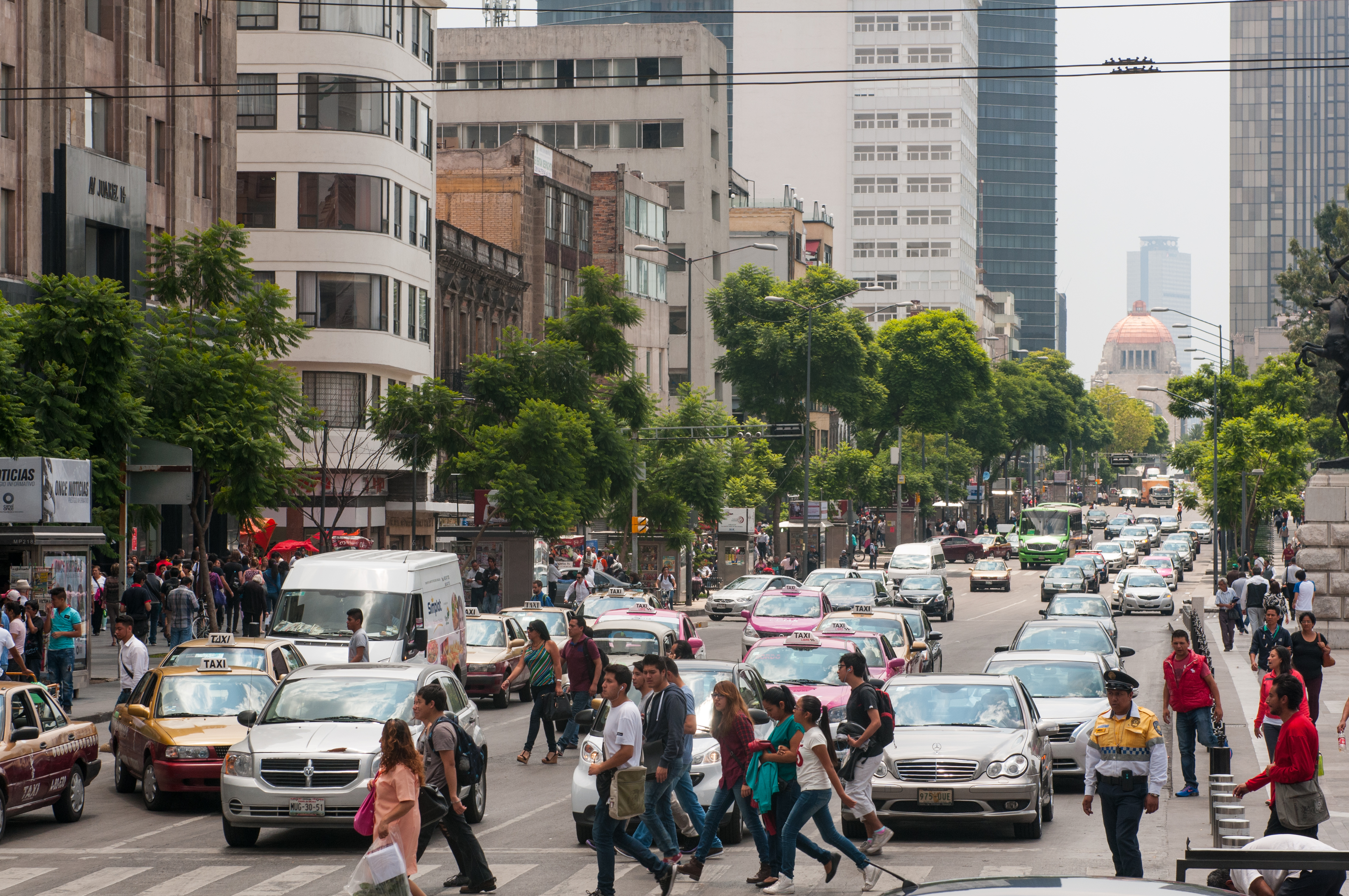
Straßenszene in der Innenstadt

Mexiko-Stadt ist mit 8,9 Millionen Einwohnern (2015) nach São Paulo die zweitgrößte Stadt Lateinamerikas und mit 21,6 Millionen Menschen (2019) in der Agglomeration eine der zehn größten Metropolregionen der Welt. 2015 betrug die Bevölkerungsdichte in der Stadt 5.967 Einwohner pro Quadratkilometer, im Ballungsraum 2.683.
Mexiko-Stadt war seit der Stadtgründung im Jahre 1521 der Sitz der spanischen Vizekönige und erhielt dadurch ihre Stellung als Primatstadt: Sie ist noch heute gleichzeitig Hauptstadt und Knotenpunkt für die bedeutendsten politischen und wirtschaftlichen Ereignisse des Landes. Doch erst durch eine bessere Versorgung der Menschen (zum Beispiel im Gesundheitswesen) und die Ansiedlung zahlreicher Industriebetriebe seit den 1930er Jahren begann der Zustrom von Menschen aus dem Umland in die Stadt. Noch 1950 hatte die Stadt 3,1 Millionen Einwohner. 1970 waren es schon 6,9 Millionen Menschen und die Zuwachsrate des Ballungsgebietes lag bei etwa einer Million Menschen pro Jahr.
Bevölkerungsentwicklung der Stadt
Die folgende Übersicht zeigt die Einwohnerzahlen nach dem jeweiligen Gebietsstand. Bis 1889 handelt es sich meist um Schätzungen, von 1895 bis 2010 um Volkszählungsergebnisse. Die Einwohnerzahlen beziehen sich auf die eigentliche Stadt ohne den Vorortgürtel.
| Jahr/Datum       | Einwohner |
| ---------------- | --------- |
| 1750             | 131.000   |
| 1790             | 137.000   |
| 1800             | 168.000   |
| 1810             | 180.000   |
| 1830             | 205.000   |
| 1840             | 170.000   |
| 1850             | 205.000   |
| 1858             | 242.000   |
| 1867             | 250.000   |
| 1877             | 300.000   |
| 1882             | 329.500   |
| 1889             | 329.800   |
| 20. Oktober 1895 | 474.860   |
| 28. Oktober 1900 | 541.516   |

| Datum             | Einwohner |
| ----------------- | --------- |
| 27. Oktober 1910  | 720.753   |
| 30. November 1920 | 906.063   |
| 15. Mai 1930      | 1.229.576 |
| 6. März 1940      | 1.757.530 |
| 6. Juni 1950      | 3.050.442 |
| 8. Juni 1960      | 4.870.876 |
| 28. Januar 1970   | 6.874.165 |
| 4. Juni 1980      | 8.831.079 |
| 12. März 1990     | 8.235.744 |
| 5. November 1995  | 8.489.007 |
| 14. Februar 2000  | 8.605.234 |
| 17. Oktober 2005  | 8.720.916 |
| 2010              | 8.851.080 |
| 2015              | 8.918.653 |

| Datum | Einwohner |
| ----- | --------- |
| 2020  | 9.209.944 |

Bevölkerungsentwicklung der Metropolregion
Der Ballungsraum Mexiko-Stadt erlebte in den letzten Jahrzehnten eine enorme Expansion der Einwohnerzahl. In den letzten Jahren war allerdings auch hier eine Abschwächung festzustellen. Für das Jahr 2035 wird eine Bevölkerung von 25,4 Millionen erwartet.
| Jahr | Einwohnerzahl |
| ---- | ------------- |
| 1950 | 3.365.000     |
| 1960 | 5.479.000     |
| 1970 | 8.831.000     |
| 1980 | 13.028.000    |
| 1990 | 15.642.000    |
| 2000 | 18.457.000    |
| 2010 | 20.137.000    |
| 2018 | 21.581.000    |

### Entwicklung der Wohnsituation
Im Jahre 1824 unterteilte man Mexiko-Stadt in die eigentliche Stadt und den darum liegenden Bezirk, genannt „Zona Metropolitana de la Ciudad de México“ (ZMCM). Dieser Bezirk hatte zum damaligen Zeitpunkt eine Größe von 1.479 Quadratkilometer, über dessen Grenzen die Stadt aber schon längst wieder hinaus gewachsen ist. Mexiko-Stadt selbst umfasst die im Stadtkern dicht besiedelten Gebiete mit einem Wachstum von 1,8 Prozent pro Jahr. Die ZMCM beinhaltet die Randgebiete, hauptsächlich im Staat México, in die zahlreiche Menschen aus dem Stadtkern abwandern. Das jährliche Wachstum in diesen Stadtbezirken liegt bei unter vier Prozent pro Jahr.
Sehr deutlich fällt in Mexiko-Stadt die Verteilung der Bevölkerung in wohlhabende und sozial schwache Stadtviertel auf: Schon früh siedelten sich im Westen und Süden der Stadt die Menschen der Oberschicht an. Der Süden, erst die Colonia Roma und später Coyoacán und San Ángel waren beliebt beim mexikanischen Adel. Heute ist der Süden eine beliebte Wohngegend. Der Westen wurde zum bevorzugten Wohngebiet für Wohlhabende durch Kaiser Maximilian, der im 400 Hektar großen Park von Chapultepec 1864 ein Schloss baute. Viele Hotels, Banken und Versicherungen haben sich in der Gegend um den Chapultepec Park niedergelassen. Der Norden zählt als großes Industriegebiet: zahlreiche Industriebetriebe und mehrere Arbeiterviertel sind hier zu finden. Nordwestlich entstand nach dem Zweiten Weltkrieg das gutbürgerliche Wohnviertel Ciudad Satélite. Es gehört politisch zur Stadt Naucalpán, einer direkten Nachbargemeinde von Mexiko-Stadt mit 844.000 Einwohnern (Volkszählung 2015). Im Osten leben vor allem Menschen aus der Mittelschicht.
Die östlichen Vororte sind das Wohngebiet der sozial schwachen Bevölkerung bis zu den Pepenadores, welche den Müll nach verwertbaren Resten durchsuchen. Die Unterschicht lebt auf dem Boden des trockengefallenen Texcoco-Sees, von dem oft durch den ungünstigen Wind sehr viel Staub in die armen Wohnviertel getragen wird. Städtebaulich handelt es sich dabei um informelle Siedlungen, wobei sich viele der älteren Siedlungen trotz fehlender wichtiger Infrastrukturen (zum Beispiel Leitungswasser) gegenwärtig in einem Prozess der allmählichen Konsolidierung befinden. Die dort lebenden Menschen sind durch verschiedene Infektionserkrankungen gefährdet, die durch unzureichende hygienische Bedingungen verbreitet werden. In dieser Gegend liegt die Stadt Nezahualcóyotl, in der 1,1 Millionen Menschen leben (Volkszählung 2010). Die politisch selbständige Gemeinde zählt zu den ärmsten Großstädten Mexikos.

## Politik

### Stadtregierung

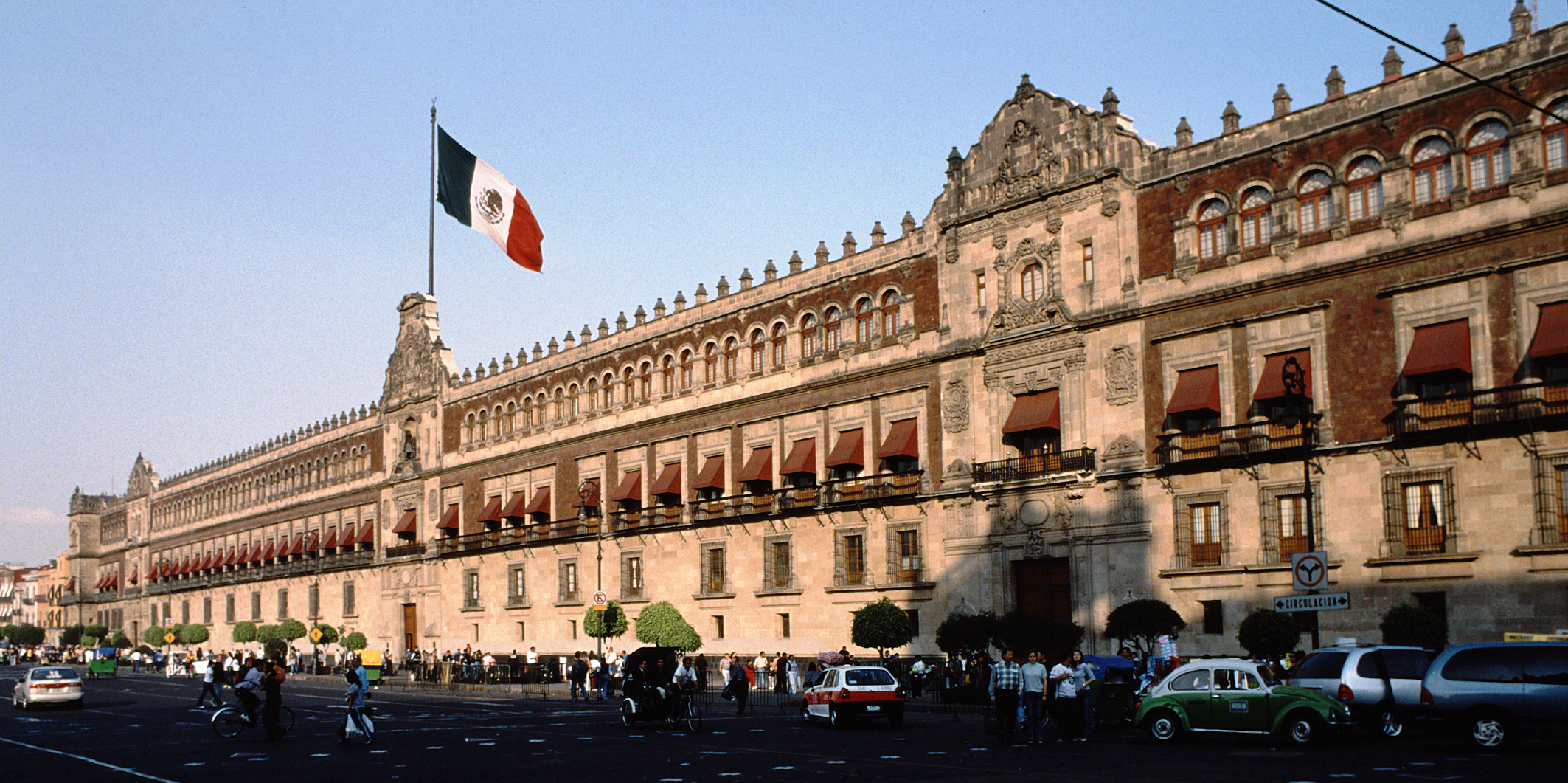
Regierungspalast

Die oberste Regierungsgewalt in Mexiko-Stadt lag bis in die 1990er Jahre in den Händen des Departamento del Distrito Federal (DDF), eines durch die mexikanische Bundesregierung kontrollierten Amtes. Seit 1997 gibt es jedoch einen direkt gewählten Jefe del Gobierno de la Ciudad de México (Regierungschef von Mexiko-Stadt, umgangssprachlich auch als Bürgermeister bezeichnet), und eine Asamblea Legislativa de la Ciudad de México (Parlament von Mexiko-Stadt). Die Hauptstadt ist damit den mexikanischen Bundesstaaten gleichgesetzt. Sollte eine andere Stadt Hauptstadt der Vereinigten Mexikanischen Staaten werden, würde Mexiko-Stadt zu einem Bundesstaat mit dem Namen Valle de México umgewandelt werden.
Seit dem 1. Januar 1929 gibt es einen Regierungschef. Vorher wurde Mexiko-Stadt seit der Schaffung des Bundesdistrikts am 18. November 1824 von einem Gouverneur regiert, zwischen 1837 und 1848, als die Stadt administrativ zum Bundesstaat México gehörte, von einem Präfekten.
Im Jahre 1903 umfasste der Bundesdistrikt neben Mexiko-Stadt noch 22 weitere Gemeinden, diese wurden 1928 zu anfänglich zwölf, aktuell 16 Verwaltungsbezirken Demarcaciones territoriales, vor 2016 Delegaciones genannt, aufgeteilt. Die Bezirke sind die eigentlichen Verwaltungskörper in Mexiko-Stadt. Sie werden durch gewählte Alcaldes (vor 2016 Jefes Delegacionales) repräsentiert und geführt. Ihre Einrichtung geht auf eine Verwaltungsreform aus dem Jahre 1982 zurück, deren Ziel es war, durch Dezentralisierung eine effizientere Verwaltung zu erreichen.
Regierungschefin von Mexiko-Stadt war seit dem 5. Dezember 2018 Claudia Sheinbaum Pardo vom Movimiento Regeneración Nacional (MORENA). Sie wurde am 1. Juli 2018 als Teil der Juntos Haremos Historia Koalition gewählt und war die erste Frau in diesem Amt. Mit Wirkung zum 16. Juni 2023 kündigte sie als aussichtsreiche Anwärterin auf Mexikos Präsidentenamt bei der Wahl am 2. Juni 2024[veraltet] ihren Rücktritt vom Posten als Bürgermeisterin von Mexiko-Stadt an, um im internen Auswahlverfahren ihrer Partei um die Nominierung zu kämpfen. Das Parlament der Stadt bestimmte Martí Batres zu ihrem Nachfolger.
Sheinbaums Vorgänger war seit dem 5. Dezember 2012 Miguel Ángel Mancera vom Movimiento Progresista (PRD, PT, Convergencia). Er gewann die Wahlen am 1. Juli 2012 mit 46,37 Prozent der abgegebenen Stimmen. Regierungschef von Mexiko-Stadt war zuvor seit dem 5. Dezember 2006 Marcelo Ebrard von der Coalición Por el Bien de Todos (PRD, PT, Convergencia). Dieser hatte die Wahlen am 2. Juli 2006 mit 46,37 Prozent der abgegebenen Stimmen gewonnen, vor Demetrio Sodi (PAN) mit 27,26 Prozent und Beatriz Paredes Rangel von der Unidos por la Ciudad (PRI, PVEM) mit 21,59 Prozent. Ebrard übernahm das Amt von seinem Vorgänger Alejandro Encinas (PRD), der seit Juli 2005 regiert hatte.
Seit dem 5. Dezember 2000 war Andrés Manuel López Obrador (zu diesem Zeitpunkt PRD) Regierungschef des Bundesdistrikts. Von diesem Posten trat er am 29. Juli 2005 zurück, um im Jahr 2006 für das Amt des Präsidenten von Mexiko zu kandidieren. Die Bürgermeisterwahlen in Mexiko-Stadt gewann er nur sehr knapp. Hohes Ansehen unter den Bürgern verschaffte er sich aber mit umfassenden sozialen Maßnahmen, die in vielen Bereichen die größte Not lindern sollten und ihn zum beliebtesten Politiker Mexikos machten.
Der erste frei gewählte Regierungschef von Mexiko-Stadt war Cuauhtémoc Cárdenas vom PRD. Er übernahm das Amt am 5. Dezember 1997 von seinem Vorgänger Óscar Espinosa Villarreal von der Partei der Institutionalisierten Revolution (PRI). Nachfolger Cárdenas wurde am 29. September 1999 Rosario Robles Berlanga (PRD). Cárdenas trieb während seiner Regierung die Demokratisierung voran und erzielte Erfolge in der Bekämpfung der Korruption.
Weniger erfolgreich waren die Stadtregierungen in der Bekämpfung der allgemeinen Kriminalität: Eigentumsdelikte wie beispielsweise Überfälle auf Fußgänger, Benutzer öffentlicher Verkehrsmittel und Autofahrer, Diebstahl von Personenkraftwagen, Einbrüche in Wohnungen/Gebäude und Betrugsfälle, sowie Gewaltkriminalität wie beispielsweise Raubüberfälle, Raubmorde, Totschlag, Drogenkriminalität, Entführung, Erpressung, Bedrohung und Vergewaltigung gehören zum Alltag in Mexiko-Stadt.

### Städtepartnerschaften
Mexiko-Stadt unterhält mit folgenden Städten Partnerschaften:
- Berlin, Deutschland (seit 1. September 1993)[98]
- Cuzco, Peru (seit 7. Juli 1987)[99]
- Dolores Hidalgo, Mexiko (seit 1. September 2008)
- Havanna, Kuba (seit 25. September 1997)
- Los Angeles, USA (seit 11. Dezember 1969)
- Madrid, Spanien (seit 17. November 1983)
- Nagoya, Japan (seit 15. Februar 1978)
- San Salvador, El Salvador (seit 14. September 1979)
- São Paulo, Brasilien (2011)
- Seoul, Südkorea (seit 30. August 1993)

## Kultur und Sehenswürdigkeiten

### Theater

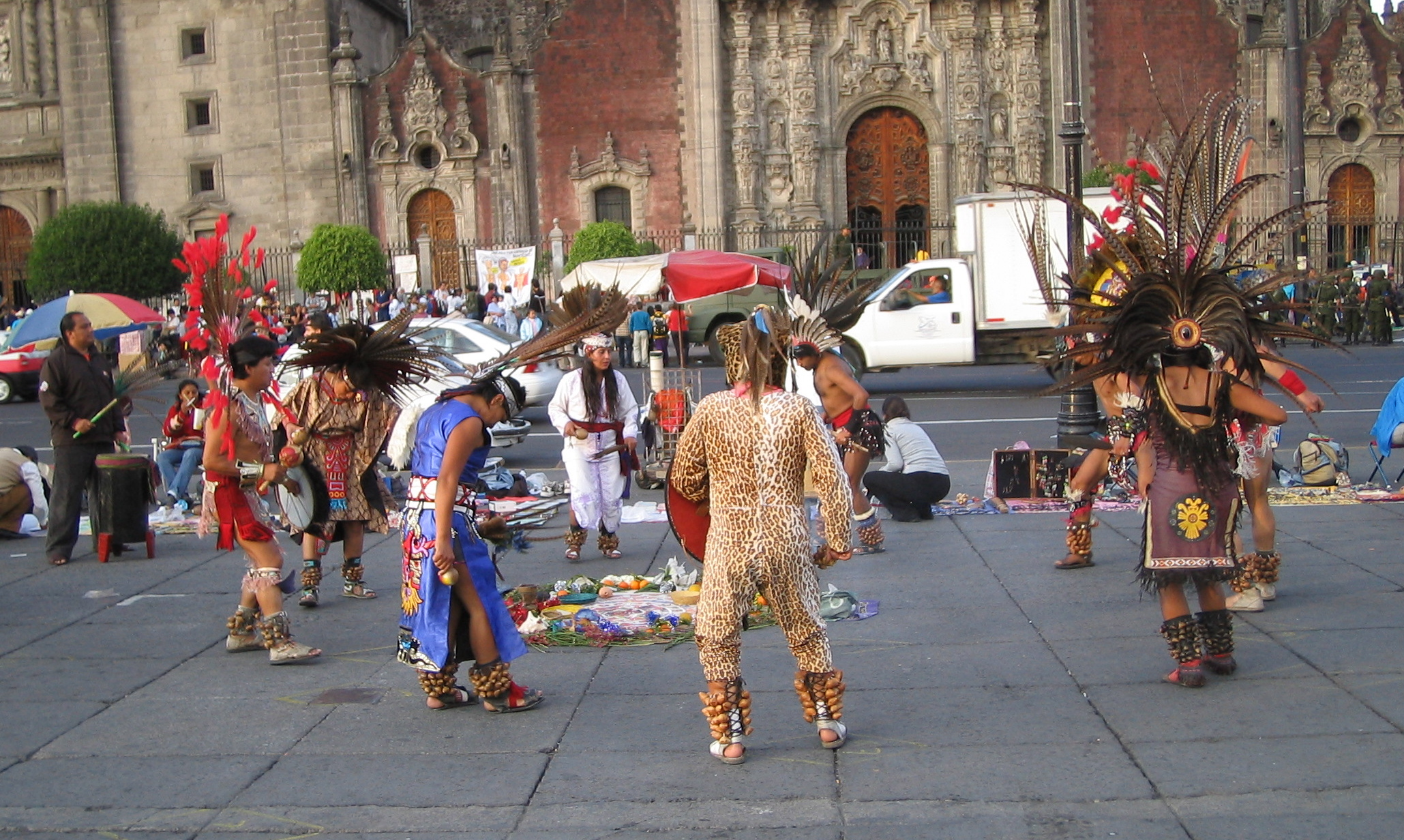
Indianische Tänze

Mexiko-Stadt besitzt eine der reichsten Theaterszenen weltweit. Das mexikanische Theater übernimmt eine aufklärerische und gesellschaftspolitische Funktion, die durch ein breites Spektrum von zeitgenössischen Dramatikern repräsentiert wird.
Eines der bekanntesten Theater der Stadt ist der „Palacio de Bellas Artes“ (Palast der Schönen Künste), erbaut zwischen 1904 und 1934 an der Ostseite des Parks „Alameda Central“. Der mit Bronzeschmuck verzierte klassische Kuppelbau aus Carrara-Marmor und Art-déco-Inneneinrichtung ist das wichtigste Kulturzentrum im Herzen der Stadt (Theater, Tanz, Konzert, Oper, Kunstausstellungen). Im Palast sind Wandmalereien (Murales) von Diego Rivera, José Clemente Orozco, David Alfaro Siqueiros, Rufino Tamayo und Jorge González Camarenazu zu sehen.
Die dortigen Darbietungen des von Nellie Campobello gegründeten nationalen Folkloreballetts (Ballett Nacional Folklórico) sind ein wichtiger Bestandteil des Kulturlebens der Stadt. Das Ballett hat bereits weltweiten Ruhm erlangt. Es besteht aus Tänzern aus allen Landesteilen, und seine hervorragende Choreografie ist durchsetzt mit mexikanischen Tänzen, Musik und Gesang. Zum Programm gehören einige der bekanntesten traditionellen Tänze.
Auf dem Paseo de la Reforma am Chapultepec Park befindet sich das „Auditorio Nacional“ (Nationales Auditorium). Eröffnet 1952, wurde es erst als Ausstellungsraum benutzt, später gab es auch Ballettaufführungen, Darbietungen klassischer Musik und Popkonzerte. Monatlich treten hier zahlreiche nationale und internationale Künstler auf.

### Museen

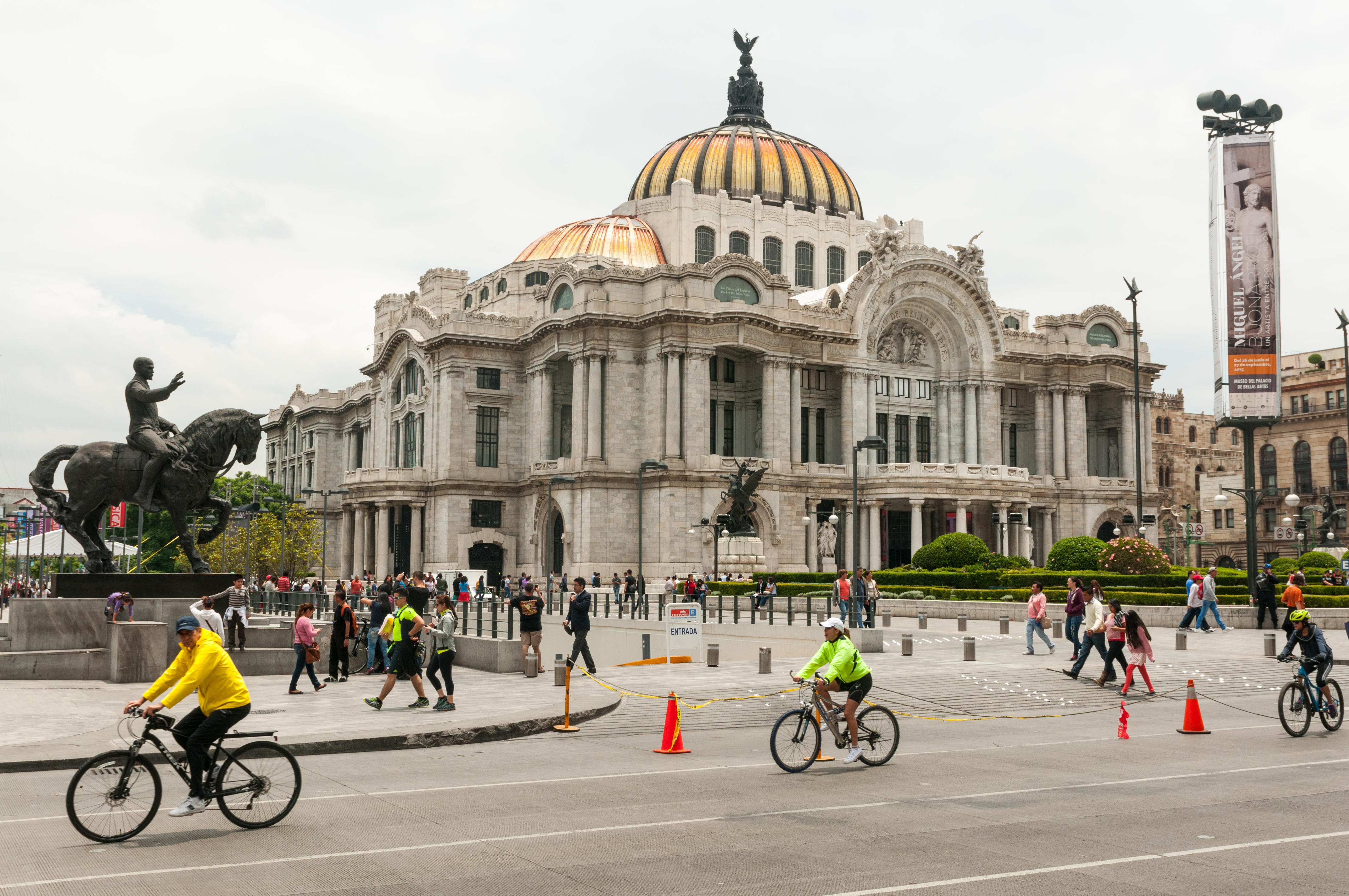
Palacio de Bellas Artes

Mexiko-Stadt hat zahlreiche Museen, darunter das Museo Nacional de Antropología (Anthropologisches Nationalmuseum), das Museo Nacional de Arte (Nationales Kunstmuseum), das Museo Rufino Tamayo und das Museo de Arte Moderno (Museum für Moderne Kunst) und das Museo Frida Kahlo.

#### Museo de Arte Moderno
Das Museo de Arte Moderno (MAM) wurde 1964 nach Plänen der Architekten Rafael Mijares Alcérreca und Pedro Ramírez Vázquez fertiggestellt. Es beherbergt neben wechselnden Ausstellungen eine Sammlung moderner mexikanischer Malerei mit Werken von David Alfaro Siqueiros, José Clemente Orozco, José María Velasco Gómez, Diego Rivera und Juan O’Gorman. Dieses Museum beherbergt auch die besondere surrealistische Kollektion von Remedios Varo.

#### Museo Nacional de Antropología
Das Anthropologische Nationalmuseum befindet sich im Chapultepec-Park und beherbergt die wichtigste Sammlung des präkolumbischen Erbes Mexikos und zählt zu den bedeutendsten archäologischen Sammlungen weltweit. Das 1964 eröffnete Gebäude entwarfen die Architekten Pedro Ramírez Vázquez und Jorge Campuzano. Die Ausstellungshallen sind rings um einen Innenhof angelegt, der zur Hälfte von einem gewaltigen, rechteckigen „Regenschirm“ aus Leichtmetall überdacht wird. Eine einzige Betonsäule inmitten eines künstlichen Wasserfalls bildet die Stütze des Daches. Die Hallen sind von Gärten umgeben, die als Ausstellungsfläche unter freiem Himmel ins Museumsgeschehen einbezogen sind.

#### Museo Nacional de Arte
Das Museo Nacional de Arte wurde 1982 mit Beständen verschiedener Museen gegründet, um an einem einzigen Ort einen Überblick über die mexikanische Kunst vom 16. Jahrhundert bis in die 1950er Jahre zu vermitteln. Es liegt an einer kleinen Plaza, dort, wo auch das bekannteste Standbild der Stadt aufgestellt ist: El Caballito, die Darstellung Karls IV. von Spanien, das Werk von Manuel Tolsá. Ursprünglich (die Figur entstand 1803) zierte die wuchtige Bronzestatue den Zócalo, danach wechselte sie mehrmals den Standort.

#### Museo Rufino Tamayo
Das Museo de Arte Contemporáneo Internacional Rufino Tamayo eröffnete 1981 mit mehr als 300 Werken einer Schenkung des Malers Rufino Tamayo (1899–1991) aus Oaxaca. Sie enthielt eigene Werke und Arbeiten anderer berühmter Künstler des 20. Jahrhunderts. Zu sehen sind beispielsweise Werke von Francis Bacon, Salvador Dalí, Giovanni Giacometti, René Magritte, Joan Miró und Pablo Picasso. Im Museum finden Wechselausstellungen internationaler und mexikanischer Kunst, Vorträge, Theater- und Tanzdarbietungen sowie Konzerte statt. Es enthält ein auf Rufino Tamayo spezialisiertes Dokumentationszentrum. Für den Entwurf des Gebäudes erhielten Teodoro González de León und Abraham Zabludovsky im Jahre 1981 den Nationalen Architekturpreis.

#### Museo Frida Kahlo

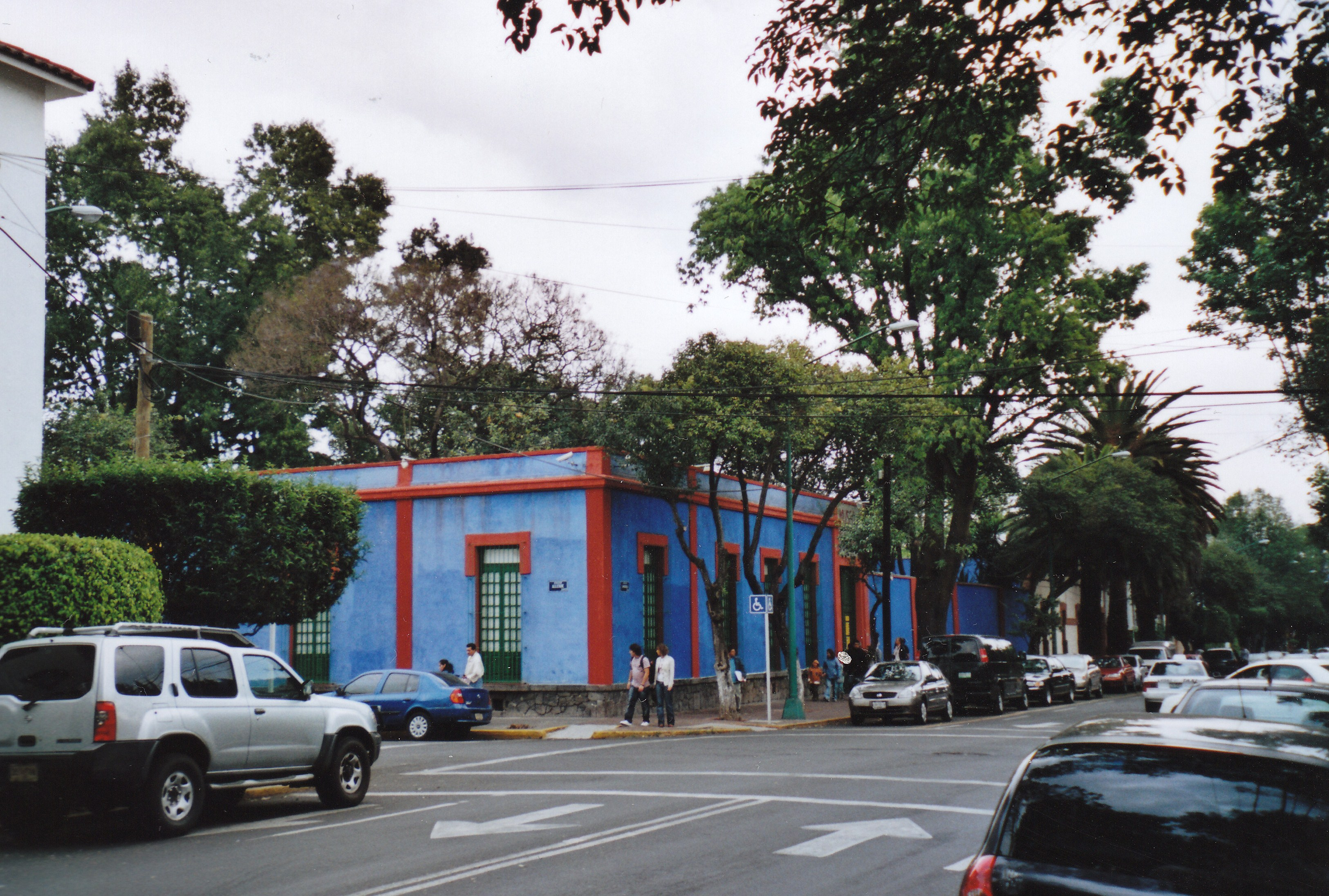
Das Blaue Haus der Frida Kahlo

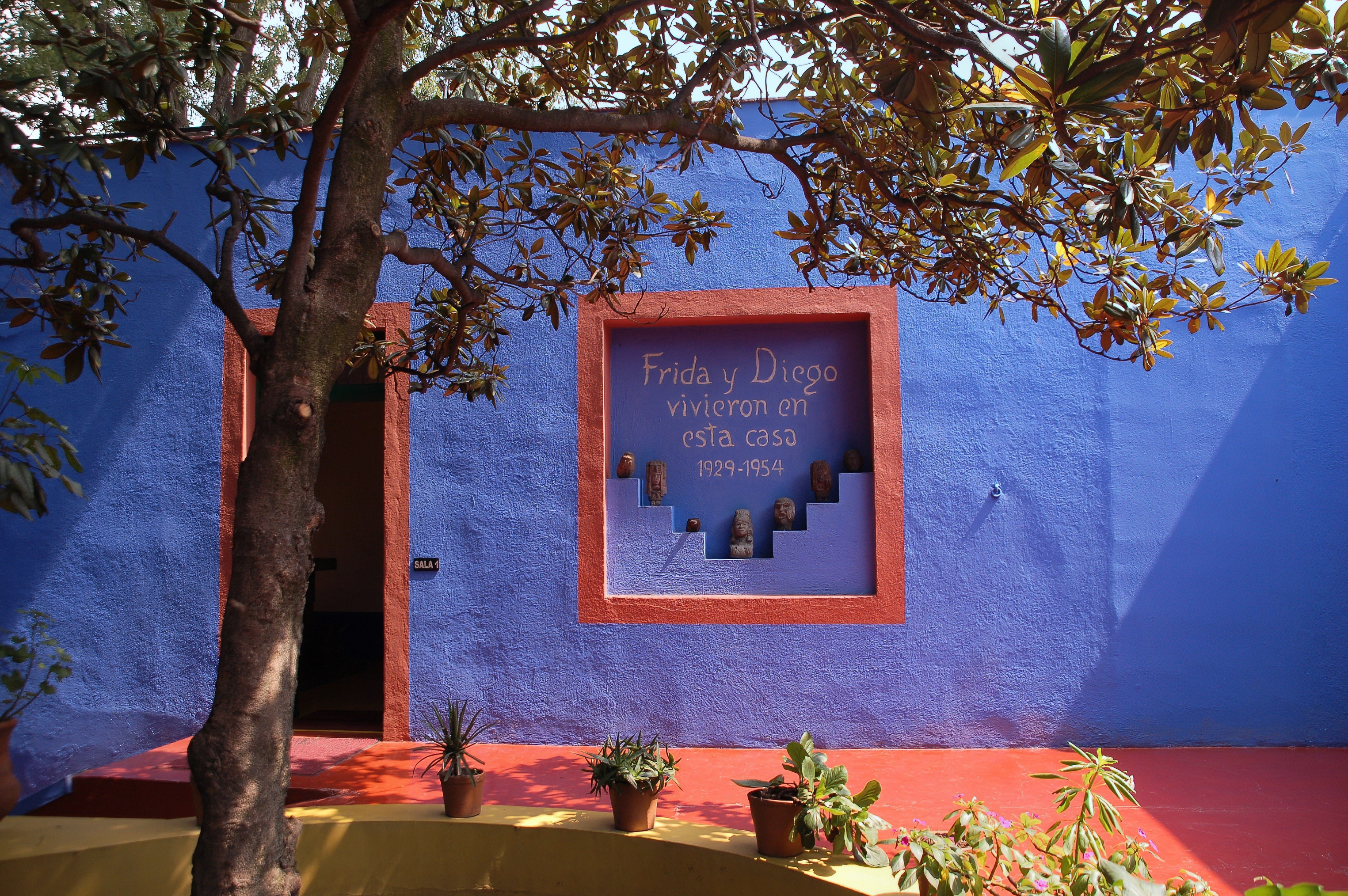
Im Hof des Museo Frida Kahlo

Das Haus von Frida Kahlo steht in der Vorstadt Coyoacán. Das farbenfrohe Gebäude, das wegen seiner in Blautönen gehaltenen Außenwände Casa Azul („Blaues Haus“) genannt wurde, ist als Museum hergerichtet. Im typischen kolonialen Stil erbaut, beherbergt das Museum außer einer besonderen Auswahl von Frida Kahlos Bildern, ihre Möbel, Kleider und Bücher. Sie lebte dort zusammen mit ihrem Mann Diego Rivera von 1929 bis 1954. Ein Haus ganz in der Nähe bewohnte während seines Exils Leo Trotzki (1879–1940), dort wurde er auch in seinem Arbeitszimmer ermordet. Es ist als Museum eingerichtet und wird von vielen Menschen gemeinsam mit dem Haus von Frida Kahlo besucht.
Etwas weiter vom Museo Frida Kahlo entfernt, in San Angel, befindet sich das „Casa Museo Estudio de Diego Rivera y Frida Kahlo“, wo auch beide Künstler gewohnt haben. Es sind zwei Häuser, eines in rosa und eines in blau, ein Haus für jede Person mit der eigenen Persönlichkeit, entworfen und gebaut 1927 vom Maler Juan O’Gorman. Für Mexiko war es der Anfang der modernen Architektur.

#### Weitere Museen

Kirche San Francisco in der Altstadt von Mexiko-Stadt

Auf einem Hügel in der Altstadt steht das 1540 fertiggestellte „Convento de San Francisco“, ein früheres Franziskanerkloster, das heute das historische Regionalmuseum („Museo Regional de Querétaro“) beherbergt. In der dazugehörigen Kirche San Francisco taufte Hernán Cortés die ersten Aztekenherrscher. Das Gebäude wurde in typisch churriguereskem Stil erbaut.
In der Avenida Madero, am Westrand des Zócalo, befindet sich der barocke „Palacio de Iturbide“, in dem Kunstausstellungen stattfinden. Dort befindet sich auch „Antiguo Colegio de San Ildefonso“, ein noch gut erhaltenes koloniales Gebäude, wo außer Wechselausstellungen auch die Wandmalerei von Diego Rivera, David Alfaro Siqueiros und José Clemente Orozco gezeigt wird. Südlich des Zócalo liegt das „Museo de la Ciudad de México“ mit Ausstellungsstücken zur Stadtgeschichte und des Hochtales.
Im Westen des 1592 angelegten Parks „Alameda Central“, beim Hotel Cortés, ist in einer früheren Klosterkirche die „Pinacoteca Virreynal“ (Vizekönigliche Gemäldesammlung) mit Bildern der wichtigsten Künstler der spanischen Kolonialzeit untergebracht.
In der Umgebung des Parks „Alameda Central“ befinden sich weitere Museen: das Museo Franz Mayer, mit einer Sammlung verschiedener Möbel, Silberwaren und mexikanischer Malerei; das „Museo de Artes e Industrias Populares“ (Nationalmuseum für Volkskunst und Handwerk) und das „Museo Mural Diego Rivera“ mit einer Ausstellung der zahlreichen Werke des Malers, darunter auch eines seiner berühmtesten Kunstwerke: „Traum an einem Sonntagnachmittag im Alameda-Park“.
Zwei weitere Kunstmuseen in der Gegend von San Ángel sind das „Museo de Arte Carrillo Gil“, wo hauptsächlich mexikanische Gegenwartskunst zu sehen ist, darunter Wechselausstellungen moderner Kunst und das erst 1994 eröffnete „Museo Soumaya“ in der „Plaza Loreto“. Das Museo Soumaya ist bekannt unter anderem wegen der Ausstellung der 100 Skulpturen Rodins und ist das einzige Museum in Mexiko-Stadt, wo permanent die Werke europäischer Künstler, darunter einige Impressionisten, aber auch Werke von Pablo Picasso, Joan Miró und Salvador Dalí, zu sehen sind.
Die in Xochimilco gelegene ehemalige Hacienda La Noria aus dem 16. Jahrhundert ist seit 1994 als Museo Dolores Olmedo der Öffentlichkeit zugänglich. Hier sind unter anderem Werke von Diego Rivera, Frida Kahlo und Angelina Beloff ausgestellt. Besonders zum Tag der Toten ist das Museum ein Anziehungspunkt in diesem Stadtbezirk.
In der ehemaligen Bischofsresidenz befindet sich heute das Museo de la Secretaría de Hacienda y Crédito Público.

### Musik
In der Hauptstadt finden täglich zahlreiche Konzerte unterschiedlicher musikalischer Richtungen statt. Die Veranstaltungsorte liegen im Süden, in den Stadtteilen Coyoacán und San Ángel, aber auch die Zona Rosa und Condesa haben musikalisch einiges zu bieten.
Wer sich unter die Oberschicht der Stadt mischen möchte, kann das in Del Valle und Polanco tun. Manchmal finden die interessantesten Konzerte auch an abgelegenen Orten statt. Rock und Latin sowie die neuesten Hits aus den USA sind häufig vertreten, Europop wird immer beliebter, auch kubanische Klänge und sogar Live-Jazz sind zu hören.
Bekannte ortsansässige Bands sind beispielsweise Café Tacuba, weniger bekannte La Vieja Estacion (Blues), Señoritas de Aviñon (Jazz, Blues) oder Work in Progress (WiP) (Rock, Blues, Pop).
Eine besondere Veranstaltung findet auf der Plaza Garibaldi statt. Dort versammeln sich jeden Abend hunderte von um die Wette musizierenden Mariachi-Gruppen. Eine Kapelle besteht in der Regel aus vier Geigern, drei sich etwas abseits haltenden Trompetern, drei bis vier Gitarristen und einem Sänger.
Ein echter Caballero mietet jedoch nur die Musiker und singt selbst. Ihren Namen haben die Mariachis vermutlich aus der Zeit der französischen Invasion im 19. Jahrhundert, als es üblich wurde, für Hochzeiten – mariage – eine Musikgruppe zu engagieren. Auf der Plaza hört man auch Norteño-Gruppen, die eine Tex-Mex-Country-Mischung darbieten, oder die weicheren Marimbaklänge aus dem Süden Mexikos.
Es gibt auch Musikgruppen, wie z. B. Mexican Institute of Sound, die die klassischen und traditionellen lateinamerikanischen Musikstile mit modernen Musikrichtungen wie Electro mischen.

### Bauwerke

#### Mexiko-Stadt
Die Straßen der Hauptstadt sind schachbrettartig angelegt. Das Muster wird von einigen breiten Boulevards unterbrochen, an denen moderne Geschäftsgebäude und Appartementhochhäuser liegen, sowie von mehreren Parkanlagen und großen Plätzen, die beliebte Treffpunkte der Stadtbewohner sind.

##### Zócalo

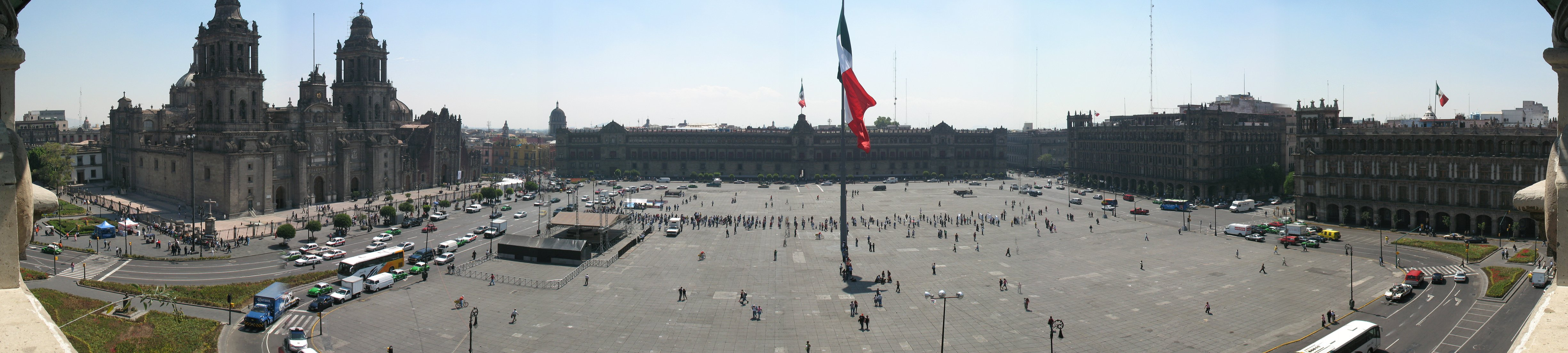
Zócalo (Platz der Verfassung) mit der Kathedrale von Mexiko-Stadt, dem Nationalpalast und den Stadtregierungsgebäuden (Stadtregierung)

Das historische Zentrum von Mexiko-Stadt ist der Platz der Verfassung oder Zócalo. Er befindet sich an dem Ort, wo einst der Palast des Aztekenherrschers Moctezuma II. (1465–1520) stand. Der Platz wird umrahmt von der monumentalen Kathedrale von Mexiko-Stadt, dem „Palacio Municipal“ (Stadtpalast) von 1720 und dem „Palacio Nacional“ (Nationalpalast) von 1792, dem Sitz des Präsidenten. Im „Palacio Nacional“ sind Wandmalereien (Murales) von Diego Rivera zu sehen.
Die barocke Kathedrale wurde von 1573 bis 1667 erbaut und gehört zu den amerikaweit ältesten und größten Sakralbauten. Die Fassade hat drei Portale. Im Inneren befindet sich der reich geschnitzte Altar de los Reyes (‚Altar der Könige‘). Wie zahlreiche andere Gebäude der Stadt versinkt auch die Kathedrale langsam im sumpfigen Boden.
Der im churrigueresken Stil errichtete Mittelteil der Fassade des Sagrario (Pfarrkirche) wird von seitlichen Wandflächen aus rötlichem Tezontle-Gestein begleitet.
Nördlich des Zócalo befindet sich die Ausgrabungsstätte „Templo Mayor“, wo Reste des früheren Tempelbezirkes von Tenochtitlán gefunden wurden. Das Kolonialgebäude im Westen beherbergt seit dem 19. Jahrhundert die Monte de Piedad (Pfandleihe). Nahe dem Zócalo liegt auch die von Kolonialgebäuden und Palästen aus Tezontle gesäumte Calle Moneda mit der im churrigueresken Stil erbauten Kirche La Santísima und dem barocken Erzbischöflichen Palais.
In Richtung des Palacio de Bellas Artes befindet sich ein kleiner Park, die Alameda Central. Hier steht ein Denkmal des mexikanischen Präsidenten Benito Juárez (1806–1872).

##### Paseo de la Reforma

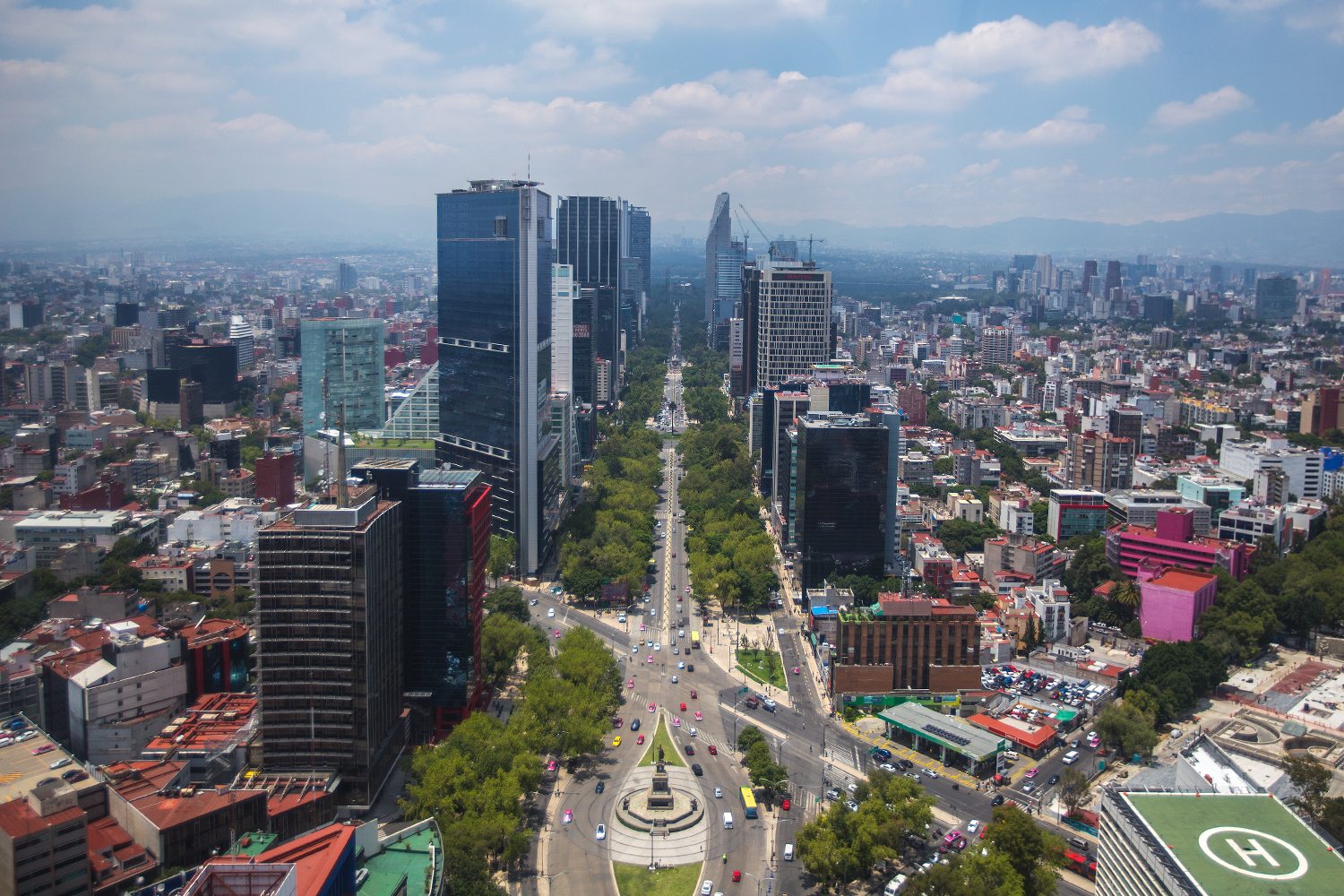
Paseo de la Reforma

Eine der Hauptschlagadern der Stadt, der Paseo de la Reforma, wurde unter Kaiser Maximilian gebaut. Sie fand ihren Anfang am Rande der Altstadt, an der nordwestlichen Ecke des Alamedaparks, und führte zur Sommerresidenz des mexikanischen Kaisers, Schloss Chapultepec. Sie wurde nach europäischem Vorbild als breiter Boulevard angelegt. Einige der villenartigen Gebäude aus dem 19. Jahrhundert sind erhalten geblieben. In dem historischen Mittelteil dominieren allerdings immer mehr Wolkenkratzer, darunter das höchste Gebäude Lateinamerikas, der Torre Mayor und typische Geschäftsbauten. Die Straße wurde sowohl in nordöstliche als auch westliche Richtung verlängert und ist eine der längsten Straßen der Welt.
In nordöstlicher Richtung reicht die transversal angelegte Prachtstraße „Paseo de la Reforma“ bis zum Platz der drei Kulturen, dem Hauptplatz der im Jahre 1963 freigelegten präkolumbischen Stadt Tlatelolco. Dort vereinigen sich Zeugnisse aus drei Epochen: Neben freigelegten aztekischen Bauwerken und der Barockkirche Santiago de Tlatelolco aus der spanischen Kolonialzeit befinden sich hier auch moderne Gebäude. Am Denkmal des letzten Aztekenherrschers Cuauhtemoc kreuzt sie die Nord-Süd-Verbindung der Hauptstadt, die Avenida de los Insurgentes.
In südlicher Richtung erstreckt sich der Chapultepec-Park mit verschiedenen Museen, einem Zoo, dem Schloss Chapultepec, das früher Amtssitz des Präsidenten war und auch Kaiser Maximilian als Residenz diente und das Stadtviertel „Zona Rosa“, wo sich zahlreiche Gaststätten, Bars und Einkaufszentren befinden. Auf dieser Höhe befindet sich das Unabhängigkeitsdenkmal, eine 45 Meter hohe Säule mit dem Siegesengel auf der Spitze (El Ángel de la Independencia).
Mexiko war das einzige Land, das 1938 den Anschluss Österreichs politisch nicht anerkannte und als Mitglied des Völkerbundes Einspruch erhob. Als Erinnerung daran steht am „Paseo de la Reforma“ heute ein von der österreichischen Regierung unter Bruno Kreisky aufgestelltes kleines Denkmal. In Wien erinnert daran der Mexikoplatz, der 1956 von Erzherzog-Karl-Platz umbenannt wurde.

##### Weitere Bauwerke

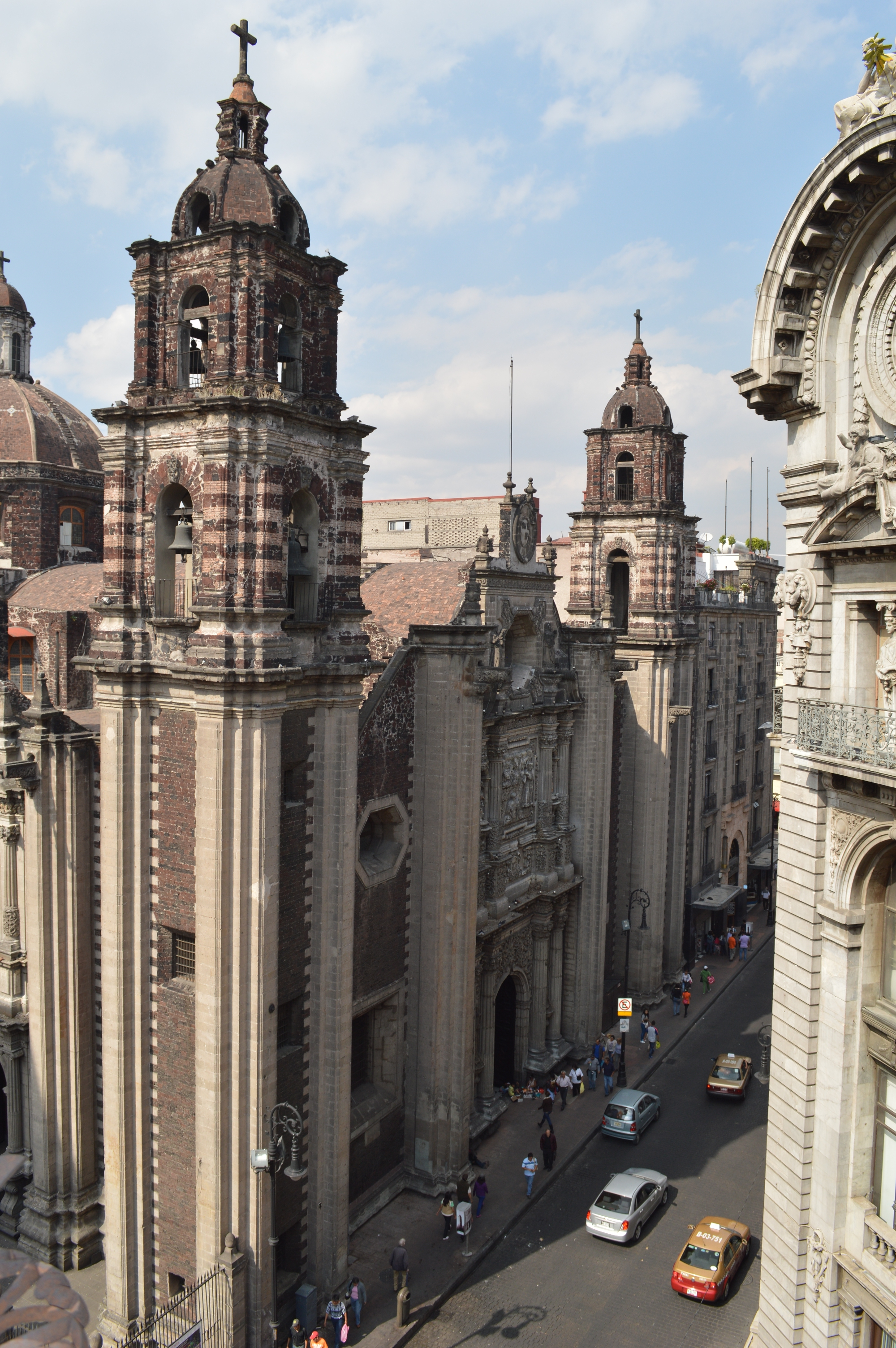
Kirche von La Profesa erbaut zwischen 1597 und 1720.

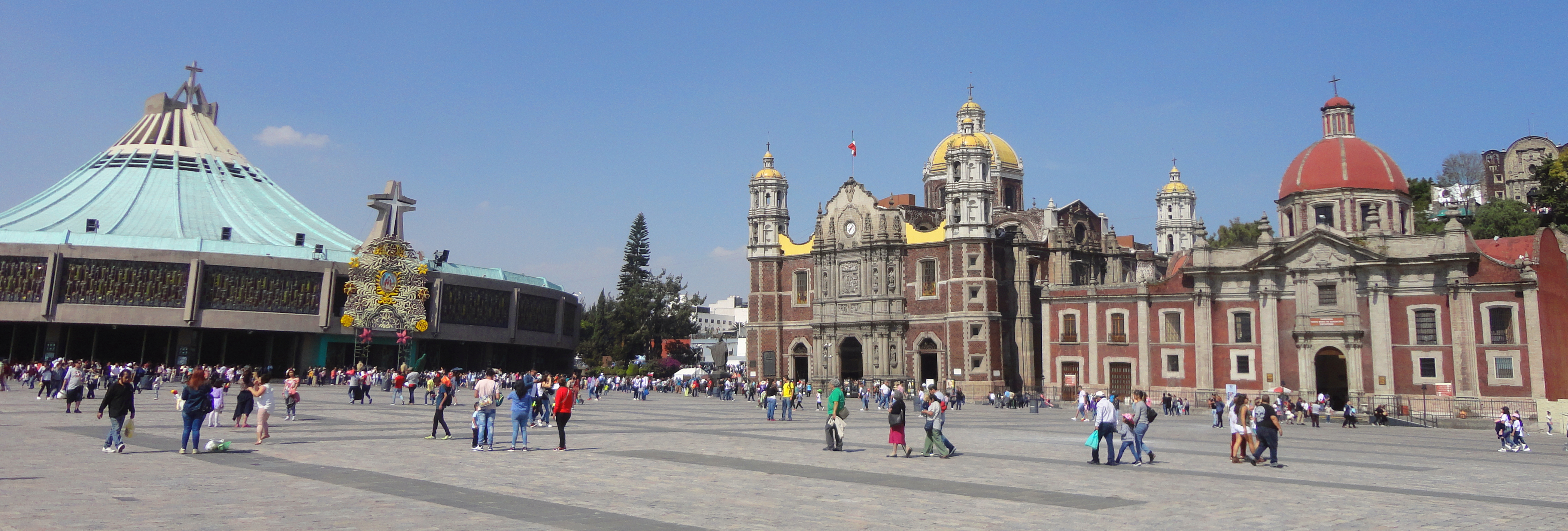
Basilika Unserer Lieben Frau von Guadalupe

Sehenswert ist auch der aus Kalkstein erbaute monumentale Palacio Postal (Hauptpostamt). Das neugotisch dekorierte Gebäude an der Calle Tacuba liegt gegenüber vom „Palacio de Bellas Artes“ und wurde zwischen 1902 und 1907 nach Plänen des Architekten Adamo Boari errichtet. Das Treppenhaus ist im Jugendstil erbaut und mit Glas- und Eisenschmuck ausgestattet. Im ersten Stock befindet sich ein kleines Postmuseum. In der Nähe befindet sich auf der Avenida Madero auch die „Casa de los Azulejos“ (Haus der Kacheln). Im barocken Stil erbaut ist die Außenseite mit tausenden von Kacheln aus Puebla dekoriert. Das Haus beherbergt das bekannte Restaurant und Geschäft „Sanborns“.
In den 1940er Jahren wurde die Synagoge Nidjei Israel erbaut.
An der Avenida Madero und gegenüber vom Palacio de Bellas Artes steht auch die „Torre Latinoamericana“. Das ehemals höchste Gebäude Lateinamerikas (182 Meter) wurde zwischen 1948 und 1956 erbaut. Der 45-stöckige Wolkenkratzer entstand nach Plänen des Architekten Augusto H. Álvarez.
An mehreren Plätzen der Stadt befinden sich Wandgemälde von Diego Rivera, Monumentalfresken sind im Nationalpalast unter dem Thema „Mexiko im Laufe der Jahrhunderte“ ausgestellt. Auch bekannt sind die Wandgemälde von José Clemente Orozco, darunter das Gemälde „Omnisciencia“, zu sehen in der Casa de los Azulejos.
Zahlreiche Vorstädte und die verschiedenartigsten Nachbarschaftsgefüge sind durch die Ausdehnung der Stadt entstanden: vom eleganten Wohnviertel Pedregal mit seiner modernen Architektur bis zum bevölkerungsreichen Netzahualcóyotl, einem einfachen Wohnviertel, das im trockenen Tal des Texcoco-Sees liegt. Zum Weltkulturerbe seit 2004 gehört die Casa Barragán, das Haus und Atelier des Architekten Luis Barragán. Es wurde 1947/1948 im Vorort von Mexiko-Stadt, Tacubaya, gebaut und stellt ein hervorragendes Beispiel eines Bauwerks nach dem Zweiten Weltkrieg dar. Das Betongebäude besteht aus einem Erdgeschoss und zwei oberen Geschossen, die wie ein kleiner Privatgarten aussehen.
In dem nördlichen Vorort Villa de Guadalupe steht auf dem Berg Tepeyac die Basilika Unserer Lieben Frau von Guadalupe (Basilica de Nuestra Señora Guadalupe). Sie ist das wichtigste Heiligtum Mexikos und eines der bedeutendsten Marienheiligtümer der Welt und mit 20 Millionen jährlichen Pilgern größter Wallfahrtsort der Welt. 1531 soll dem getauften Azteken Juan Diego auf dem Berg Tepeyac die Jungfrau Maria erschienen sein. An der Stelle der Erscheinung wurde dann eine Kirche errichtet. Da der Untergrund absank, musste die Basilika für Besucher und Pilger gesperrt werden. Die neue Basilika, entworfen vom mexikanischen Architekt Pedro Ramírez Vázquez, die 1974 geweiht und 1975 eröffnet wurde, ist von ihrer Größe und ihrer offenen Architektur sehr beeindruckend. Sie hat 10.000 Sitzplätze und kann insgesamt bis zu 40.000 Besuchern Platz bieten. Somit ist sie eine der größten Kirchen weltweit. Das ist auch deshalb von Bedeutung, da es in Mexiko zu dieser Zeit noch verboten war, Messen unter freiem Himmel abzuhalten.

#### Teotihuacán

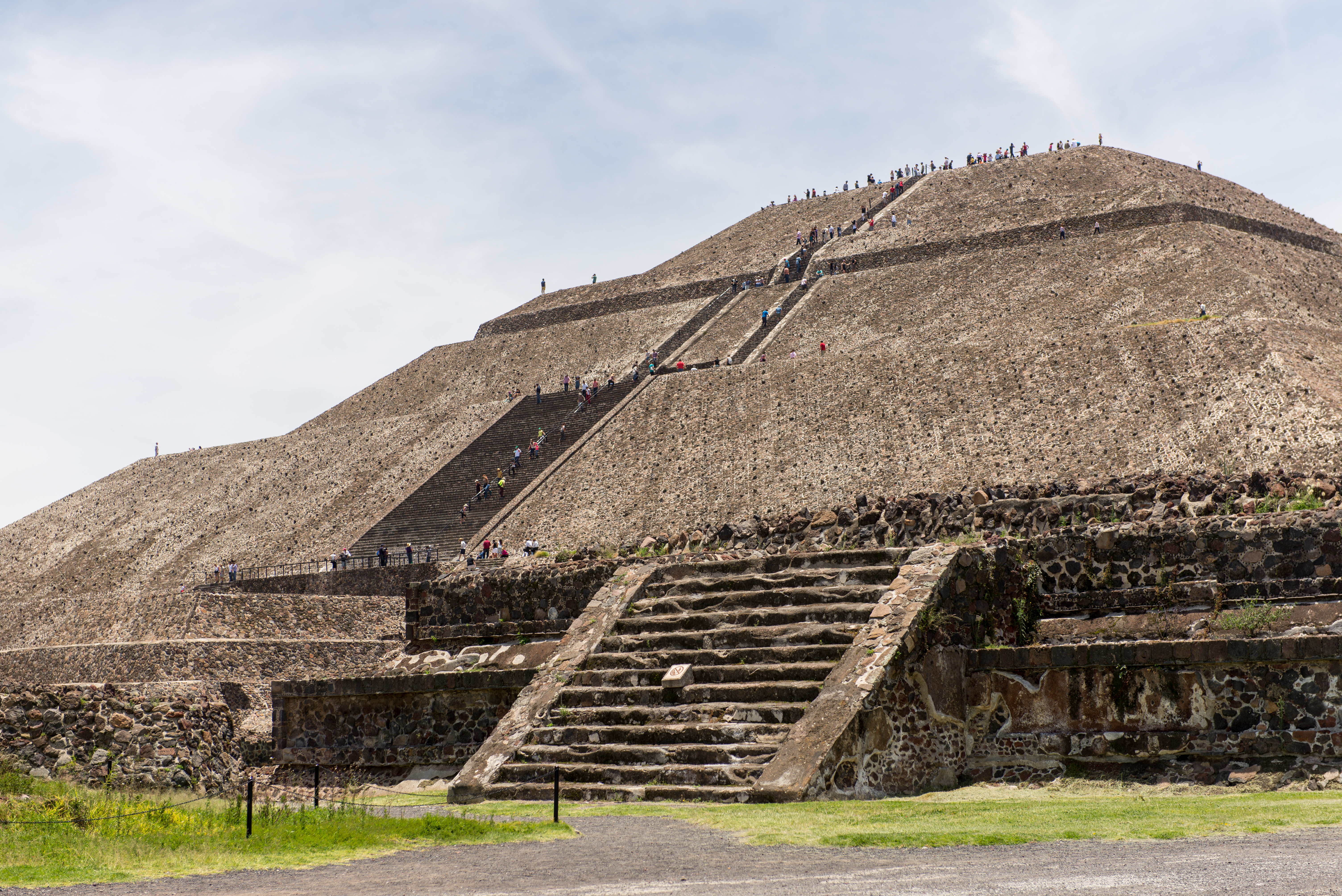
Die Sonnenpyramide

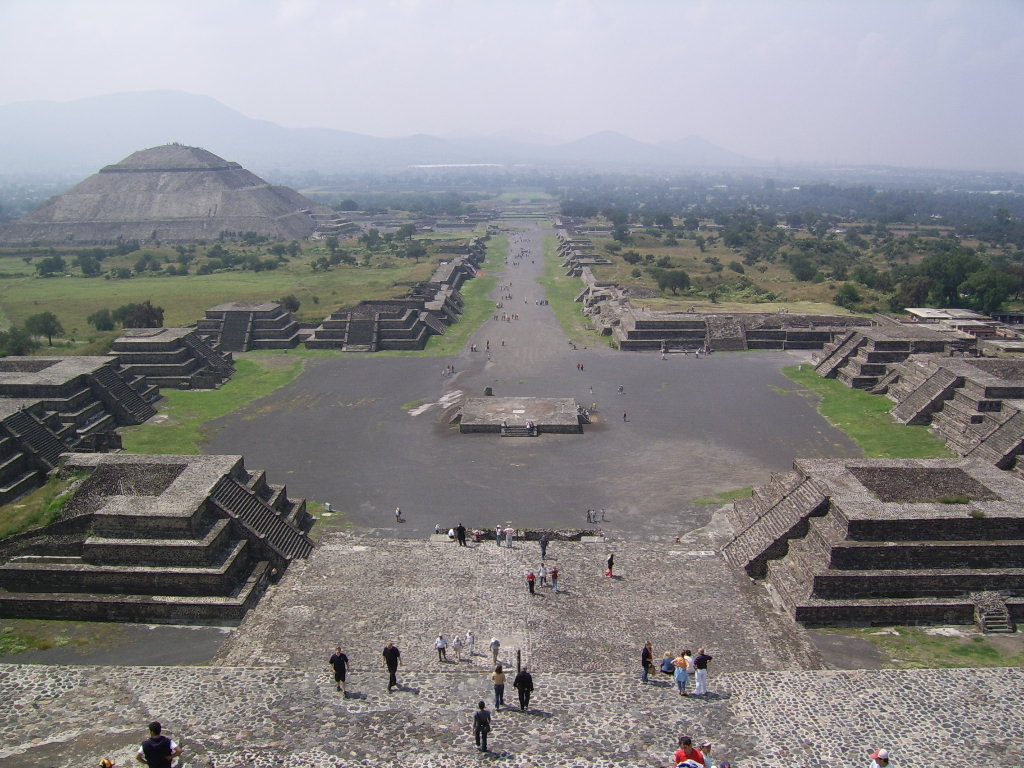
Von der Mondpyramide

Teotihuacán, die Ruinenstadt mit den mächtigen Pyramiden, etwa 50 Kilometer nordöstlich von Mexiko-Stadt, war die beherrschende Kultur der „klassischen“ Periode und der eigentliche Vorgänger des Aztekenreiches. Dort wohnten circa 300.000 Menschen, deren Einfluss sich über das ganze Land und weit nach Süden bis in das Gebiet der Maya auf der Halbinsel Yucatán und bis nach Guatemala erstreckte.
Zu ihrer Glanzzeit war Teotihuacán mit etwa 75 Tempeln und 600 Werkstätten vermutlich die gewaltigste präkolumbische Ansiedlung von ganz Amerika. Um 200 v. Chr. bis zum Beginn der christlichen Zeitrechnung erhielt die Stadt ihre wichtigsten Merkmale: die gewaltige Pyramide der Sonne und die Pyramide des Mondes wurden erbaut sowie die Calzada de los Muertos (Straße der Toten) angelegt. Die Ausdehnung der Stadt umfasst 23 Quadratkilometer, wovon allein das Zeremonialzentrum vier Quadratkilometer einnimmt. Die Pyramiden sind so gigantisch, dass man sie vor ihrer Freilegung für Berge hielt.
Die wuchtige „Pirámide del Sol“ (Sonnenpyramide) ist das alles überragende Wahrzeichen von Teotihuacán. Ihre Höhe von 70 Meter wurde, was die antiken Bauwerke Mexikos angeht, nur noch von Cholula übertroffen. Zweieinhalb Millionen Tonnen Steine wurden für ihre Errichtung bewegt, ohne Radwagen oder Lasttiere und ohne dass Metallwerkzeuge verwendet werden konnten – beides war den alten Kulturen Mexikos unbekannt. Ihre Grundfläche reicht an die der Cheops-Pyramide heran, aber wegen ihrer terrassenförmigen Bauweise und der flacheren Seitenpartien ist sie bei weitem nicht so hoch.
Am Ende der Straße der Toten erhebt sich die „Pirámide de la Luna“ (Mondpyramide). Sie ist kleiner und wurde etwas später, jedoch noch während der Periode von Teotihuacán I., erbaut und ist damit eine der ältesten des Landes. Die Bauweise ist ähnlich: vier schräge Stockwerke, die man über eine gewaltige Rampe betritt. Die Ruinen von Teotihuacán stehen seit 1987 auf der UNESCO-Liste des Weltkulturerbes.

### Parks

#### Xochimilco-Park

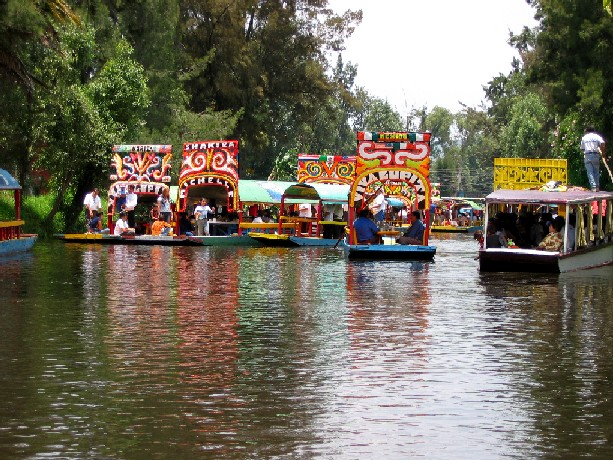
Xochimilco-Park

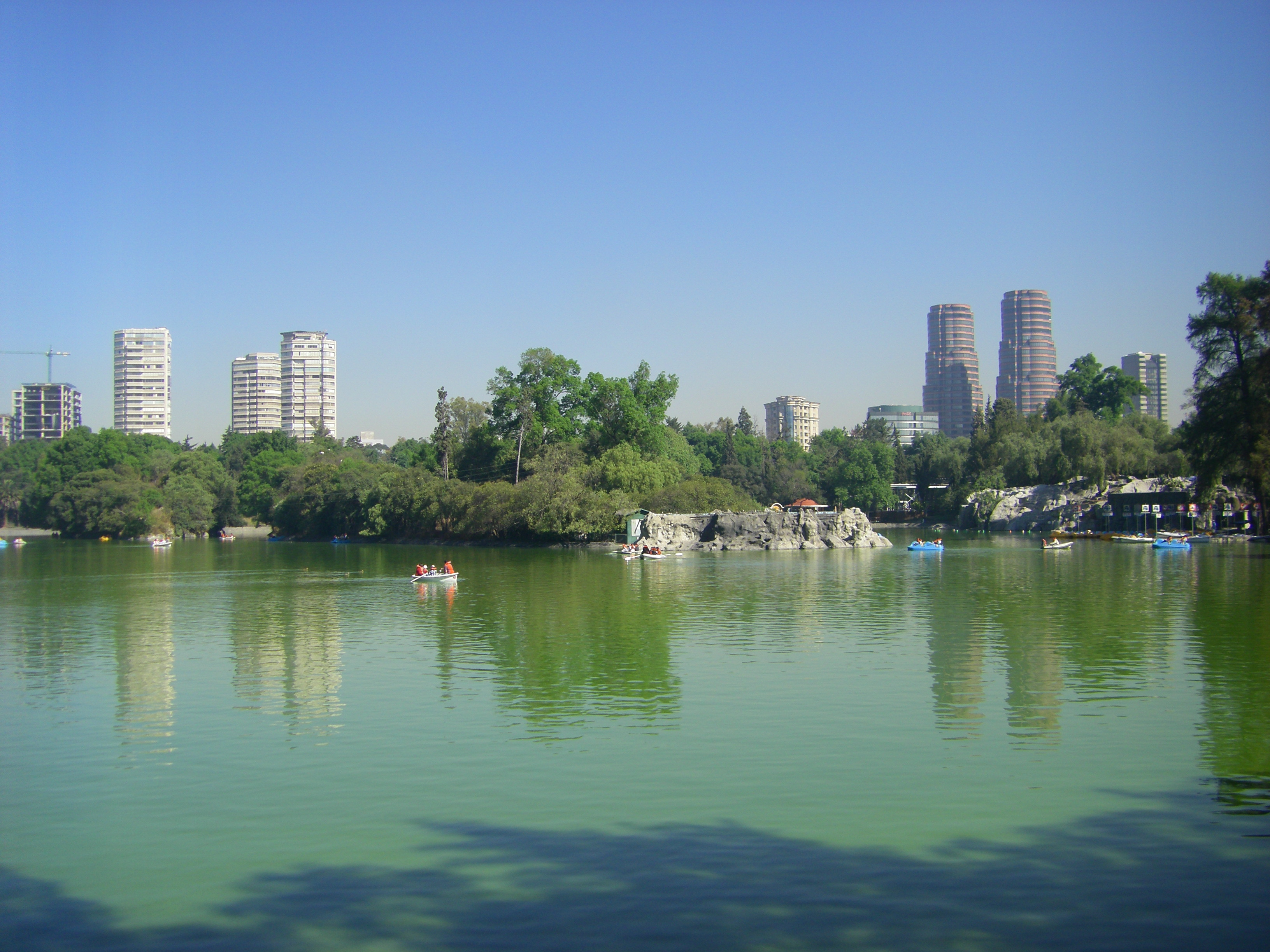
Lago Chapultepec

Zum UNESCO-Weltkulturerbe gehören seit 1987 die sogenannten „schwimmenden Gärten“ von Xochimilco (auf Nahuatl „Ort, wo die Blumen wachsen“). Im Jahre 1990 wurden die Wassergärten zum städtischen Ökologie-Park (Parque Ecológico de Xochimilco) ausgerufen. Kein anderes Stadtviertel erinnert so stark an die alte Stadt (wenn auch in idealisierter Form) wie Xochimilco mit seinen schwimmenden Kaufläden, Märkten und Farben.
Blumengeschmückte Boote mit Ausflüglern fahren durch die Kanäle. Frauen verkaufen von winzigen Kanus aus Blumen, Obst und warme Speisen, und ab und zu kommen auch größere Boote mit Marimba-Musikern und ganzen Mariachi-Gruppen vorbei, um gegen einen kleinen Obolus längsseits festzumachen und ein kleines Ständchen zu bringen. In den letzten Jahren wurden erhebliche Anstrengungen zur Reinigung der Kanäle und zur Aufrechterhaltung des sinkenden Wasserspiegels unternommen. Somit bleiben die Kanäle auch in Zukunft jedes Wochenende ein beliebtes Ausflugsziel für tausende Hauptstädter.
Der Markt – „mercado de xochimilco“ – ist wohl einer der buntesten, dichtesten und lautesten der Welt. Täglich entsteht ein Verkehrsstillstand durch Busse – „peseros“ – für die Xochimilco die Endstation unzähliger Routen ist.
Seit Mitte der 1990er Jahre ist die Puppeninsel touristisch erschlossen. In den Bäumen der Insel sind tausende teils verstümmelte Puppen aufgehängt worden.

#### Chapultepec-Park
Der Chapultepec-Park oder Bosque de Chapultepec umfasst eine Grünfläche von vier Quadratkilometern und ist die „grüne Lunge“ der Hauptstadt. Er besteht aus drei Abschnitten. Im größten und am weitesten östlich Gelegenen befinden sich die interessantesten Einrichtungen, darunter das „Museo Nacional de Antropologia“, das „Museo de Arte Moderno“, das „Museo Rufino Tamayo“ und der Zoo. An der Südseite der Reforma, gegenüber dem „Museo de Antropologia“, liegt der Lago Chapultepec.
Am Hügel von Chapultepec befindet sich das Schloss Chapultepec („Castillo de Chapultepec“). Davor steht das „Monumento a los Niños Héroes“, ein Ehrenmal für die Kadetten, die das Schloss gegen die US-Armee im Mexikanisch-Amerikanischen Krieg 1847 zu verteidigen suchten. Der Legende nach haben sich die letzten sechs Überlebenden in die Nationalflagge gehüllt von den Klippen zu Tode gestürzt, um nicht den feindlichen Truppen in die Hände zu fallen.
Das Castillo selbst wurde 1785 als Sommerresidenz des spanischen Vizekönigs erbaut. Bis dahin war es eine Einsiedelei, die nach dem Verschwinden des Aztekenherrschers errichtet worden war. Als Militärakademie wurde es bis zur Unabhängigkeit genutzt, die heutige Gestalt erhielt das Schloss auf Wunsch von Kaiser Maximilian, der es nach dem Muster seiner italienischen Villa umbauen ließ. Jetzt beherbergt es auf zwei Stockwerken das „Museo Nacional de Historía“ (Geschichtsmuseum).
Am westlichen Seeufer befindet sich der Haupteingang zum Zoo der Stadt, dem Zoológico de Chapultepec, der einen Großteil des Parkinneren einnimmt und in verschiedene Klimazonen aufgeteilt ist, darunter Wüste, Tropen, gemäßigte Mischwaldzone. Die meisten Käfige sind relativ geräumig und tiergerecht. Am interessantesten sind die Zooabteilungen, in denen die in Mexiko heimischen Tiere untergebracht sind, und das Gelände, das den Xoloitzcuintle, den unbehaarten und einzigen Nachkommen der vier präkolumbischen Hundearten, vorbehalten ist. Daneben sind weitere Tierarten aus aller Welt vertreten: Tiger, Bären, Löwen, Elefanten und Pandabären. Der Parque Zoológico war der erste Zoo der Welt, in dem Große Pandas Nachwuchs bekamen.
Im Laufe der Jahre kam am Westrand des ursprünglichen „Bosque de Chapultepec“ neue Parkabschnitte hinzu. Diese wurden manchmal noch als „Nuevo Bosques de Chapultepec“ bezeichnet, üblicherweise jedoch meistens als Segunda Sección, das heißt zweiter Abschnitt und Tercera Sección, das heißt dritter Abschnitt. In der Segunda Sección befinden sich das „Museo Tecnológico“, das „Papalote Museo del Niño“, das „Museo de Historía Natural de la Ciudad de México“, und „La Feria Chapultepec Mágico“ (größter Vergnügungspark der Stadt) und ein weiterer Vergnügungspark namens „Planeta Azul“.
Vom Museum für Naturgeschichte fährt der „Tren Escénio“ ab, eine Parkeisenbahn, die eine kurze Runde durch den Park dreht, vorbei an einigen Breiapfelbäumen und der Zeremonialstätte „Fuente Xochipilli“. In der Tercera Sección befindet sich der Panteón Civil de Dolores mit den Gräbern von Diego Rivera, José Clemente Orozco und anderen Persönlichkeiten. Auch befindet sich in diesem Abschnitt „El Rollo“ (ein Wasserpark mit Rutschen und Wellenbad) sowie „Atlantis“ (eine Art Zoo-Zirkus mit Meeressäugetieren und Seevögeln, von denen manche Dressurakte vorführen).

### Naturdenkmäler

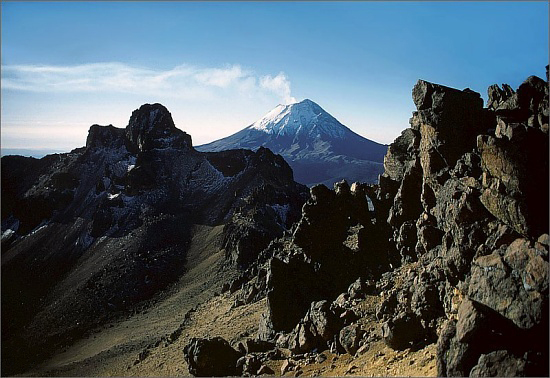
Popocatépetl

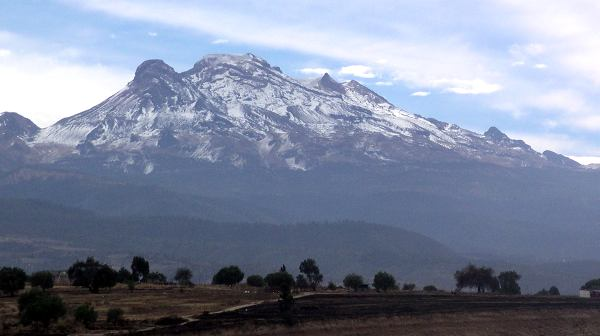
Iztaccíhuatl

Südöstlich von Mexiko-Stadt befinden sich die beiden schneebedeckten Vulkane Popocatépetl (5.452 Meter) und Iztaccíhuatl (5.285 Meter). Seit Beginn der vulkanischen Aktivität am 21. Dezember 1994 herrschte in der Region immer wieder Alarmstufe Gelb, und in den Orten der Umgebung wurden Verhaltensmaßregeln für den Fall einer Evakuierung angeschlagen. Am 19. Dezember 2000 kam es dann zum größten Ausbruch des Popocatépetl seit 1802. Glühende Gesteinsbrocken wurden aus dem Krater geschleudert, Staubwolken senkten sich auf die Hauptstadt nieder und einige Male musste der über 60 Kilometer entfernte Flughafen von Mexiko-Stadt für einige Stunden geschlossen werden.
Lavaströme rückten nicht weit vor, und so hatten nur die Bauern unter der Situation zu leiden, deren Gehöfte für mehrere Wochen evakuiert werden mussten, während das Vieh sich selbst überlassen blieb. Das Gebiet um den Popocatépetl bleibt zwar in einem Radius von zwei Kilometer für die Öffentlichkeit gesperrt, doch der „Parque Nacional de Volcanes“, der die beiden Vulkane umgibt, hat wieder geöffnet. Die 14 Klöster an den Hängen des Popocatépetl, von den spanischen Conquistadoren im 16. Jahrhundert errichtet, wurden 1994 zum UNESCO-Weltkulturerbe erklärt.
Die Namen der beiden Vulkane gehen auf eine aztekische Liebesgeschichte zurück: Popocatépetl („rauchender Berg“) war ein Krieger, Iztaccíhuatl („weiße Dame“) seine Geliebte, die Tochter des Kaisers. Als sie Popocatépetl im Kampf getötet glaubte, starb sie vor Kummer. Ihr Liebster kam aber unversehrt zurück; er legte ihren Leichnam auf einen Berg und blieb dort, um mit einer brennenden Fackel bis in alle Ewigkeit Wache zu halten.

### Sport
Fußball (fútbol) ist die beliebteste mexikanische Sportart. Die wichtigsten Spiele werden im Aztekenstadion („Estadio Azteca“) mit 87.000 Plätzen ausgetragen, dem Heimatstadion des erfolgreichsten mexikanischen Teams América („Las Aguilas“). Auch der Universitätsklub UNAM („Los Pumas“) kann mit zahlreichen Zuschauern rechnen, wenn er im 72.000 Zuschauer fassenden Olympiastadion („Estadio Olimpico“) gegenüber der Universität spielt. Cruz Azul (seit vielen Jahren von einer Zementfabrik gesponsert, daher „Los Cementeros“ genannt) spielt im „Estadio Azul“ mit 39.000 Plätzen.
Es werden jährlich zwei Meisterschaften ausgespielt, da es, im Unterschied zur Bundesliga, keine Hin- und Rückrunde, sondern zwei Turniere (Apertura und Clausura) mit Play-offs (Liguilla) gibt. Dabei entspricht die Apertura der Hinrunde und die Clausura der Rückrunde der Bundesliga. Die Apertura wird zwischen August und Dezember und die Clausura zwischen Januar und Ende Mai/Anfang Juni ausgespielt, so dass, in der Regel (und vor den Play-offs), jedes Wochenende zwei Spiele in Mexiko-Stadt ausgetragen werden. Zu den ganz großen Spielen gehört das Aufeinandertreffen von América aus Mexiko-Stadt und Chivas aus Guadalajara, der zweitgrößten Stadt des Landes.
Lucha libre, die mexikanische Form des Wrestling, zählt immer noch zu den begehrtesten Zuschauersportarten. An mehreren Abenden in der Woche finden allein in der Hauptstadt in über einem Dutzend Arenen vor einem fanatischen Publikum Ringkämpfe statt. Die größten Wettkampfstätten sind die „Arena Coliseo“ und die „Arena México“.
Der Stierkampf ist integraler Bestandteil des mexikanischen Lebens, und keine andere Veranstaltung schafft es, die Barrieren innerhalb der mexikanischen Gesellschaft so aufzuheben wie eine corrida de toros. Während der Stierkampfsaison (Ende Oktober bis Anfang April) finden jeden Sonntag in der riesigen Plaza México, mit 48.000 Plätzen die größte Stierkampfarena der Welt, Corridas statt.
1981 fand hier die Dreiband-Weltmeisterschaft für Nationalmannschaften statt, Sieger wurde Japan mit den Spielern Nobuaki Kobayashi und Jun’ichi Komori.

### Gastronomie

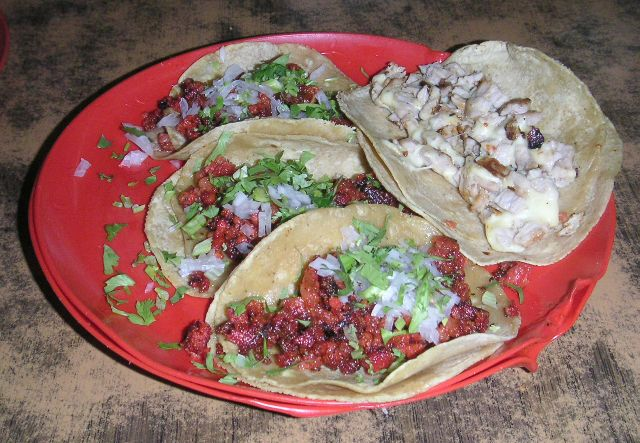
Verschiedene Tacos

Für die Küche der Hauptstadtregion typisch sind „Antojitos Mexicanos“, kleine Häppchen, die überwiegend aus Masa – dem Teig für Tortillas, einem dem Pfannkuchen ähnlichen Brotersatz aus Mais – hergestellt werden. Dazu gehören beispielsweise Tacos, kleine Tortillas mit Füllungen in allen möglichen Variationen, aber auch „Tortas“ (gefüllte Weizenbrötchen) und „Tostadas“ (frittierte, flache Tortillas mit Belag). Dazu werden dem Gast verschiedene Saucen wie Salsa Verde, Salsa Mexicana und Salsa Ranchera oder auch Guacamole gereicht. Verkauft werden die Antojitos in vielen Straßen der Hauptstadt an kleinen Ständen, wo es meistens Tacos in zahlreichen Variationen gibt. Besondere Tacofüllungen sind „Carne al Pastor“, Schweinefleisch, das wie Gyros oder Döner Kebab an einem Drehspieß zubereitet wird, und „Carnitas“, gebratenes und in Milch gekochtes Schweinefleisch, sowie „Chicharrón“, frittierte Schweineschwarte. Gern gegessen werden auch „Tamales“. Diese sind eine Mischung aus Masa, die meist mit Rindfleisch oder Huhn gefüllt und zum Teil auch mit verschiedenen pikanten Saucen begossen wird, um sie schließlich in Mais- oder Bananenblätter gewickelt zu garen.
Statt eines frühen Frühstücks, bei dem typischerweise nur Kaffee getrunken wird, essen Mexikaner meist zum „Almuerzo“, dem reichhaltigeren zweiten Frühstück, entweder Eiergerichte oder Chilaquiles, getrocknete und frittierte, meist dreieckige Tortillastücke („Totopos“) in einer milden roten oder grünen Chilisauce, zubereitet mit Zwiebeln, Sahne und Käse. Typisch ist mittags die „Comida corrida“, bestehend aus Suppe, Reis, Hauptspeise und gewöhnlich einem kleinen Dessert. Es ist ein preiswertes Mittagessen, das von Arbeitern und Angestellten genutzt wird. Das Abendessen ist dann einfach, meist nur ein Taco oder ein „Pan Dulce“ (süße Backware) mit einem Glas Milch oder Kaffee.
In der Stadt ist Essen aus allen Regionen des Landes erhältlich. Schmackhaft sind die berühmten „Chiles en Nogada“ aus der Gegend von Puebla, mit Rinder- und Schweinehackfleisch und Trockenfrüchten gefüllte große Pfefferschoten (chile poblano), die in einer Sauce aus Sahne und gehäuteten Walnüssen serviert und mit Granatapfelkernen bestreut werden. Aus Puebla und Oaxaca kommt „Mole“, eine reichhaltige Sauce, die meist mit Huhn serviert wird. Auch beliebt ist aus Jalisco der „Pozole“, ein eintopfartiges Gericht, mit Huhn oder Schweinefleisch und großen nixtamalisierten Maiskörnern. Neben den zahlreichen einheimischen Restaurants beherbergt Mexiko-Stadt auch Lokale mit chinesischer, US-amerikanischer, argentinischer, französischer und italienischer Küche. Preiswerte Restaurants, Cafés, Taquerias und Stände, an denen auch Getränke verkauft werden, befinden sich an fast jeder Straßenecke. Eine Spezialität stellen die mexikanischen Süßwaren dar, die seit über 140 Jahren in der Dulcería de Celaya angeboten werden.

### Handel

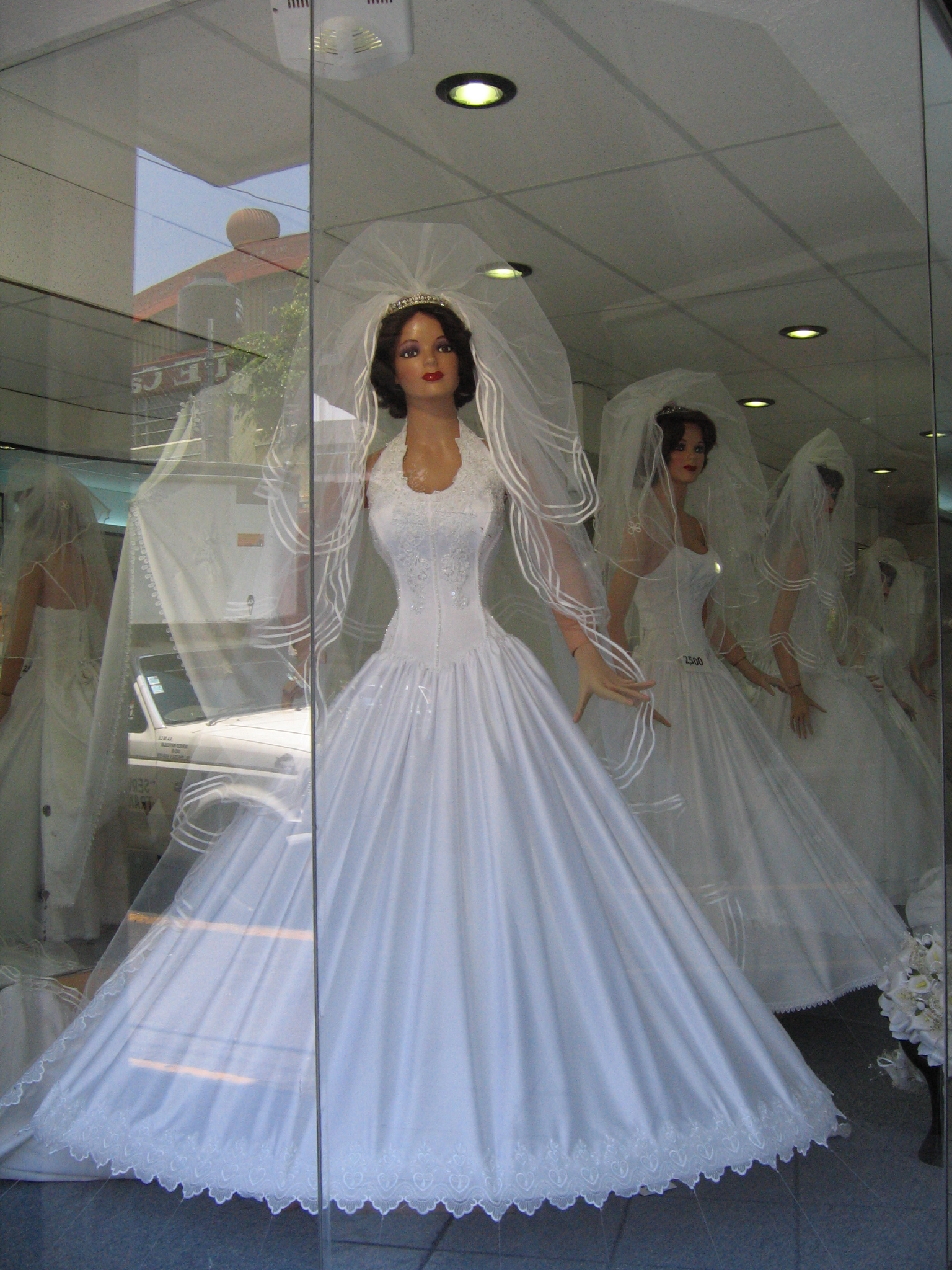
Mercado de Tepito

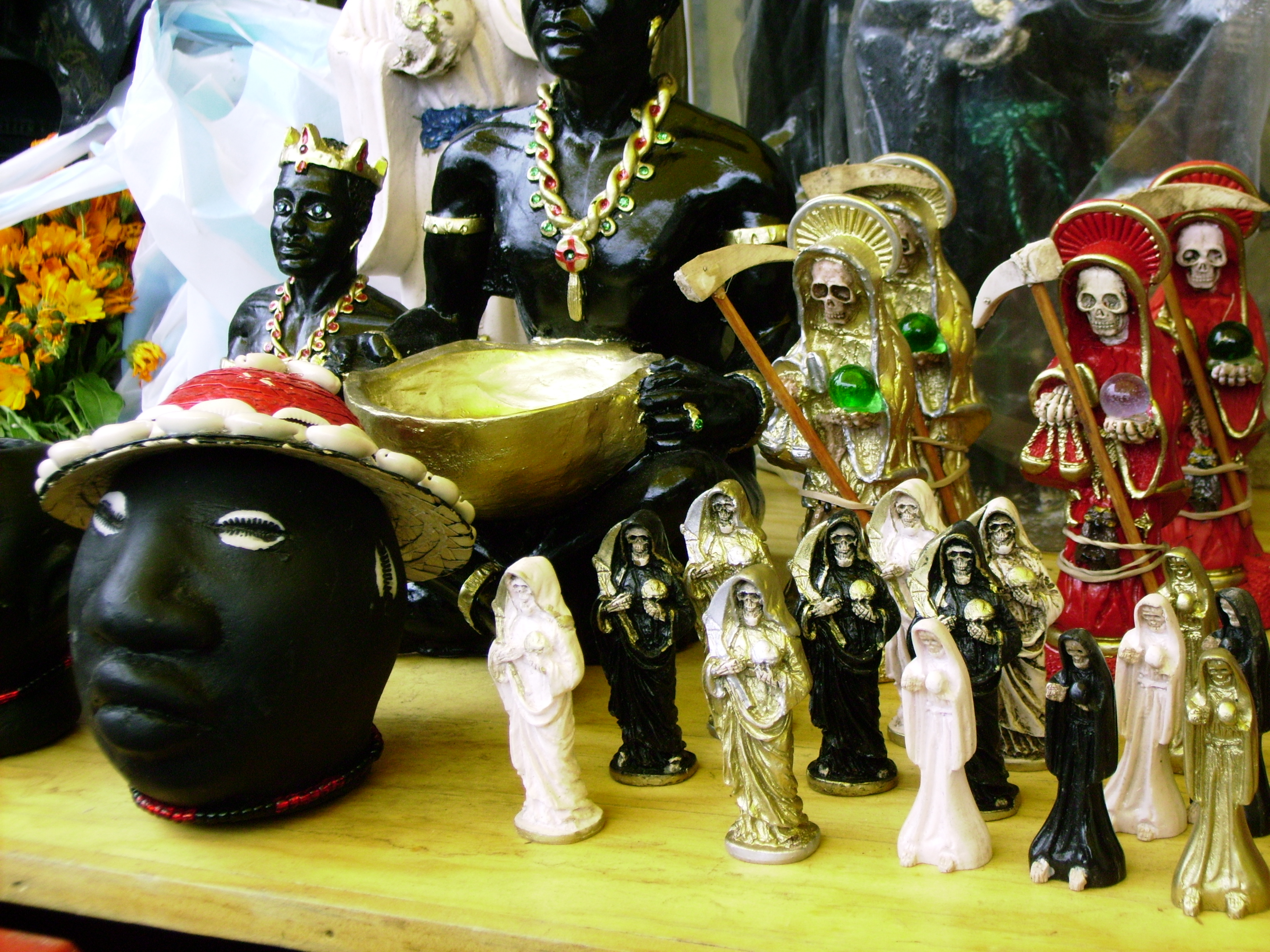
Mercado de Sonora

In der Hauptstadt findet sich alles, was im Land angeboten wird, darunter Märkte für Kunsthandwerk und traditionelle Gegenstände sowie Läden für Kunsthandwerk („Artesanía“). Eine Eigenart der Stadt sind die „Zunftgassen“: ganze Häuserblocks, die einem bestimmten Gewerbe vorbehalten sind. Diese Anordnung ist ein Beispiel für das aztekische Erbe – ihre Märkte waren nach Waren sortiert, und die Kolonialherren folgten diesem Beispiel.
Der „Bazar Sábado“ ist ein Kunsthandwerksmarkt in einer alten Hacienda in San Ángel. Hier kann besonderes Kunsthandwerk erstanden werden. Unmittelbar dabei, an der Plaza San Jacinto und der Plaza del Carmen, ist auch eine Malereiausstellung unter freiem Himmel zu sehen. Markt und Ausstellung werden fast den ganzen Sonnabend hindurch abgehalten. Am Sonntag ziehen die Maler und Künstler in den Parque Sullivan, unmittelbar nördlich der Zona Rosa. Interessant sind auch die „Coyoacán-Märkte“. Von den beiden Märkten findet ein Markt – mit vor allem Lebensmitteln im Angebot – täglich drei Querstraßen oberhalb der Plaza Hidalgo statt; auf dem anderen Markt wird Kunsthandwerk verkauft. Er wird sonntags direkt um den Zócalo aufgebaut und ist ein Treffpunkt der einheimischen Jugend. Unter anderem werden typisch mexikanische Kleidungsstücke und Silberschmuck angeboten.
„La Merced“, Izazaga San Pablo, ist der größte Markt der Stadt. Er besteht aus verschiedenen modernen Gebäuden, die trotz ihrer Größe dem Ansturm der Händler nicht gewachsen sind, die einen Stand aufstellen möchten. Den meisten Raum nehmen Lebensmittel ein, aber auch alles andere, was ein mexikanischer Markt anzubieten hat, ist dort zu finden. „Mercado de Sonora“, drei Querstraßen vom La Merced, ist bekannt für pflanzliche, magische Heil- und Wundermittel und die Curanderos (Schamanen), die dorthin kommen und ihre Dienste anbieten. Auf dem „Mercado San Juan“ werden kulinarische Spezialitäten aus aller Welt verkauft.
Einer der größten Märkte in Mexiko-Stadt ist der Markt „Tepito“, der sich im Norden des Stadtzentrums befindet. Das Angebot an Waren ist außergewöhnlich groß und reicht von Textilien über Elektrogeräte bis zu Plagiaten und Schwarzkopien aller Art. Allerdings ist die Kriminalitätsrate im Stadtteil Tepito mit seiner meist ärmeren Bevölkerung sehr hoch und alle paar Tage finden Großeinsätze der Polizei statt, die oft nur in Mannschaftsstärke in Tepito einrückt. Im Sommer 2002 starb auf dem Markt beispielsweise bei Schießereien rivalisierender Händler eine Besucherin und im Frühjahr 2003 kamen bei Bandenkämpfen 35 Menschen ums Leben. Im Mai 2003 kam es bei dem Versuch der Polizei, ein Labor für Produktpiraterie auszuheben, in Tepito zu blutigen Straßenschlachten zwischen den Sondereinheiten der mexikanischen Polizei und meist jugendlichen Händlern des Marktes.
Nordöstlich der Plaza Garibaldi liegt der Markt „La Lagunilla“. Er bietet hauptsächlich Antiquitäten, Kleidungsstücke und Süßwaren („chucherias“). Ein weiterer Markt, der sowohl von Einheimischen als auch von Touristen besucht wird, findet sich in der Nähe zur Zona Rosa. Dieser „Mercado de la Ciudadela“ verkauft nicht nur Kunsthandwerk aus ganz Mexiko, sondern auch „Artesanias“. Diese sind teilweise aus Oaxaca (beispielsweise Lehmkrüge) und zum Teil aus den anderen Regionen Mexikos. Ebenfalls im Stadtzentrum befindet sich der sogenannte „Chopo“. Hier treffen sich jeden Sonnabend Punks, Hippies, Goths und Angehörige weiterer Jugendsubkulturen, um Bücher, Accessoires, Musik, Kunst und Kleidung einzukaufen. Auf dem Chopo finden regelmäßig kleinere Punkkonzerte statt, der Eintritt ist frei.
Ende des 20. Jahrhunderts entstanden auch die typischen Einkaufszentren aus den USA („Malls“) mit Kaufhäusern und Boutiquen (Avenida Presidente Masaryk, Polanco) sowie einem Warenangebot aus aller Welt. Beispiele sind Plaza Satélite im Norden, Perisur im Süden und Centro Comercial Santa Fé im Westen der Stadt.

## Wirtschaft und Infrastruktur

### Wirtschaft

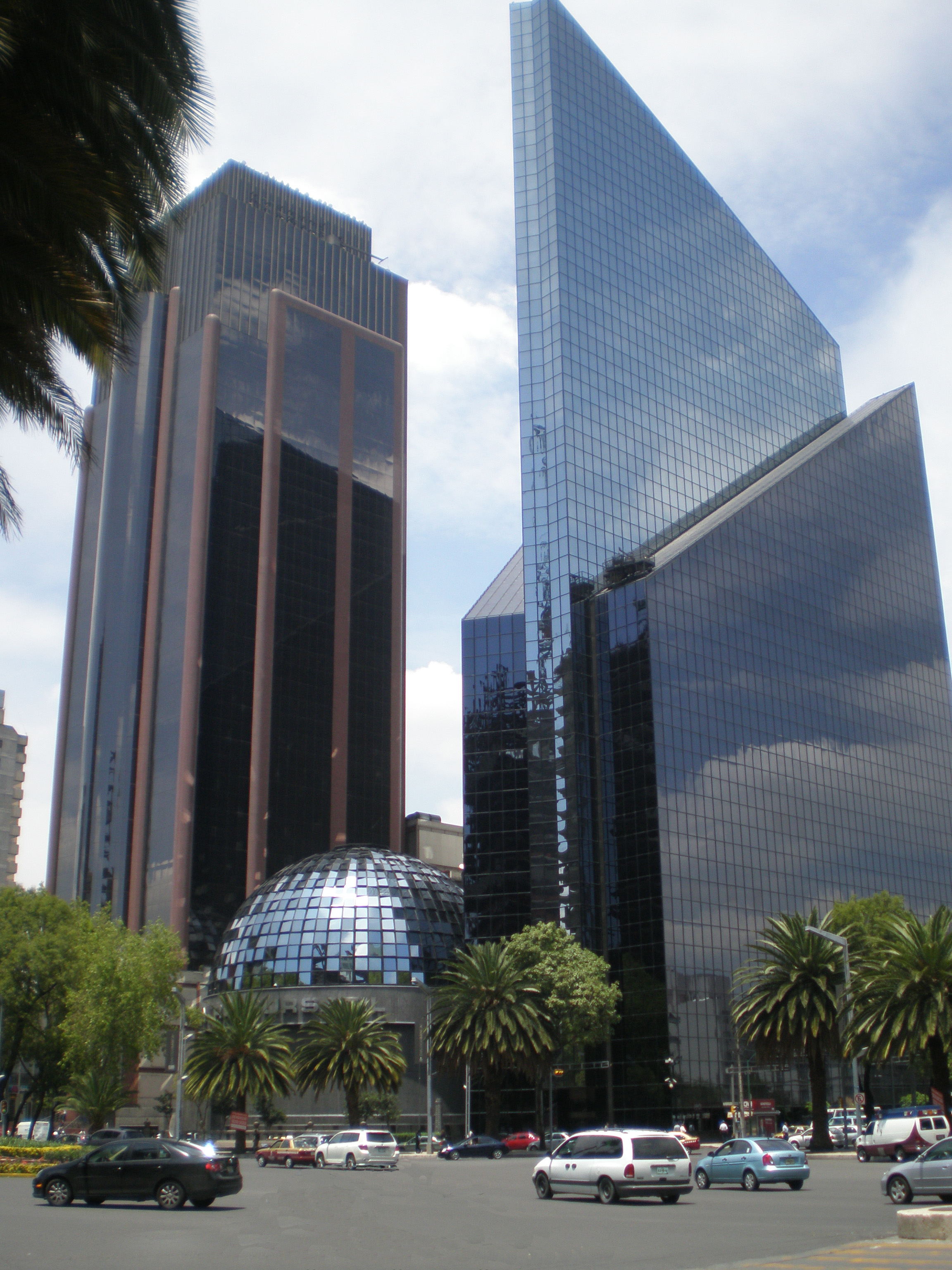
Börse von Mexiko-Stadt

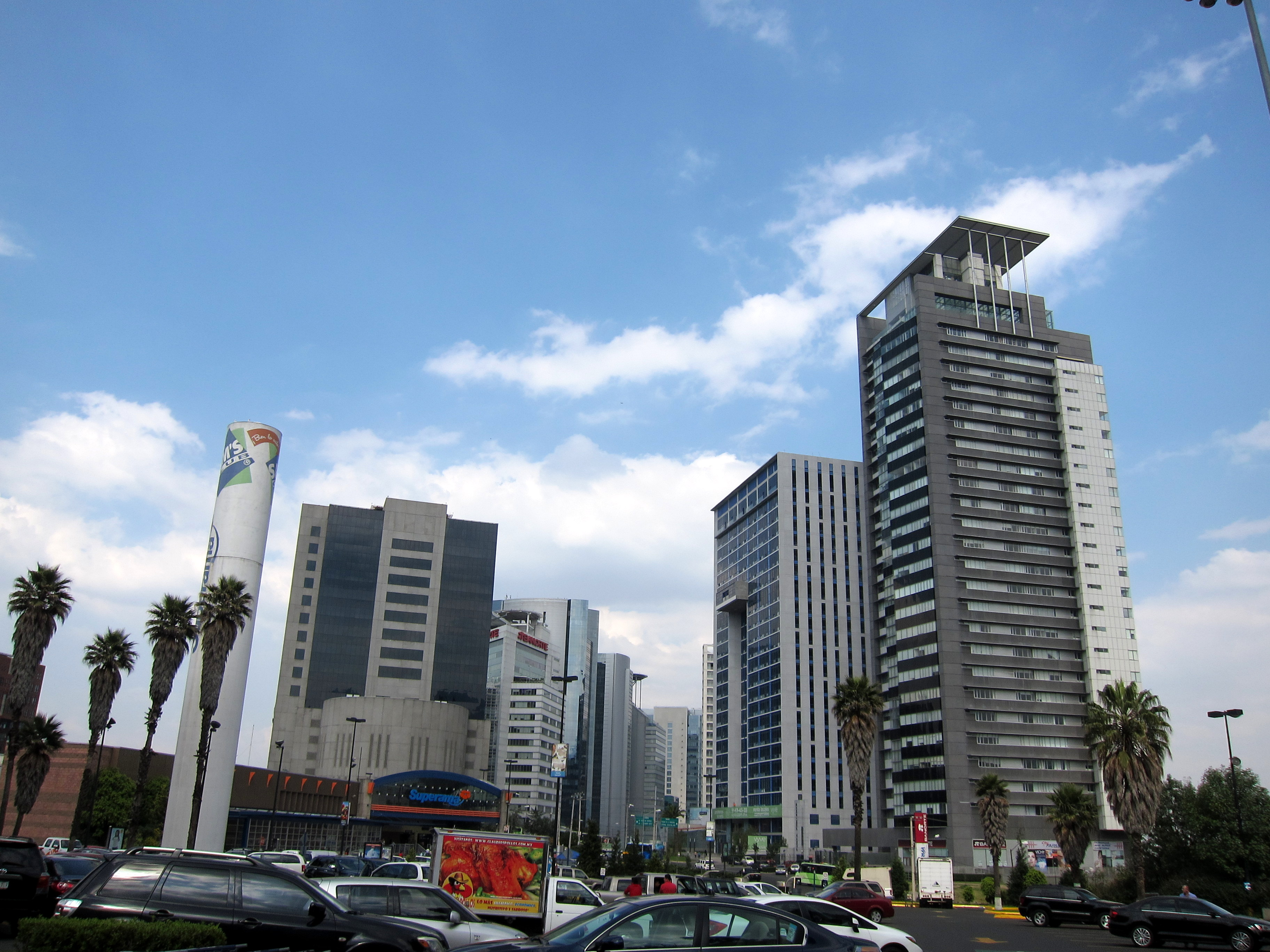
Santa Fe

Laut einer Studie aus dem Jahr 2014 erwirtschafte die weitere Region Mexiko-Stadt ein Bruttoinlandsprodukt von 404 Milliarden US-Dollar (KKP). In der Rangliste der leistungsstärksten Metropolregionen weltweit belegte sie damit den 19. Platz.
Mehr als die Hälfte der Industrieproduktion des Landes entsteht in Mexiko-Stadt selbst oder in der näheren Umgebung. Arzneimittel, Chemikalien, Textilien und Elektronikartikel, Stahl und Transportausrüstungen werden hier hergestellt sowie die verschiedensten Nahrungsmittel und Verbrauchsgüter der Leichtindustrie.
Für das Jahr 2018 wurde Mexiko-Stadt von der World Design Organization zum World Design Capital nominiert.
Mexiko-Stadt ist das Zentrum eines sich herausbildenden Industriegürtels, der sich von Guadalajara im Westen bis nach Veracruz an der Küste des Golfs von Mexiko im Osten erstreckt. Die Börse der Stadt ist eine der größten in Lateinamerika. Sie wurde 1886 als „Bolsa Mercantil de México“ gegründet, 2001 erhielt sie ihren heutigen Namen Bolsa Mexicana de Valores. Auch die sekundäre Börse, die Bolsa Institucional de Valores befindet sich hier.
Etwa 8,4 Prozent der Bevölkerung Mexikos lebte 2005 in der Hauptstadt und erzeugte 21,1 Prozent des nationalen Bruttoinlandsproduktes (BIP). Das Wirtschaftswachstum der Stadt betrug 2,0 Prozent (Mexiko = 3,0 Prozent). Das BIP pro Kopf lag bei 18.381 US-Dollar (Mexiko = 7.348 US-Dollar). Von den in Mexiko registrierten 7.754 Großunternehmen hatten 1.393 (18,0 Prozent) ihren Sitz in der Hauptstadt.
Die Wirtschaft wurde in den letzten Jahren stark dereguliert und privatisiert. Die Dominanz privater Firmen wächst ständig und die Privatisierung von Eisenbahn, Flughäfen und Banken geht ihrem Ende entgegen. Die Liberalisierung des Energiesektors schreitet weiter voran. In den Bereichen Telekommunikation und Petrochemie stehen noch Reformen aus. Die Haushaltslage ist fast ausgeglichen und die Verschuldung konstant.
Die offizielle Arbeitslosenquote lag 2008 im Jahresdurchschnitt bei 5,8 Prozent und damit deutlich über dem nationalen Durchschnitt von 3,8 Prozent. Die Entwicklung in der Hauptstadt verlief in den letzten Jahren folgendermaßen: 2001 (3,8 Prozent); 2002 (3,9 Prozent); 2003 (4,6 Prozent); 2004 (5,9 Prozent); 2005 (5,6 Prozent); 2006 (5,5 Prozent), 2007 (6,0 Prozent) und 2008 (5,8 Prozent). Es besteht eine starke Unausgewogenheit in der Reallohnverteilung. So lebt etwa ein Drittel der Bevölkerung unter der Armutsgrenze.
Das schnelle Wachstum von Mexiko-Stadt hat zahlreiche Schwierigkeiten hervorgerufen, wie unter anderem eine bedrohliche Luftverschmutzung, bedingt durch die große Anzahl der Autos und Industriebetriebe sowie eine immer unzureichendere Wasserversorgung. Die Stadt steht seit Jahren vor dem großen Problem der Befriedigung der exorbitanten Wassernachfrage von 300 Liter pro Tag und Kopf. Durch die übermäßige Entnahme von Grundwasser unterhalb der Stadt senkte sich der Boden um teilweise bis zu zehn Meter. Das führte zu Schäden an Gebäuden und an Wasser- und Abflussleitungen, aber auch zu einer erhöhten Überschwemmungsgefahr. Des Weiteren verliert die Stadt etwa 40 Prozent ihres Wassers durch das völlig marode Röhrennetz. Mexiko-Stadt wird heute von weit entfernt liegenden Quellen außerhalb des Hochtales zusätzlich mit Wasser versorgt. Moderne mehrstöckige Gebäude werden gegenwärtig auf riesigen Stahl- und Betonpfeilern erbaut, um ihr Absinken zu verhindern.

### Verkehr

#### Fernverkehr

##### Autobahnen

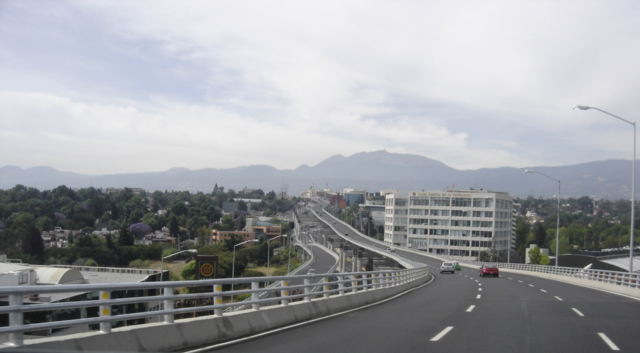
Autobahnring „Anillo Periférico“

Die Hauptstadt ist über Autobahnen (Autopista) mit allen großen Städten des Landes verbunden. Die Trassen führen nach Santiago de Querétaro (211 Kilometer) im Nordwesten, Toluca (65 Kilometer) im Westen, sowie Cuernavaca (85 Kilometer), Cuautla (120 Kilometer) und Oaxtepec (80 Kilometer) im Süden. Weitere Strecken verbinden Mexiko-Stadt mit Puebla (127 Kilometer) im Osten, sowie Texcoco (15 Kilometer), Tulancingo (100 Kilometer) und Pachuca de Soto (91 Kilometer) im Nordosten.
Die Autobahnen sind meistens gebührenpflichtig (de cuota) und werden von privaten Investoren zusammen mit dem Staat gebaut und betrieben. Da die Maut sehr hoch ist, sollen in Zukunft neue Projekte, darunter die Nordumgehung von Mexiko-Stadt, generell mit niedrigerer Maut betrieben werden.
Das Autobahnnetz der Hauptstadt ist seit Mitte des 20. Jahrhunderts erheblich erweitert worden. Bereits in den 1950er Jahren war der westliche Teil des Anillo Periférico, einer Ringautobahn, in Betrieb, die inzwischen völlig fertiggestellt wurde. Über einem Teil des westlichen Abschnitts des Periférico wurde ein zweites Stockwerk errichtet. Die Agglomeration ist mittlerweile über den früher außerhalb der Stadt gelegenen Periférico hinausgewachsen und hat die teilweise achtspurige Autobahn vereinnahmt. Im Stadtgebiet wurden ferner noch vorhandene Wasserläufe in unterirdische Röhren verlegt, die Flussbetten in Schnellstraßen (Circuito Interior, Viaducto) umgewandelt. Große Straßenzüge im Stadtgebiet wurden zu Einbahnstraßen erklärt und werden als Achsen (Ejes) bezeichnet, die nach Richtung und einer Nummer unterschieden werden. Sie weisen zwischen 6 und 8 Fahrbahnen auf.

##### Eisenbahnverkehr
Infolge der Privatisierung der mexikanischen Bahngesellschaft Ferrocarriles Nacionales de México wurde der Eisenbahnreiseverkehr auf allen Strecken von und nach Mexico-Stadt bis 1999 eingestellt. Den einzigen Hinweis darauf, dass er jemals existierte, gibt eine Dampflokomotive vor dem ehemaligen Bahnhof Buenavista. Voraussichtlich 2027 soll von dort wieder Personenfernverkehr nach Santiago de Querétaro sowie Pachuca aufgenommen werden.
Dagegen findet bis heute Eisenbahngüterverkehr auf mehreren Strecken in die Stadt hinein statt. Ihm dient der Rangierbahnhof Terminal Valle de México (TVM) im Norden der Stadt.

##### Flugverkehr

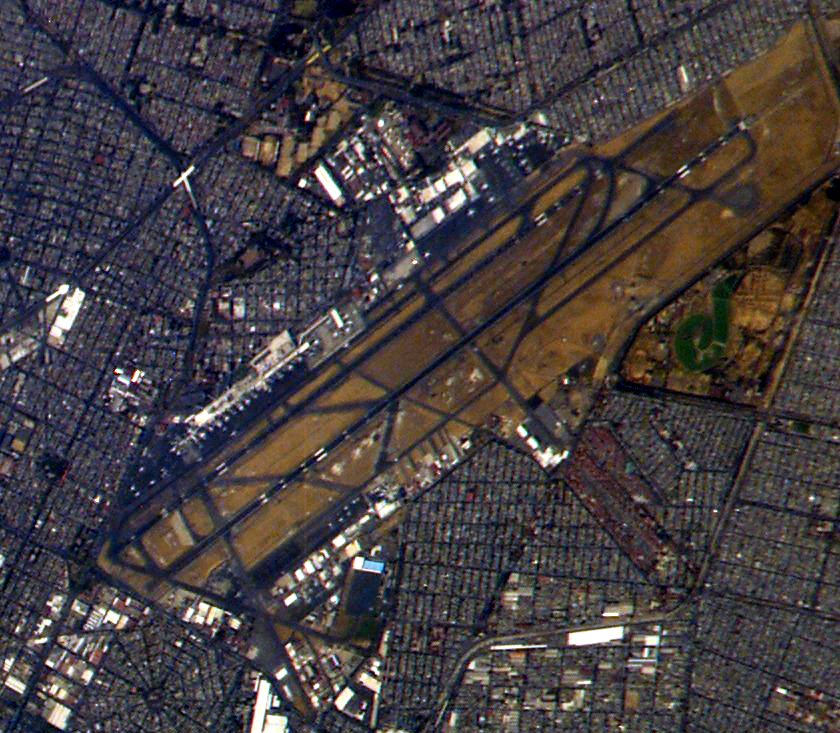
Luftaufnahme des Flughafens „Benito Juárez“

Der internationale Flughafen Mexiko-Stadt ist der geschäftigste in Lateinamerika und zählt weltweit zu den bedeutendsten nach Flugbewegungen und Frachtumsatz. In Bezug auf den Passagierdurchsatz belegte er 2006 weltweit Platz 44. Obwohl er keinen offiziellen Namen hat, wird er umgangssprachlich nach Benito Juárez benannt, dem Staatsmann und Präsidenten Mexikos von 1861 bis 1872.
Inzwischen hat der Flughafen die Grenzen seiner Kapazität erreicht. Er liegt fünf Kilometer östlich des Zócalo, weit innerhalb der Stadtgrenzen und ist mit Abstand der größte Flughafen des Landes. Zu seiner Entlastung war der Bau eines weiteren Flughafens im Einzugsgebiet der Stadt vorgesehen. Im Juli 2002 wurde nach heftigen Protesten durch die Bewohner betroffener Siedlungen dieser Plan fallen gelassen. Ende 2014 wurde der Plan neu aufgenommen, der Bau des neuen Flughafen Mexikos wurde im Lago de Texcoco begonnen. Die Bauarbeiten wurden im Jahr 2018 jedoch überraschend eingestellt und nicht weiter verfolgt. Als Ausweichflughafen war unter anderem der Flughafen von Puebla in der Nähe von Huejotzingo vorgesehen, der jedoch kaum eigenen Flugverkehr aufweist. Außerdem wurde der Militärflughafen Santa Lucía zum Flughafen Felipe Ángeles ausgebaut. Dieser eröffnete 2022 und soll den bisherigen Flughafen von Mexiko-Stadt ergänzen.
Beim Flugunfall einer Boeing C-97 Stratofreighter 1987 stürzte diese im Stadtgebiet ab. Fünf Insassen kamen ums Leben, am Boden gab es 44 Todesopfer.

##### Überlandbusverkehr

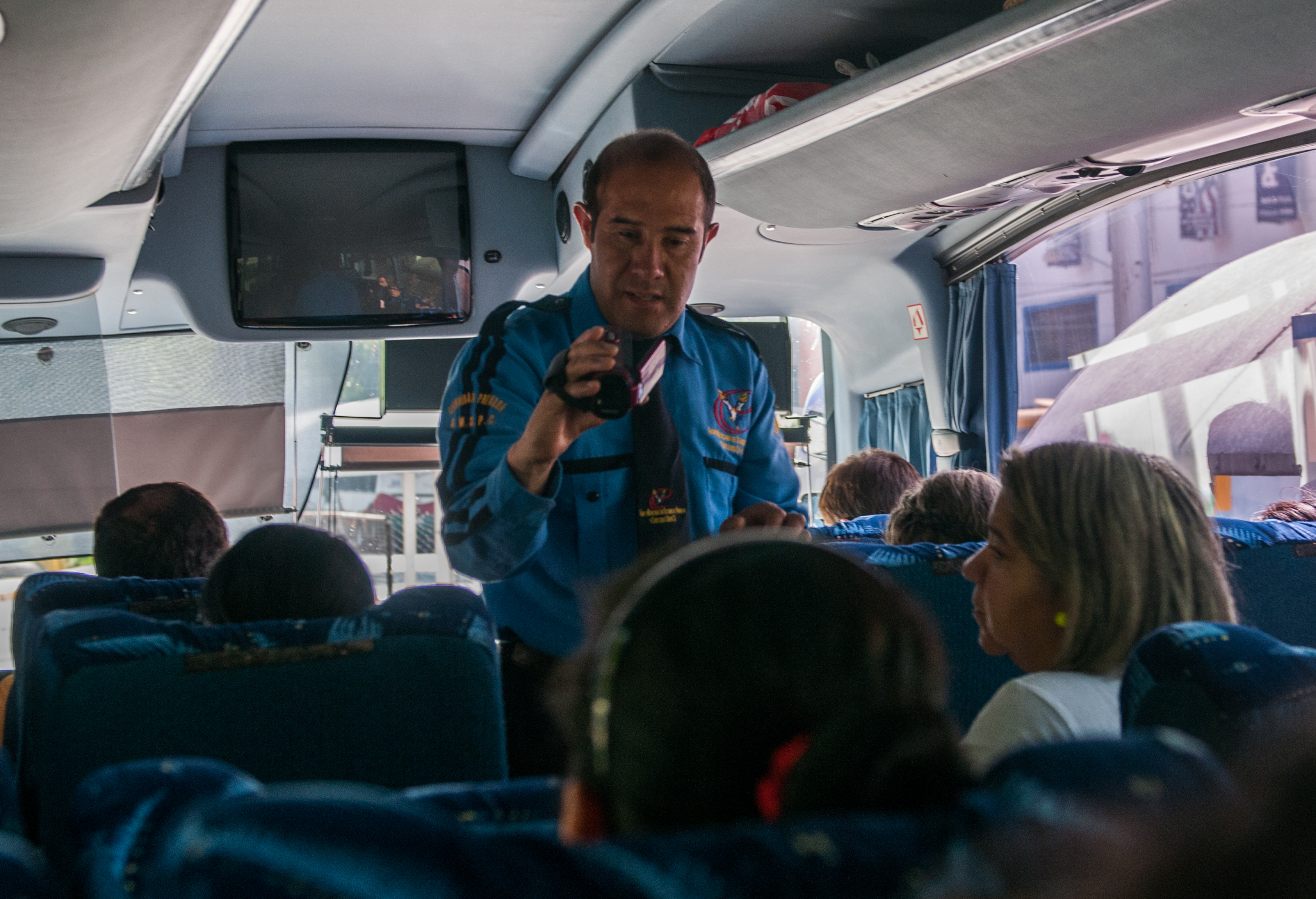
Bei Überlandfahrten werden die Buspassagiere gefilmt.

Mexiko-Stadt besitzt vier große Überlandbusbahnhöfe, einen für jede Himmelsrichtung. Zahllose konkurrierende Busgesellschaften fahren die Busbahnhöfe an. Der größte Busbahnhof ist der „Terminal del Norte“, im Norden der Stadt, der die Grenze zu den USA und alles, was nur ungefähr in nördlicher Richtung liegt, einschließlich Guadalajara und Morelia, bedient. Vom „Terminal de Autobuses de Pasajeros de Oriente“, kurz TAPO, im Osten, fährt man nach Puebla, an die Golfküste im Staat Veracruz, aber auch nach Oaxaca, Chiapas und zur Halbinsel Yucatán; sogar nach Guatemala gelangt man von dort.
Der Busbahnhof „Central de Autobuses del Sur“ liegt im Süden. Von dort fahren die Überlandbusse Richtung Pazifikküste – insbesondere nach Cuernavaca, Taxco de Alarcón, Acapulco und Ixtapa Zihuatanejo – ab. Der westliche Busbahnhof, der „Terminal Central Poniente“ ist der kleinste von allen und verbindet Mexiko-Stadt in erster Linie mit Toluca. Weitere langsamere Busse verkehren via Toluca nach Morelia, Guadalajara, und zu anderen Zielen in Jalisco und Michoacán. Auch nach Pátzcuaro, Uruapán, Valle de Bravo und Querétaro. Alle Busbahnhöfe liegen in unmittelbarer Nähe einer U-Bahn-Station.
Bei längeren Fahrten ins Umland der Stadt oder weiter weg halten die Busse am Stadtrand und werden von bewaffneten Organen (Armee, Polizei, private Firmen) kontrolliert. Dabei laufen Beamte durch den Bus und filmen jeden Fahrgast, fordern dazu auf, dass jeder in die Kamera sieht. Die großen Busbahnhöfe sind mit Sicherheitskontrollen wie Flugplätze ausgestattet, die Kontrollen sind jedoch etwas weniger streng. Personen, die offensichtlich Touristen sind, werden auch bei piependen Detektoren durchgewinkt.

#### Nahverkehr

##### Schienenverkehr

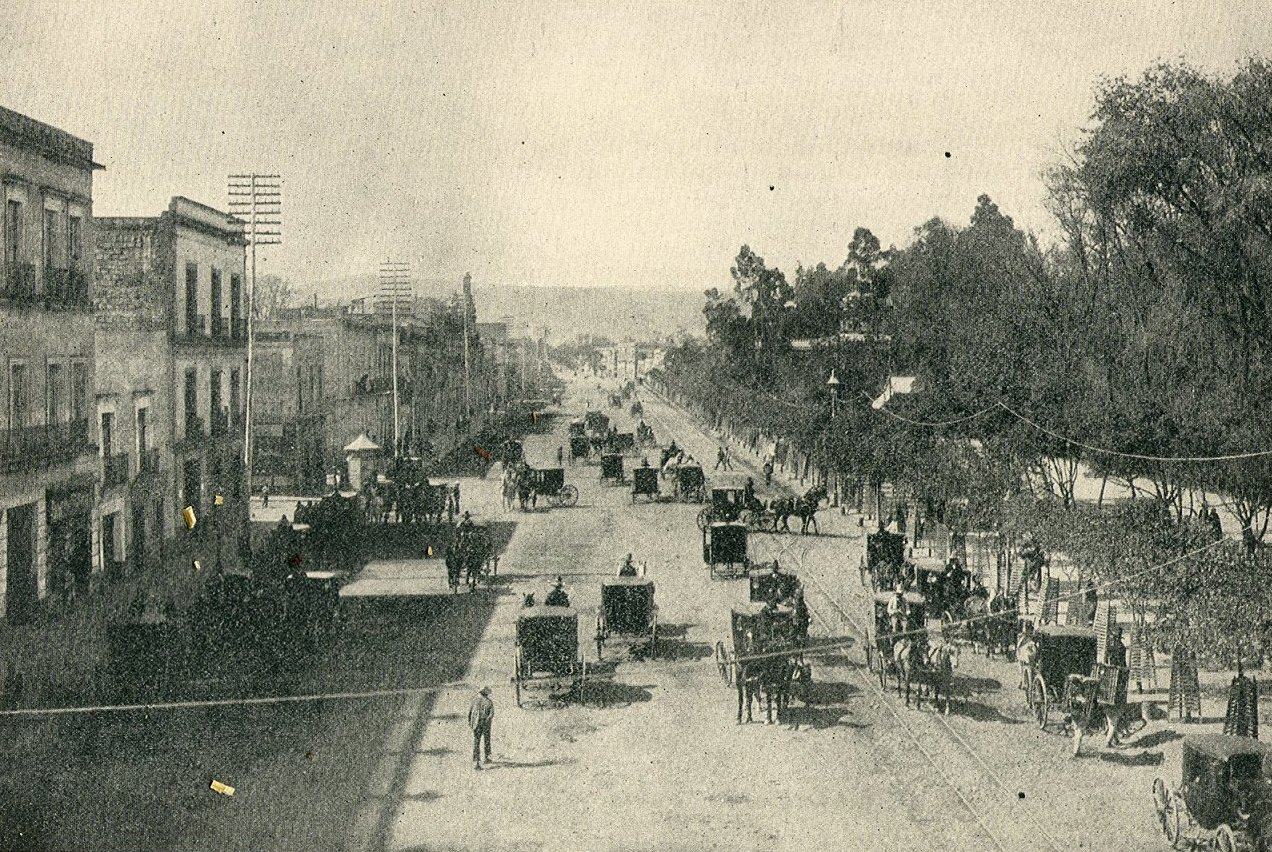
Straßenszene um 1890

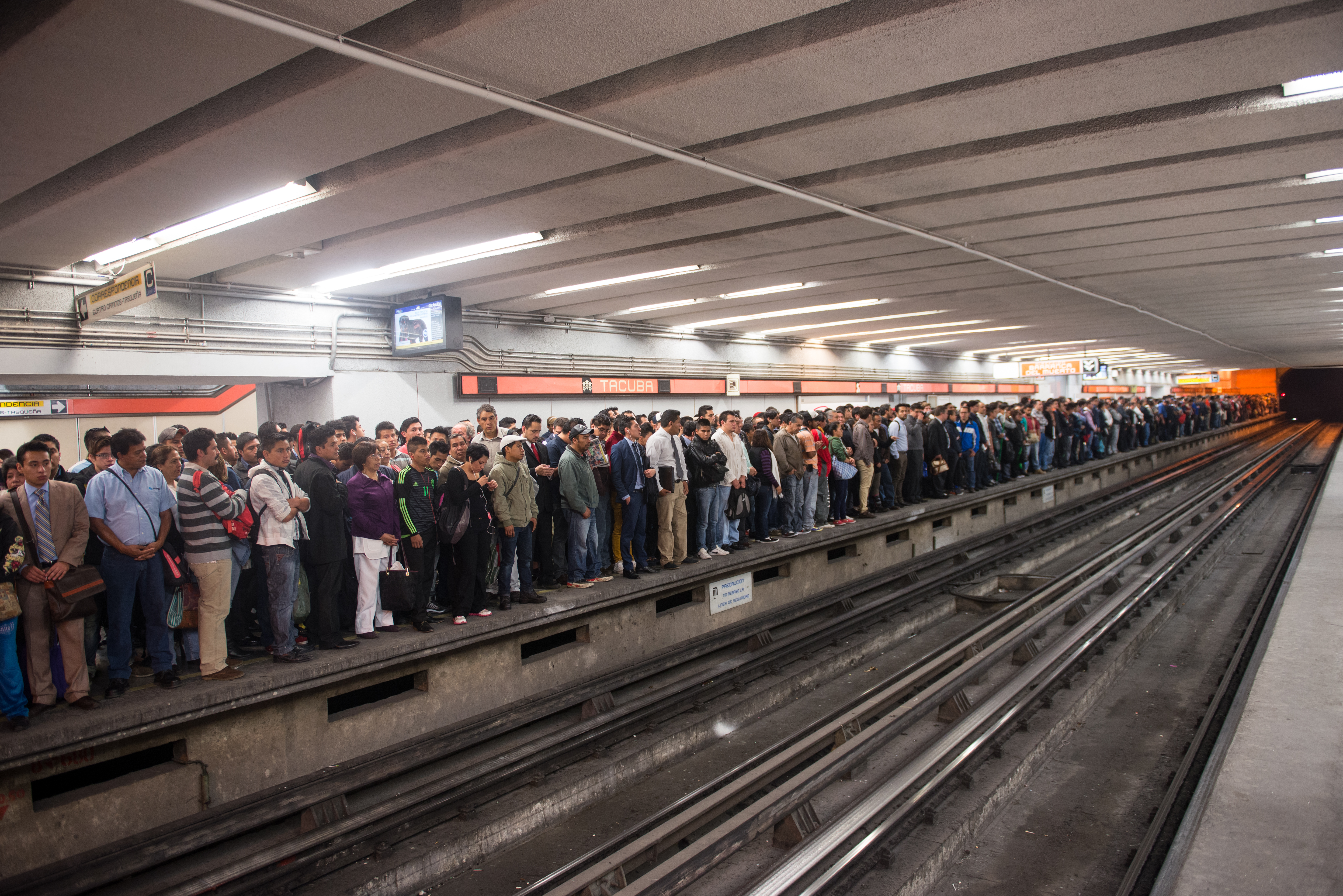
Die Metro ist zu fast allen Tageszeiten sehr ausgelastet, oft auch überfüllt.

Die erste Pferdestraßenbahn in Mexiko-Stadt fuhr am 12. Dezember 1857 und die erste elektrische Straßenbahn am 15. Januar 1900. Das früher umfangreiche Netz wurde auf einen 18 Kilometer langen Streckenabschnitt reduziert und zur Stadtbahn umgebaut. Dieser Tren ligero de la Ciudad de México („leichter Zug“) verkehrt zwischen dem U-Bahnhof Tasqueña (der südlichsten Endhaltestelle der Linie 2) hinweg über der Erde Richtung Süden bis Xochimilco. Die Bahn wird von einer anderen Gesellschaft als die Metro betrieben, gemeinsame und durchgehende Fahrkarten zum Netz der U-Bahn existieren nicht.
Der Verkehr in der Stadt ist vor allem in der Hauptverkehrszeit oft blockiert – teilweise bedingt durch die engen Straßen. Um den Straßenverkehr zu entlasten, wurde am 5. September 1969 der erste Streckenabschnitt der U-Bahn in Betrieb genommen. Der größte Teil des U-Bahn-Netzes entstand nach französischem Vorbild als Métro sur pneumatiques mit luftbereiften Wagen, zusätzlichen Laufbahnen neben den Fahrschienen und senkrechten Führungsschienen, die gleichzeitig als Stromschienen genutzt werden. Nur die vergleichsweise jungen Linien A und 12 sind klassische Stahlrad-U-Bahn-Linien mit Fahrleitung und Dachstromabnehmern. 
Der Bau sorgte nur anfangs für eine Besserung der Verkehrsprobleme. Die Metro verkehrt heute auf zwölf Linien und einem Gesamtnetz von 200,9 Kilometern und wurde einst zu einem der größten und leistungsfähigsten U-Bahnsysteme der Welt entwickelt. Heutigen Standards kann das U-Bahnsystem jedoch nicht im Ansatz genügen. Die Nahverkehrsdichte ist in den letzten 20 Jahren nicht proportional mit der Bevölkerung gewachsen, was als Ergebnis ein vollkommen überfordertes Metronetz hervorbrachte.
Dennoch stellt die U-Bahn – bei Einhaltung gewisser Vorsichtsmaßnahmen – auch für Touristen das effizienteste Fortbewegungsmittel dar. Mit einer Fahrkarte kann unter Benutzung mehrerer Linien die komplette Stadt in etwa einer Stunde durchquert werden, was in Anbetracht des starken Autoverkehrs und den enormen Ausdehnungen der Metropole sehr schnell ist.
Unverwechselbar ist das System der Zuordnung von aussagekräftigen farbigen Symbolbildern zu jeder der 195 U-Bahn-Stationen, das ursprünglich der hohen Rate an Analphabetismus in Mexiko-Stadt Rechnung tragen sollte. Bei seiner Einführung war dies weltweit einmalig, zwischenzeitlich ist dies Standard im gesamten Land. Präsentationen archäologischer Ausgrabungsfunde sind in den Bahnhöfen teilweise zu besichtigen.
Am 3. Mai 2021 kam es zu einem schweren U-Bahn-Unglück, bei dem mindestens 23 Menschen ums Leben kamen und rund 70 Menschen verletzt wurden. Beim Einsturz einer U-Bahnbrücke stürzten mehrere Wagen auf eine befahrene Straße.
Da das Metro-System die Grenzen der politischen Einheit Mexiko-Stadt nicht überschreitet, fehlten lange Zeit jegliche schnelle und leistungsfähige Massenverkehrsmittel in die anschließende Metropolregion. Zum 1. Juni 2008 wurde ein erster Teil eines Schnellbahnnetzes „Tren Suburbano del Valle de México“ eröffnet, der den aufgegebenen Hauptbahnhof Buenavista mit Cuautitlán verbindet und eine Länge von 26 Kilometern hat. Die Züge verkehren auf der Trasse der seit 1978 in Bau befindlichen ersten zweigleisigen, elektrifizierten Bahnstrecke nach Santiago de Querétaro, die aber bisher nie effektiv längerfristig betrieben wurde. Eine Zweigstrecke dieser Linie zum Flughafen AIFA über weitere 23 Kilometer wird im Dezember 2025 in Betrieb gehen.
Im September 2023 wurde El Insurgente eröffnet, eine knapp 50 Kilometer lange Schnellbahnstrecke vom westlichen Stadtrand in Santa Fe bis nach Toluca. Eine über 8 Kilometer führende Verlängerung von Santa Fe in die Stadt hinein mit Anschluss an das U-Bahn-Netz wird im Dezember 2025 in Betrieb gehen.

##### Straßenverkehr

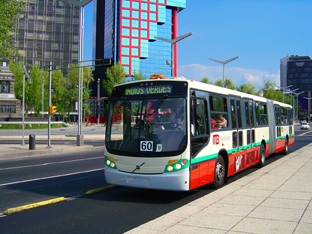
Metrobús

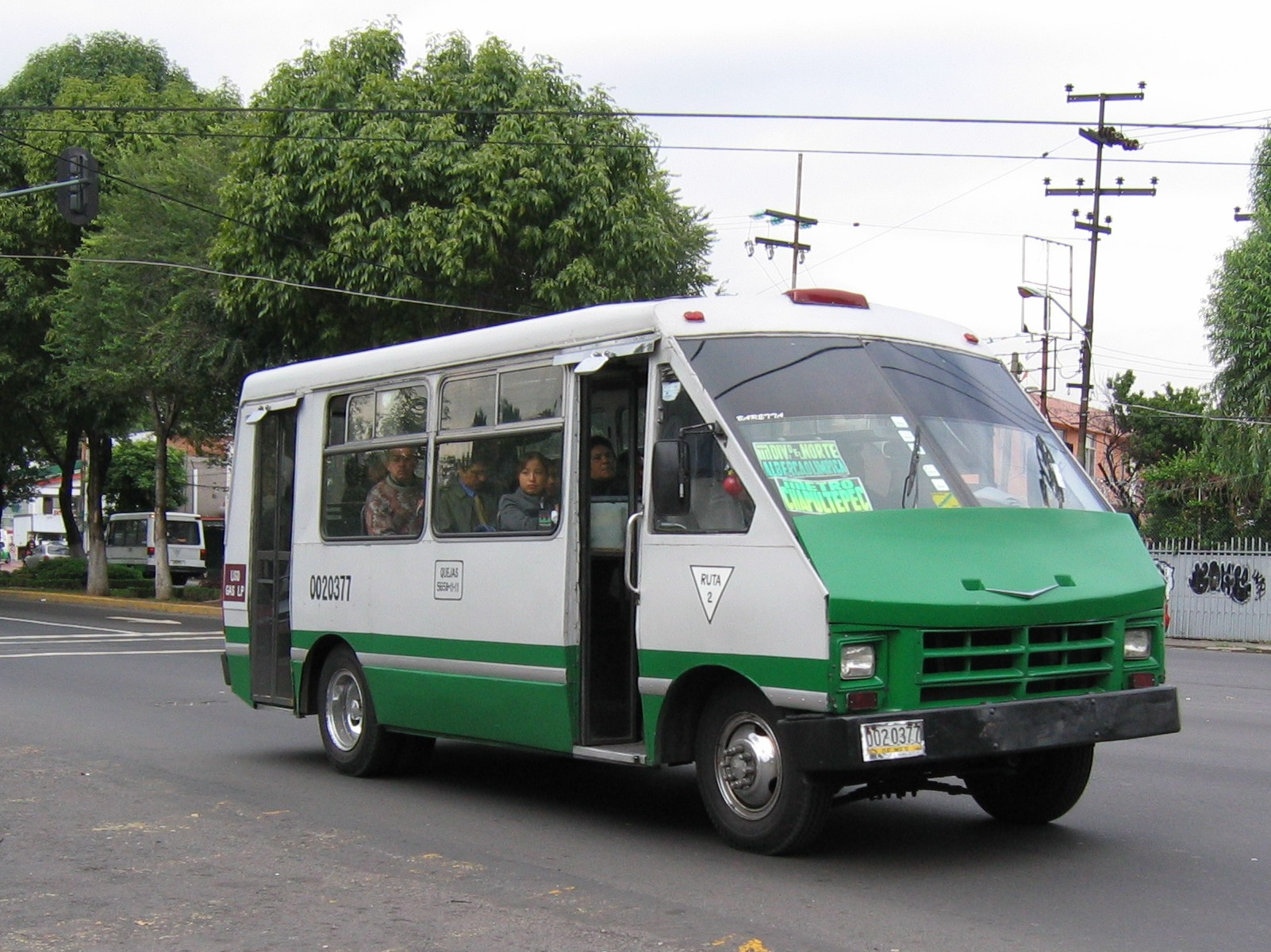
Kleinbus

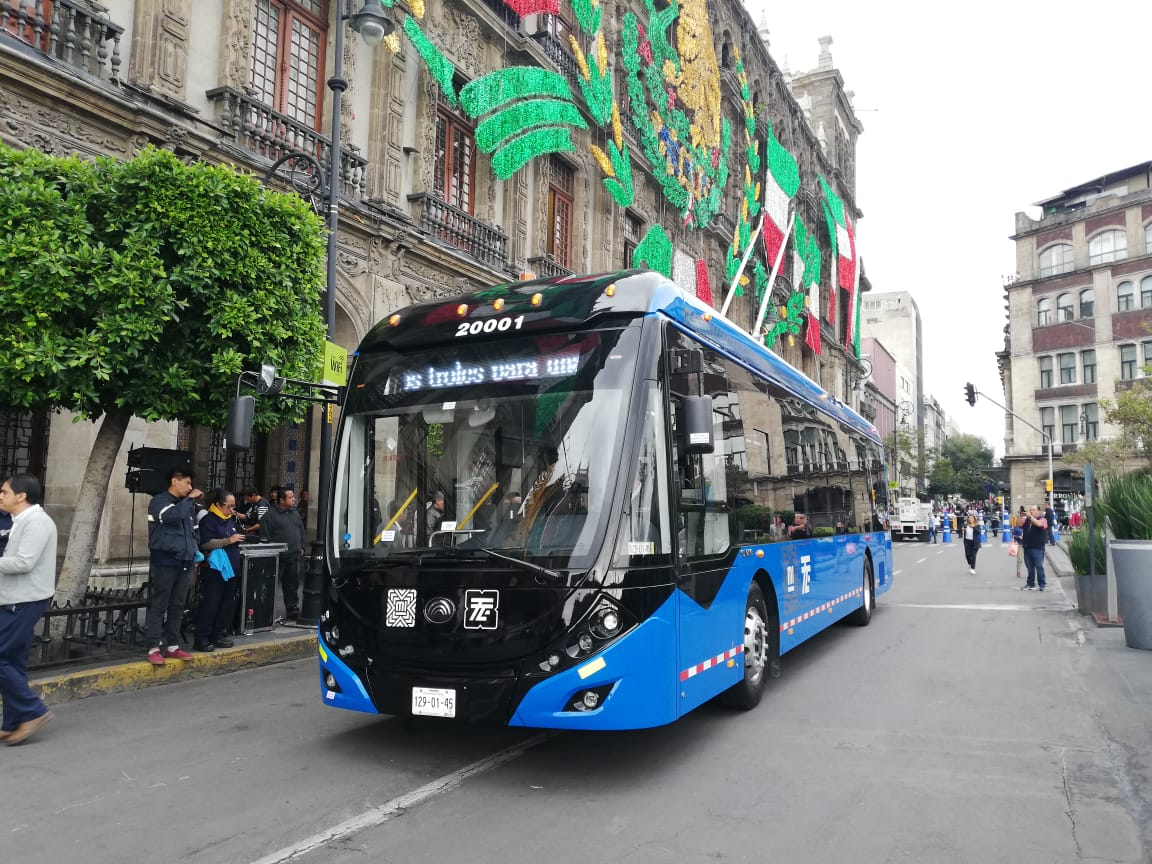
Trolebús

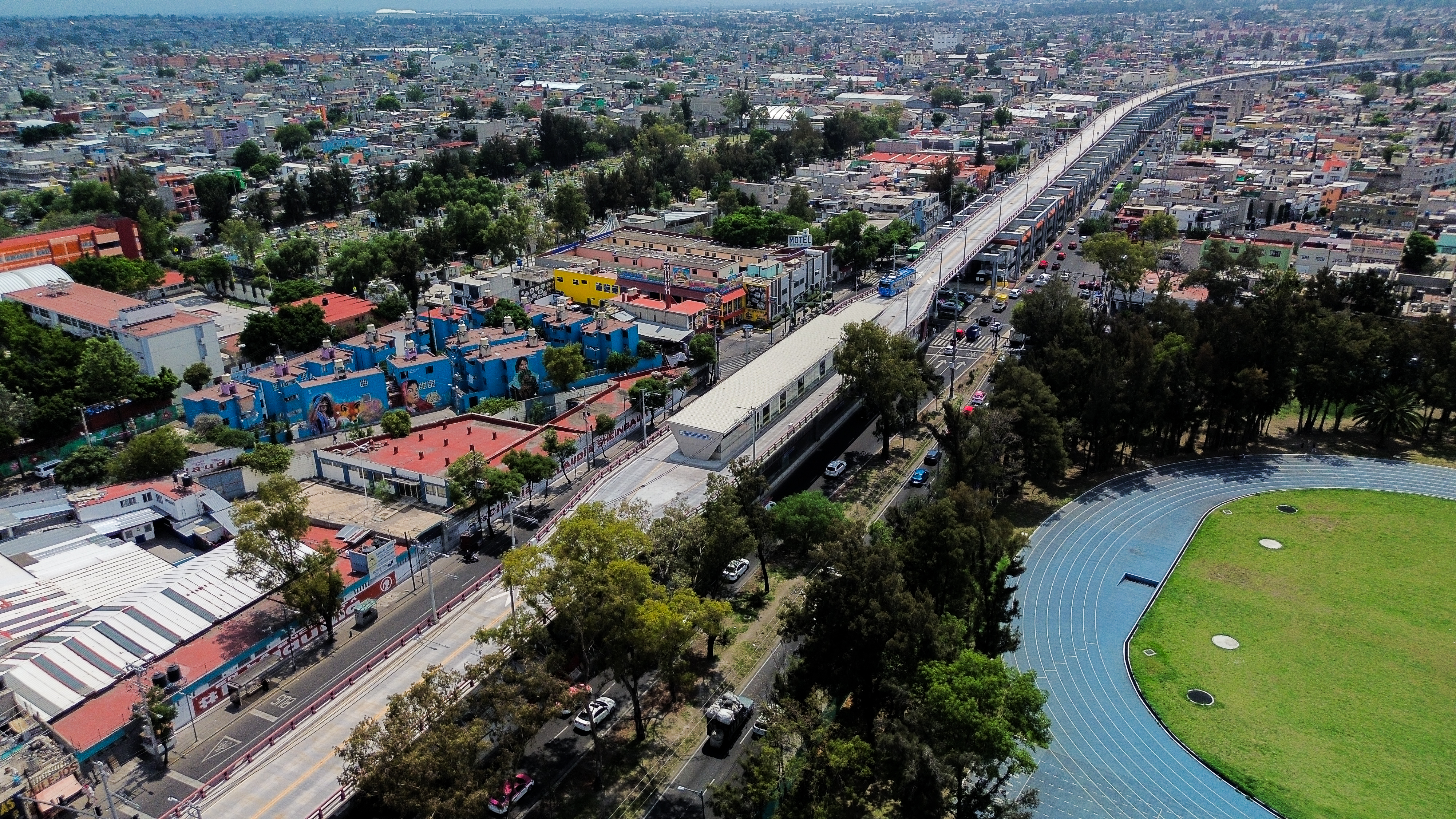
Hochtrasse für den Obus (Trolebús Elevado)

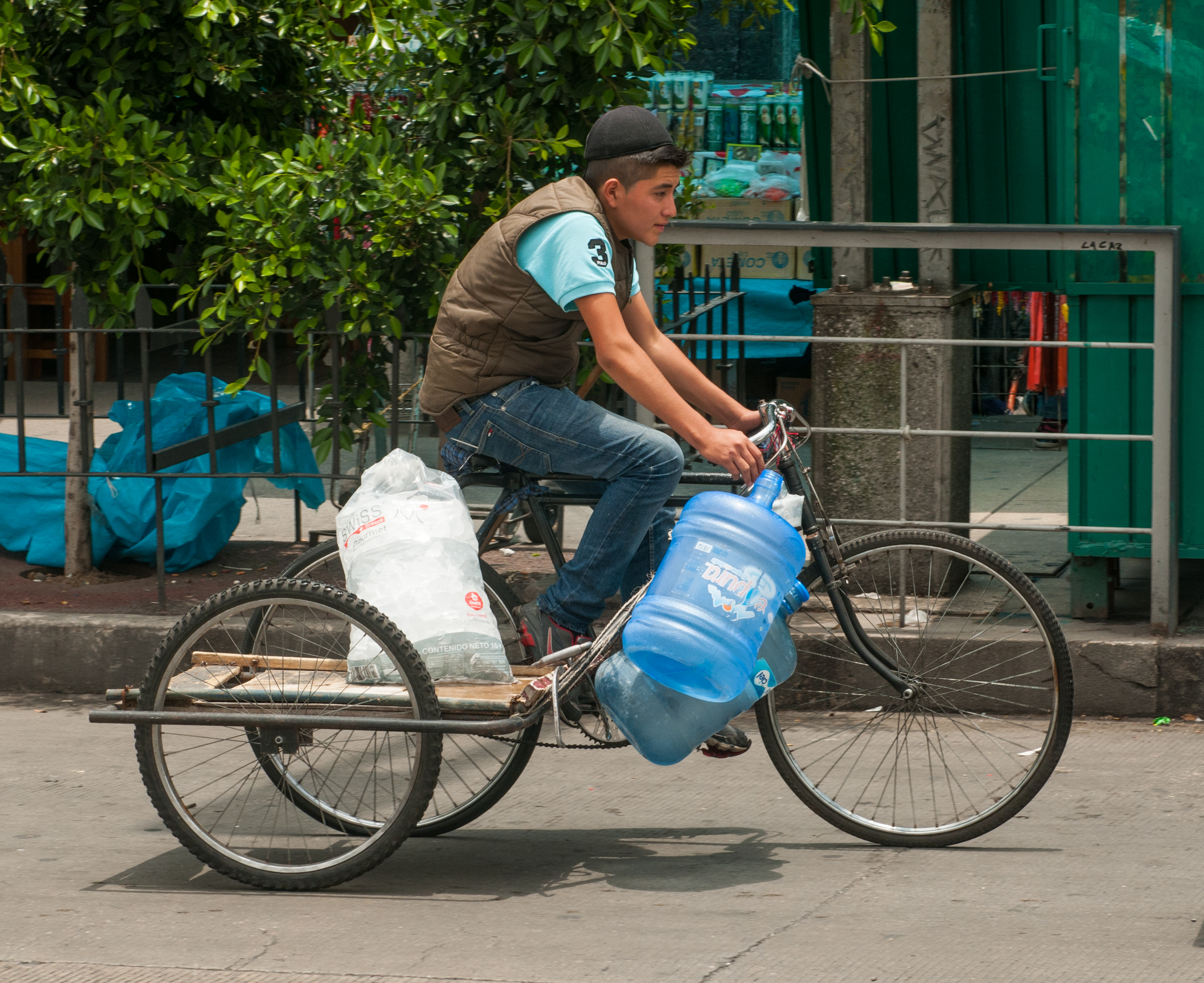
Lastenfahrräder gehören in Mexico zum Straßenbild.

Im Stadtgebiet verkehren zahlreiche große Omnibusse, darunter auch moderne Elektrobusse. Auf der „Avenida Insurgentes“ verkehrt der staatlich geförderte Metrobus und auf der Lázaro Cárdenas, zwischen der Terminal del Norte und der Central del Sur, verkehren auch in beiden Richtungen Trolleybusse. Der Obusbetrieb in der Stadt wurde am 6. April 1952 eröffnet, nachdem es schon 1948 und 1951 Versuchsbetriebe gegeben hatte. Ein großer städtischer Busbahnhof befindet sich zwischen dem U-Bahnhof Chapultepec und dem Eingang zum Park. Von dort fahren Busse in alle Teile der Stadt.
Des Weiteren verkehren zahlreiche Peseros (Colectivos), Busse mit 30 Sitzplätzen oder VW-Busse für circa acht bis zehn Passagiere in der Stadt. Sie sind oft hellgrün mit einem weißen Dach, die Fahrziele stehen auf der Windschutzscheibe. Die Peseros besitzen zwar auch Liniennummern, doch nicht jedes Fahrzeug befährt die gesamte Route, sondern kehrt vielleicht auf halbem Wege wieder um, daher sind die Aufschriften die besten Orientierungspunkte. Peseros sind schneller und etwas teurer als die Stadtbusse, aber viel preiswerter als die zahlreichen Taxen, und lassen Passagiere an jedem Punkt ihrer festen Route ein- und aussteigen.
Da viele Straßennamen mehrfach vergeben wurden, sollte der Fahrgast vor einer Fahrt mit dem Taxi dem Fahrer die Adresse mit Stadtbezirk (Delegacion), Stadtteil (Colonia) und Straßenname nennen sowie auf den nächstgelegenen Platz, Straße, Denkmal oder ähnliches hinweisen.
Herzstück der innerstädtischen Verkehrsreformen ist der Aufbau eines Schnellbusnetzes. Ein Busnetz ist schneller und billiger aufzubauen, als eine U-Bahn. 70 Kilometer sind bereits in Betrieb, 200 Kilometer sollen es werden; die roten Gelenkbusse bedienen auf eigenen Spuren die Hauptrouten. Die Stadt hat den Ausbau des Schnellbusnetzes trotz vieler Widerstände aus Kreisen der Privatbusbesitzer vorangetrieben. So hat sie durchgesetzt, dass Volvo und Mercedes den Mexikanern ihre modernsten Busse mit Abgaswerten der Euro-4-Norm liefern – normalerweise übernehmen Firmen in Schwellenländern aus der ersten Welt nur alte Fahrzeuge.
Zudem wird das Netz der Oberleitungsbusse ausgebaut und mit fast 300 Bussen von Yutong modernisiert.
Eine Besonderheit des mexikanischen Obusbetriebs sind „Trolebus Elevado“ genannte kreuzungsfreie Neubaustrecken auf einem Viadukt. Die erste vollständig unabhängig auf einem separaten Viadukt errichtete Linie 10 wurde im Oktober 2022 nach zwei Jahren Bauzeit eröffnet. Die 7,6 Kilometer lange Strecke stellt eine Ost-West-Achse im südöstlichen Stadtviertel Iztapalapa dar. Die Busse fahren im Linksverkehr, um die in Mittellage befindlichen Bussteige bedienen zu können.
Im Mai 2025 ging zudem die Linie 11 des „Trolebus Elevado“ in Betrieb. Sie verbindet den Knotenpunkt Santa Martha mit der Stadt Chalco. Ein Drittel der 18,5 Kilometer langen Strecke mit 13 Stationen verläuft kreuzungsfrei auf einem zehn Meter hohen Viadukt aus Betonfertigteilen. Rund 100 Yutong-Gelenk-Oberleitungsbusse werden eingesetzt, es können etwa 100 000 Fahrgäste pro Tag befördert werden.
In der Innenstadt bzw. dem historischen Zentrum sowie an anderen besonders verkehrsreichen Punkten der Stadt wird der Straßenverkehr üblicherweise von Polizisten geregelt, der Policía de Tránsito. Insbesondere im morgendlichen Berufs- und im abendlichen Feierabend- und Einkaufsverkehr werden die circa 2500 Verkehrspolizisten eingesetzt. Mit ihrer nicht ganz ungefährlichen Arbeit, jeden Tag werden zehn bis zwölf von ihnen von Autofahrern angegriffen, versuchen sie, den trotz des schon seit 25 Jahren geltenden Fahrverbots für Privatfahrzeuge „hoy no circula“ extrem ausgeprägten Individualverkehr zu bändigen.
Im Dezember 2015 trat eine neue Straßenverkehrsordnung in Kraft, mit der die Höchstgeschwindigkeit in der Stadt von 70 km/h auf 50 km/h reduziert wird, Tempo-30-Zonen vorsieht und die Führerscheinpflicht zurückkehren lässt. Das Führerscheingebot gilt allerdings nicht rückwirkend und es ist davon auszugehen, dass die Mehrheit der Hauptstadtbewohner eine Führerscheinprüfung nicht bestehen würde.

### Gesundheitssystem
In einer Arte-Dokumentation aus dem Jahr 2019 wird berichtet, dass in Mexiko-Stadt für 9 Millionen Einwohner lediglich 45 Krankenwagen zur Verfügung stehen. Dies führt zum Vorhandensein von privaten Notfallambulanzen ohne Zulassung und nachgewiesene Mindeststandards, welche im Notfall von korrupten Polizeibediensteten Notrufe weitergeleitet bekommen, sich im Anschluss Verfolgungsjagden zum Unfallort liefern und auf die private Zahlungsbereitschaft und -fähigkeit der behandelten Personen angewiesen sind.

### Medien
In Mexiko-Stadt sind das Fernsehen und der Rundfunk, bedingt durch den hohen Analphabetismus, die am meisten genutzten Medien. Zeitungen und Magazine werden überwiegend von den Menschen der Mittel- und Oberschicht gelesen. Rund 80 Prozent der zahlreichen Rundfunk- und Fernsehsender gehören dem Konzern Televisa, der größte private Anbieter von Fernsehprogrammen in spanischer Sprache. Der größte private Mitbewerber ist Televisión Azteca. 45 Prozent der Bewohner informieren sich über das Fernsehen, ebenfalls 45 Prozent über das Radio und nur zehn Prozent über die Printmedien.
In der Hauptstadt werden gegenwärtig 32 Tageszeitungen herausgegeben. Die größte und einflussreichste ist die während der Mexikanischen Revolution (1910–1929) gegründete El Universal. Sie steht wie die Excelsior der ehemaligen Regierungspartei PRI (Partido Revolucionario Institucional) nahe. Die zweitgrößte Tageszeitung in der Hauptstadt ist die 1993 gegründete Reforma. Sie ist eher der amtierenden rechtsliberalen Regierungspartei PAN (Partido Acción Nacional) zugeneigt. Weitere wichtige Tageszeitungen sind die 1984 gegründete linksgerichtete und der Oppositionspartei PRD (Partido de la Revolución Democrática) nahestehende La Jornada und der ihr entgegengesetzte rechtskatholische El Heraldo. Die dominierenden Wirtschaftszeitungen sind El Financiero und die 1988 gegründete El Economista. Das bedeutendste politische Magazin ist das seit 1976 herausgegebene Proceso.
In der Metropole gibt es auch deutschsprachige Medien, darunter das Monatsmagazin mitt. (abgeleitet von „Mitteilungsblatt“) und das Internetportal treff3.net. Das seit 1932 erscheinende mitt. gehört zu den ältesten Publikationen der Stadt.

### Bildung

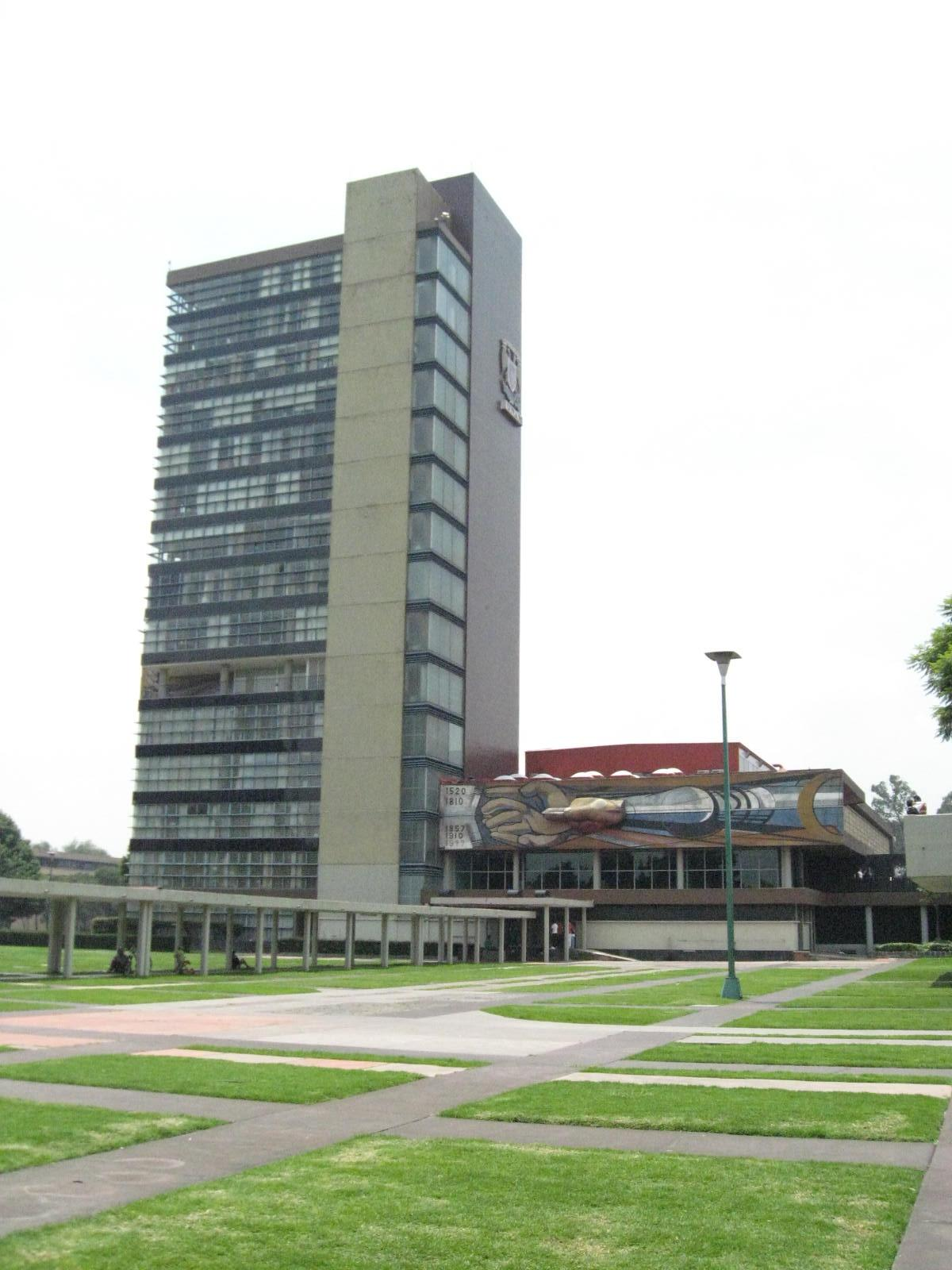
Rektorat der Universidad Nacional Autónoma de México

Die Hauptstadtregion beherbergt zahlreiche Universitäten, Hoch- und Fachschulen, Forschungsinstitute und Bibliotheken. Das Studium in Mexiko-Stadt und im ganzen Land wird von der riesigen, im Jahre 1551 gegründeten „Universidad Nacional Autónoma de México“ (UNAM) mit 286.484 Studierenden bestimmt. Sie ist mit Abstand sowohl die älteste als auch größte Universität des amerikanischen Kontinents. Die Bibliothek auf dem Universitätscampus ist mit Mosaikdarstellungen aus der Geschichte und Kultur des Landes – dem größten Natursteinmosaik der Welt – geschmückt und ein Musterbeispiel für moderne Architektur eines Landes, das sich wieder seiner Historie bewusst wird. Der zentrale Universitätscampus steht seit 2007 auf der UNESCO-Liste des Weltkulturerbes.
Private Universitäten in Mexiko-Stadt sind die Universidad Tecnológica de México, die Universidad del Valle de México, die Universidad Iberoamericana (U.I.A.), die Universidad La Salle A.C., die Universidad Intercontinental, die Universidad del Claustro de Sor Juana, die Universidad Anáhuac México und die Universidad Panamericana.
Weitere bedeutende Bildungseinrichtungen in der Region sind die Universidad Autónoma Metropolitana (UAM), das Instituto Politécnico Nacional (IPN), die Universidad Pedagógica Nacional (UPN), das Instituto Tecnológico y de Estudios Superiores de Monterrey (I.T.E.S.M.), Instituto Tecnológico Autónomo de México (I.T.A.M.), die Escuela Bancaria y Comercial, das Centro Universitario Grupo Sol S.C., die Escuela Nacional de Artes Plásticas, das Instituto de Estudios Superiores del Colegio Holandés, das Instituto Nacional de Antropología e Historia, das Centro Cultural Universitario Justo Sierra und die Grupo Cultural I.C.E.L.
In Mexiko-Stadt gibt es mehrere deutsche Grundschulen und Gymnasien, die zum deutschen und zum mexikanischen Abitur führen. Die größte deutsche Auslandsschule weltweit ist das Colegio Alemán Alexander von Humboldt. Es wurde 1894 von deutschen Einwanderern gegründet. Namensgeber ist der deutsche Naturforscher Alexander von Humboldt.